# Era della ricostruzione

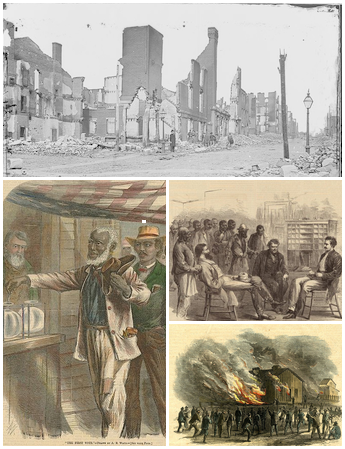
Rovine di Richmond, in Virginia a seguito della guerra di secessione americana, afro americani liberati che votano per la prima volta nel 1867, Ufficio dell'agenzia dei liberti a Memphis, rivolta di Memphis del 1866

L'era della ricostruzione è il periodo della storia degli Stati Uniti d'America compreso tra il 1865 e il 1877. Nel contesto globale della storia statunitense il termine ha due accezioni: la prima riferita al lasso di tempo vissuto dall'intera nazione tra il 1865 e il 1877 in seguito alla guerra civile americana (1861-1865); la seconda riguarda il tentativo di trasformazione socio-economica e politica degli Stati Uniti meridionali dal 1863 al 1877 così come fu stabilito dalle disposizioni adottate dal Congresso.
La Ricostruzione pose fine ai resti del nazionalismo confederato e allo schiavismo, dando ai cittadini afroamericani i diritti civili apparentemente garantiti dai tre nuovi emendamenti costituzionali (inseriti nel più ampio alveo degli Atti di Ricostruzione).
La presidenza di Abraham Lincoln prima e la presidenza di Andrew Johnson poi assunsero ufficialmente un atteggiamento moderato, volto a ricondurre il profondo Sud nell'Unione il più rapidamente possibile, mentre i parlamentari Repubblicani Radicali premevano per misure più forti per migliorare la situazione dei liberti, compreso il XIV emendamento, con una contemporanea riduzione dei diritti degli ex confederati, ad esempio con le disposizioni prescritte dalla proposta di legge Wade-Davis Bill.
Andrew Johnson, ex senatore del Partito Democratico e governatore del Tennessee, nonché proprietario di schiavi, tenne una politica decisamente indulgente nei confronti di quelli che erano stati i "ribelli secessionisti"; gli ultimi discorsi di Abraham Lincoln dimostrano che questi si stava preparando a sostenere la concessione di diritti civili paritari a tutti gli schiavi liberati, mentre Johnson vi fu fermamente contrario.
La direzione data da Johnson alle politiche di Lincoln prevalse almeno fino alle elezioni di metà mandato del 1866, a cui seguirono subito esplosioni di violenza contro i neri in molti tra gli ex Stati Confederati d'America, come i disordini razziali di Memphis e il massacro di New Orleans. Nel frattempo la tornata elettorale diede al Partito Repubblicano la maggioranza congressuale, permettendo in tal modo alle frange più radical di assumere il completo controllo della politica di Ricostruzione e la conseguente rimozione dei sudisti dal potere e la loro sostituzione con i liberti.
Coalizioni repubblicane bi-razziali conquistarono il governo in quasi tutti gli Stati del Sud, proponendosi di trasformare la sconfitta società agricola delle grandi piantagioni in un sistema economico fondato sul lavoro libero, usando il Freedmen's Bureau (un ente governativo dedicato al sostegno degli schiavi liberati) e facendo un largo impiego dell'esercito statunitense per mantenere l'ordine pubblico. Si cercò di proteggere i diritti legali dei liberti, negoziando contratti di lavoro e fondando sia scuole sia chiese appositamente destinate a loro. Migliaia di settentrionali giunsero al Sud come missionari, insegnanti, uomini d'affari e politici. I bianchi ostili iniziarono a riferirsi a loro con il nomignolo di carpetbagger, cioè viaggiatori con valigie di basso costo ricavate da tappeti (carpet bag).
All'inizio del 1866 il Congresso federale approvò due leggi sui diritti civili: il primo disegno di legge estendeva l'operatività del Freedmen's Bureau, originariamente costituito come organizzazione temporanea incaricata di assistere i rifugiati e gli schiavi liberati, mentre il secondo definiva tutte le persone nate sul suolo nazionale come naturalmente cittadini con totale parità di fronte alla legge. Il presidente Johnson pose però il veto, e a quel punto il parlamento glielo annullò, facendo della legge sui diritti civili del 1866 il primo importante atto legislativo della storia degli Stati Uniti entrato in vigore attraverso il superamento di un veto presidenziale. I radical, sempre più frustrati dall'opposizione pregiudiziale attuata da Johnson, presentarono un'accusa formale contro di lui: l'impeachment di Andrew Johnson, ma l'azione fallì per un solo voto al Senato.
La richiesta di nuove leggi nazionali per la Ricostruzione, innanzitutto il diritto di voto per i liberti, scatenò l'ira dei razzisti bianchi del Sud dando così origine al Ku Klux Klan: tra il 1867 e il 1869 i Klansmen assassinarono repubblicani dichiarati e liberti in tutto il Sud, compreso il deputato dell'Arkansas James M. Hinds.
La presidenza di Ulysses S. Grant sostenne fortemente la Ricostruzione portata avanti dai radical e impose la protezione degli afroamericani del Sud attraverso le leggi dette Enforcement Acts, usate efficacemente per combattere il Klan che venne presto sostanzialmente spazzato via; anche se una sua reincarnazione sarebbe tornata alla ribalta nazionale negli anni 1920.
Il presidente tuttavia non fu in grado di risolvere le crescenti tensioni interne ai Repubblicani, tra i nordisti da una parte e quelli del Sud dall'altra (quest'ultimo gruppo sarebbe stato etichettato come scalawag da parte degli avversari della Ricostruzione). Nel frattempo i redeemers, sedicenti conservatori e in stretta collaborazione con una corrente del Partito Democratico, si distinsero per la loro fiera opposizione alla Ricostruzione.
Si cominciò a denunziare il diffuso clientelismo dei carpetbagger, l'eccessiva spesa statale e l'opprimente tassazione; intanto il sostegno pubblico alle politiche di Ricostruzione, che richiedevano una continua supervisione del Sud, svanì nel Nord dopo che i Democratici riguadagnarono il controllo della Camera dei rappresentanti a partire dal 1874.
Nel 1877, come parte di un accordo bilaterale per eleggere il repubblicano Rutherford B. Hayes alla carica di presidente a seguito delle combattute elezioni presidenziali del 1876, le truppe militari federali si ritirarono e non poterono più sostenere i governi statali repubblicani nel Sud.
La Ricostruzione fu un capitolo significativo nella storia del movimento per i diritti civili degli afroamericani.

## Datazione
Nei diversi Stati la Ricostruzione ebbe inizio e fine in tempi diversi; la Ricostruzione federale si concluse con il compromesso del 1877. Negli ultimi decenni la maggior parte degli storici concorda con Eric Foner nel datarla a partire dal 1863 (con l'emancipazione e l'esperimento Port Royal) piuttosto che dal 1865.
La sua conclusione è invece sempre stata considerata il 1877. Le prime politiche di Ricostruzione furono discusse nel Nord già quando cominciò la guerra di secessione americana, ma iniziarono seriamente subito dopo che venne emesso il "Proclama di emancipazione" di Abraham Lincoln, entrato in vigore il 1º gennaio del 1863.
Tre visioni memorialistiche della guerra civile apparvero nel corso della Ricostruzione:
1. la visione riconciliatrice, radicata nel proposito di far fronte il più presto possibile alle morti e alle devastazioni causate dal conflitto;
2. la visione suprematista del potere bianco, che incluse il terrore e la violenza sia civile che politica (vedi Storia del Ku Klux Klan);
3. infine la visione emancipazionista che ricercò la libertà, la cittadinanza e la piena uguaglianza sociale e costituzionale per tutti gli ex schiavi.

Lo storico Eric Foner sostiene: "ciò che rimane certo è che la Ricostruzione fallì e che per i neri il suo fallimento fu un disastro le cui conseguenze non possono venire bilanciate dai reali successi che inizialmente pervennero a conseguire".

## Panoramica
Mentre parti sempre più ampie di territorio degli Stati Confederati d'America tornavano sotto il controllo effettivo dell'Union Army, la presidenza di Abraham Lincoln prese a costituire governi "ricostruiti" in Tennessee, nell'Arkansas e nella Louisiana già durante il conflitto. Si cominciarono inoltre a sperimentare nuove soluzioni concedendo il possesso delle terre agli afroamericani nella Carolina del Sud.
Nell'autunno del 1865 la nuova presidenza di Andrew Johnson dichiarò infine raggiunti gli obiettivi di guerra: la preservazione dell'unità nazionale, la messa al bando definitiva della schiavitù negli Stati Uniti d'America e finanche la Ricostruzione completata. I leader del Partito Repubblicano al Congresso, rifiutando di accettare i termini assai clementi adottati da Andrew Johnson, respinsero i nuovi membri sudisti dell'Assemblea, alcuni dei quali erano stati degli alti funzionari confederati solo pochi mesi prima.
Il presidente ruppe con i Repubblicani dopo aver posto il proprio diritto di veto su due disegni di legge chiave che avrebbero dovuto supportare attivamente il Freedmen's Bureau e estendere i diritti civili federali ai liberti. Le elezioni di metà mandato del 1866 misero in primo piano nelle discussioni politiche la questione della Ricostruzione, producendo un'ampia vittoria repubblicana in tutto il Nord e fornendo agli esponenti più radicali una sufficiente maggioranza al Congresso da scavalcare i veti di Johnson ed iniziare la loro "Ricostruzione radicale" nel 1867.
In quello stesso anno il Congresso rimosse i governi civili nel Sud e mise l'ex Confederazione sotto il dominio militare. Gli apparati dell'esercito degli Stati Uniti fecero tenere nuove elezioni, in cui gli schiavi liberati potevano votare (tranne che nel Tennessee, dove i Repubblicani anti-Johnson erano già al potere), mentre i bianchi che avevano ricoperto posizioni di primo piano sotto la presidenza di Jefferson Davis vennero temporaneamente esclusi dal diritto di voto e non ebbero il permesso di candidarsi.
In molti degli Stati Uniti meridionali coalizioni composte da liberti, nuovi arrivati bianchi e neri dal Nord (carpetbagger) e sudisti bianchi sostenitori della Ricostruzione (scalawag) cooperarono per creare governi statali bi-razziali repubblicani. Essi iniziarono vari programmi di Ricostruzione, tra cui il finanziamento di scuole pubbliche statali per gli afroamericani, la creazione di istituzioni caritatevoli per i più bisognosi, l'aumento delle tasse nei confronti dei possidenti e il miglioramento delle infrastrutture pubbliche come il trasporto ferroviario e la navigazione interna.

Gli oppositori conservatori definirono i regimi repubblicani corrotti e cominciarono a istigare alla violenza nei confronti dei liberti e di tutti quei bianchi che li appoggiavano; la maggior parte degli atti violenti di questo periodo venne condotta da membri del Ku Klux Klan, una società segreta finalizzata al terrorismo strettamente alleata con il Partito Democratico meridionale.

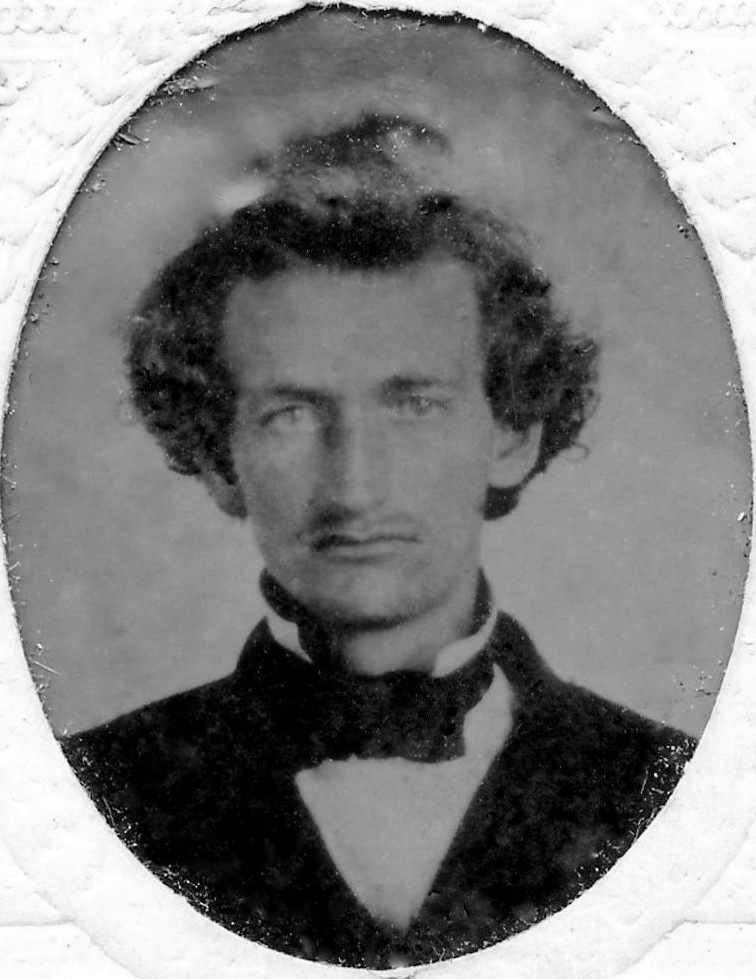
Il deputato James M. Hinds dell'Arkansas fu ucciso dal Ku Klux Klan nel 1868. Aveva 35 anni.

Gli affiliati al Klan aggredirono ed intimidirono i neri che cercavano di esercitare i loro nuovi diritti civili, così come i politici Repubblicani del Sud che favorivano l'estensione di quegli stessi diritti. Una delle vittime del Klan assassinate alla vigilia delle elezioni presidenziali del 1868 fu il deputato repubblicano dell'Arkansas James M. Hinds.
La violenza diffusa in tutto il profondo Sud portò ad un deciso intervento federale nel 1871 durante la presidenza di Ulysses S. Grant che riuscì a sopprimere il Klan. Ciononostante i Democratici bianchi, che si auto-definirono redeemers (redentori) riuscirono a riacquistare il pieno controllo delle istituzioni di tutto il Sud, uno Stato dopo l'altro, facendo un largo uso di brogli elettorali e azioni di aggressione fisica per assicurarsi la vittoria alle tornate elettorali statali.
Una profonda recessione economica nazionale seguita al panico del 1873 (chiamata ai tempi la Grande depressione) condusse ad importanti guadagni di consensi Democratici anche nel Nord, alla rovina di molti progetti ferroviari nel Sud e ad un sempre più crescente senso di frustrazione in tutto il Nord.
La fine della Ricostruzione fu un processo scaglionato ed il periodo del controllo repubblicano finì in tempi e con modalità differenti nei vari Stati federati. Con il compromesso del 1877 l'intervento militare nella politica meridionale cessò ed i Repubblicani persero il controllo anche degli ultimi tre governi statali del Sud.
Il periodo successivo fu etichettato dai sudisti bianchi come redemption (redenzione), durante il quale le assemblee legislative statali dominate dai bianchi imposero le leggi Jim Crow e, a partire dal 1890, privarono dei loro diritti la maggioranza dei neri e finanche dei bianchi poveri; tutto ciò attraverso una combinazione di emendamenti costituzionali statali e di leggi elettorali che richiedevano una "tassa elettorale" e un "esame d'istruzione" per poter accedere agli uffici pubblici.
Il disaffrancamento degli afroamericani dopo l'Era della Ricostruzione, la segregazione razziale negli Stati Uniti d'America e le leggi contro la mescolanza razziale proseguirono di pari passo, debolmente contrastate dal movimento per i diritti civili degli afroamericani; il linciaggio e il razzismo si fecero vieppiù pratiche diffuse di "giustizia sommaria".
Il punto di vista dei Democratici del Sud riguardo alla Ricostruzione svolse un ruolo preponderante nell'imporre l'ideale suprematista del potere bianco e della "cittadinanza di seconda classe" innanzitutto per i neri, ma poco dopo anche nei riguardi dell'immigrazione dall'Europa meridionale: irlandesi americani, ispanici, asioamericani e italoamericani avrebbero vissuto sulla loro pelle l'esperienza del "razzismo scientifico" divenuto di gran moda a cavallo tra il XIX e il XX secolo.
Contemporaneamente anche le prime espressioni del femminismo, dell'eugenetica e del movimento per il controllo delle nascite si svilupparono in tale complessa situazione socio-economica. La cosiddetta "Era Jim Crow" sarebbe proseguita fino ad oltre la metà degli anni 1950, per essere debellata solamente dall'azione della presidenza di Lyndon B. Johnson alla vigilia del Sessantotto.

## Obiettivi
La Ricostruzione si trovò a dover affrontare il modo in cui gli undici ex Stati federati secessionisti del profondo Sud avrebbero recuperato ciò che la Costituzione definisce "una forma di governo fondata sul repubblicanesimo":
1. come cioè si sarebbero reintegrati politicamente all'interno del Congresso;
2. se fosse ritenuta preferibile o meno la riconferma dello "status civile" per i leader confederati rimasti maggiormente coinvolti nella secessione;
3. infine la questione inerente allo status costituzionale e legale dei liberti, in particolar modo i loro diritti civili, e se avrebbe dovuto esser loro concesso il diritto di voto.

Su questi temi in tutti gli Stati Uniti meridionali scoppiarono immediatamente vaste e durature polemiche, scatenando proteste che spesso sfociarono in azioni di vera e propria lotta armata. Un processo di "Ricostruzione" in qualche modo simile ebbe luogo anche negli Stati di confine del Missouri, del Kentucky e della Virginia Occidentale, ma questi non avevano mai lasciato l'Unione e non erano quindi sotto il controllo dell'esercito unionista.
Le leggi e gli emendamenti costituzionali che gettarono le basi per la fase più radicale della Ricostruzione vennero adottati tra il 1866 e il 1871, durante la presidenza di Andrew Johnson e al principio della presidenza di Ulysses S. Grant. Nel corso degli anni 1870 furono ufficialmente garantiti ai liberti "uguali diritti" ai sensi della Costituzione; gli afroamericani cominciarono quindi a votare e ad assumere incarichi politici e responsabilità negli uffici pubblici.
I parlamenti statali repubblicani, composti da coalizioni bi-razziali di bianchi e neri, istituirono i primi sistemi scolastici pubblici aperti a tutti oltre che numerose istituzioni a sfondo caritatevole in molte regioni del Sud. Le organizzazioni paramilitari riservate ai bianchi americani, specialmente il Ku Klux Klan ma anche la White League e le Red Shirts, si formarono con lo specifico obiettivo politico di cacciare con la forza i Repubblicani. Tali gruppi illegali e terroristici sconvolsero il sistema politico da poco instauratosi e organicamente multi-razziale, terrorizzando i neri con l'intento d'impedir loro di recarsi alle urne. L'amministrazione presidenziale di Ulysses S. Grant utilizzò efficacemente il potere federale per bloccare e disperdere il Klan già nella prima metà degli anni 1870; questo sebbene le altre associazioni razziste, seppur minoritarie, continuarono a essere attive.
Dal 1873 al 1877 i bianchi conservatori, che si chiamarono redeemers, riguadagnarono via via il potere negli Stati meridionali unendosi rapidamente alla corrente politica denominata Bourbon del Partito Democratico nazionale. Per tutti i decenni 1860 e 1870 i termini "radicale" e "conservatore" ebbero dei significati eminentemente distintivi; "conservatore" fu difatti il nome di una fazione spesso guidata dalla classe dei latifondisti di piantagioni. Quelli che invece erano stati membri del Partito Whig risultarono fortemente impegnati nella via della modernizzazione economica costruita attorno alle reti ferroviarie, alle imprese e alle fabbriche, agli istituti bancari e ai grandi centri urbani.
La maggior parte dei Repubblicani Radicali del Nord credeva fortemente alla prospettiva di un'integrazione completa degli afroamericani, estendendo loro i diritti civili come quello della cittadinanza, assieme alla libertà d'impresa; molti di loro erano anche modernizzatori ed ex Whig.
I Liberal Republicans costituitisi in occasione delle elezioni presidenziali del 1872 condivisero per lo più lo stesso progetto, tranne il fatto che si dimostrarono particolarmente ostili nei riguardi della corruzione e del clientelismo crescenti che vedevano attorno al presidente; credettero inoltre che gli obiettivi prefissatisi dalla guerra civile fossero ormai stati raggiunti, di modo che l'intervento militare federale potesse e dovesse avere termine.
L'approvazione dei tre fondamentali "emendamenti della Ricostruzione", il XIII emendamento, il XIV emendamento ed il XV emendamento, rappresenta l'eredità costituzionale di quest'epoca. Tali emendamenti furono alla base della sentenza della Corte Suprema emessa nel 1954 (sul caso Brown contro l'ufficio scolastico di Topeka) che si oppose alla segregazione scolastica. Una "Seconda Ricostruzione", sviluppatasi dal movimento per i diritti civili degli afroamericani, portò infine alla promulgazione della legge sui diritti civili del 1964 e della Voting Rights Act che posero fine alla segregazione razziale riaprendo i seggi elettorali ai neri.

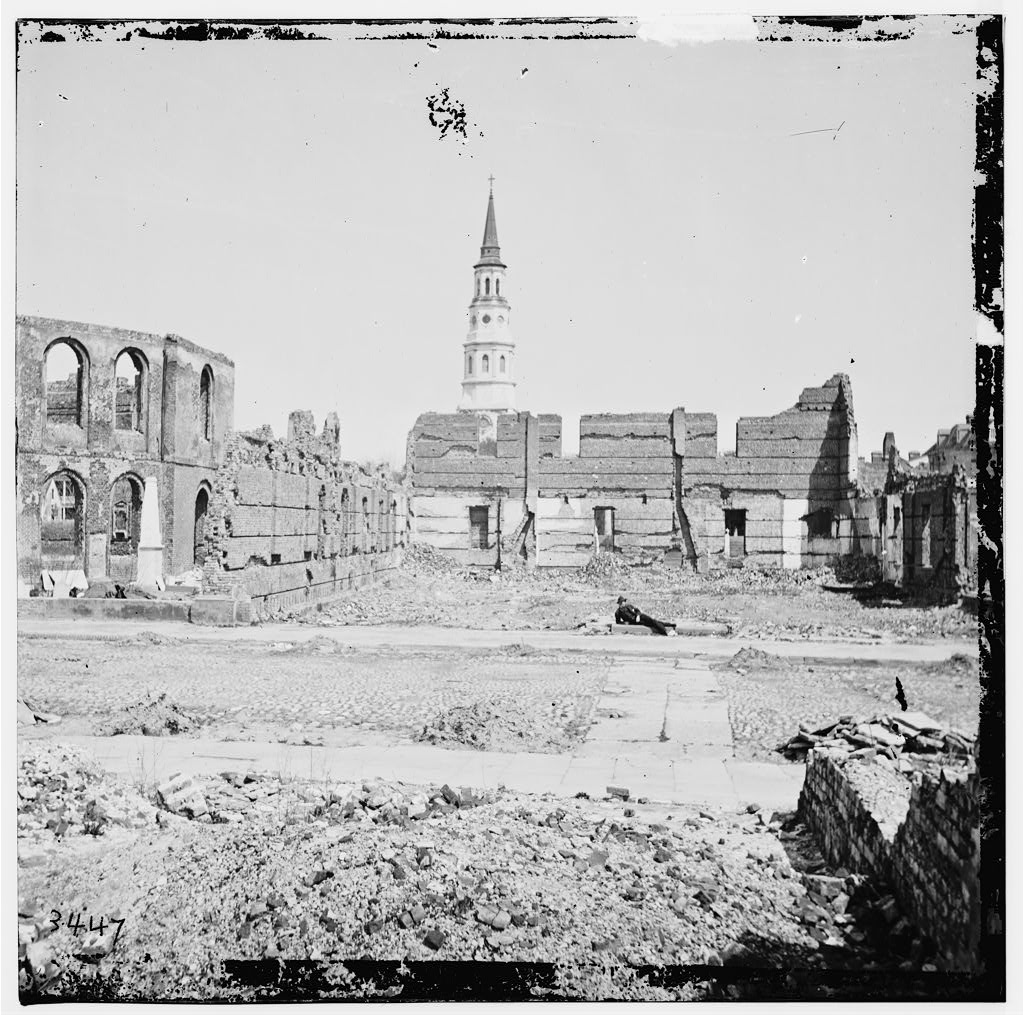
Rovine di Charleston (Carolina del Sud) nel 1865.

## Devastazione materiale del Sud nel 1865
La Ricostruzione avvenne prevalentemente con un'economia ridotta alla rovina. Gli Stati Confederati d'America nel 1861 contavano 297 centri urbani con una popolazione totale di 835.000 abitanti; di questi 162, corrispondenti a 681.000 persone, furono ad un certo punto occupati militarmente dalle forze unioniste.

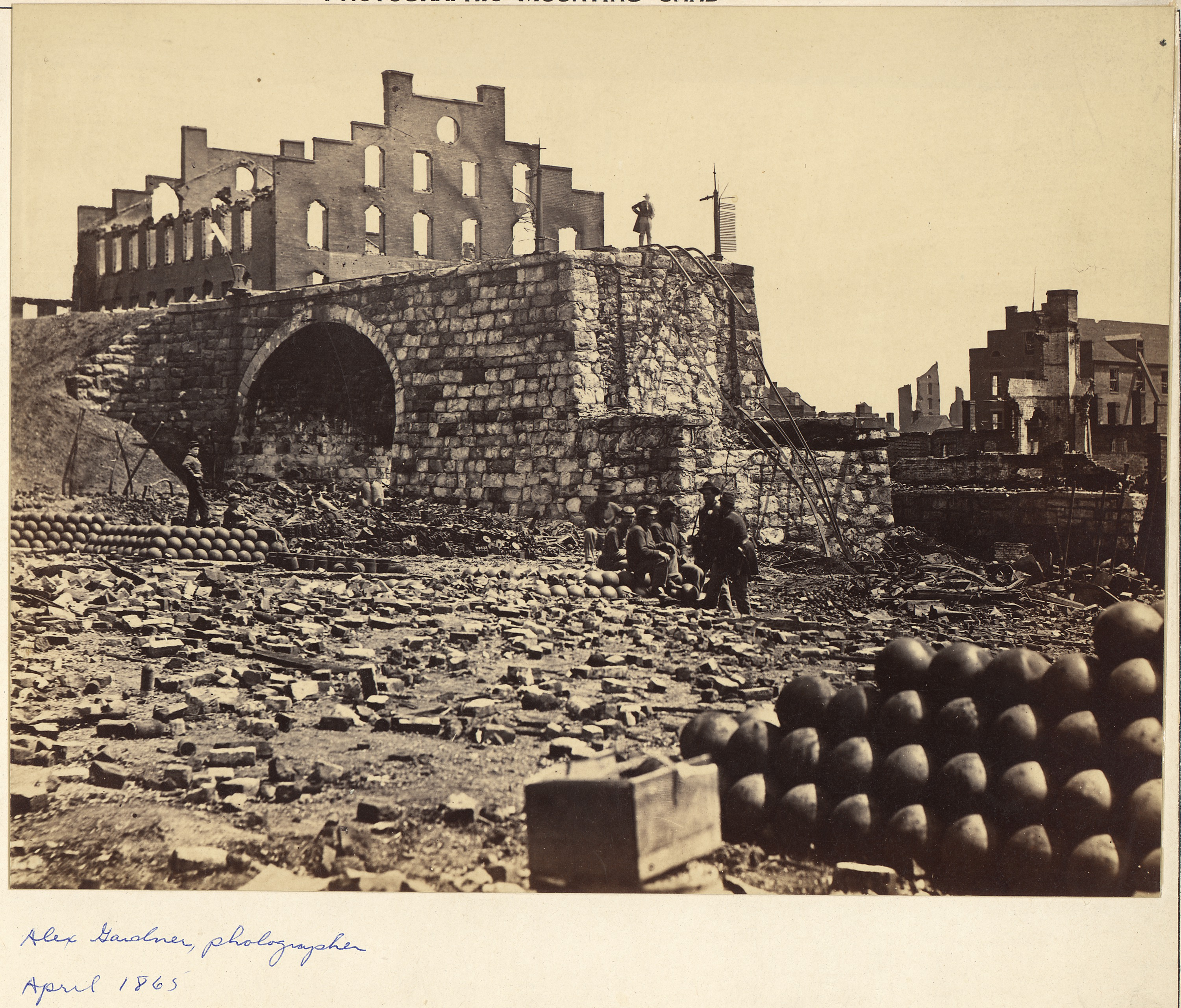
La distruzione dell'arsenale di Richmond (Virginia).

Le città interamente distrutte o gravemente danneggiate dalle operazioni belliche erano 11, tra cui Atlanta (con una popolazione nel 1860 ammontante a 9.600 unità), Charleston e Columbia nella Carolina del Sud e Richmond nella Virginia (con popolazioni prebelliche rispettivamente di 40.500, 8.100 e 37.900). Quelle che subirono le maggiori devastazioni, nel censimento del 1860 rappresentavano il 14% dell'intero Sud urbano; il totale di persone che vivevano nelle città distrutte rappresentava poco più dell'1% delle popolazioni urbane e rurali della Confederazione. 

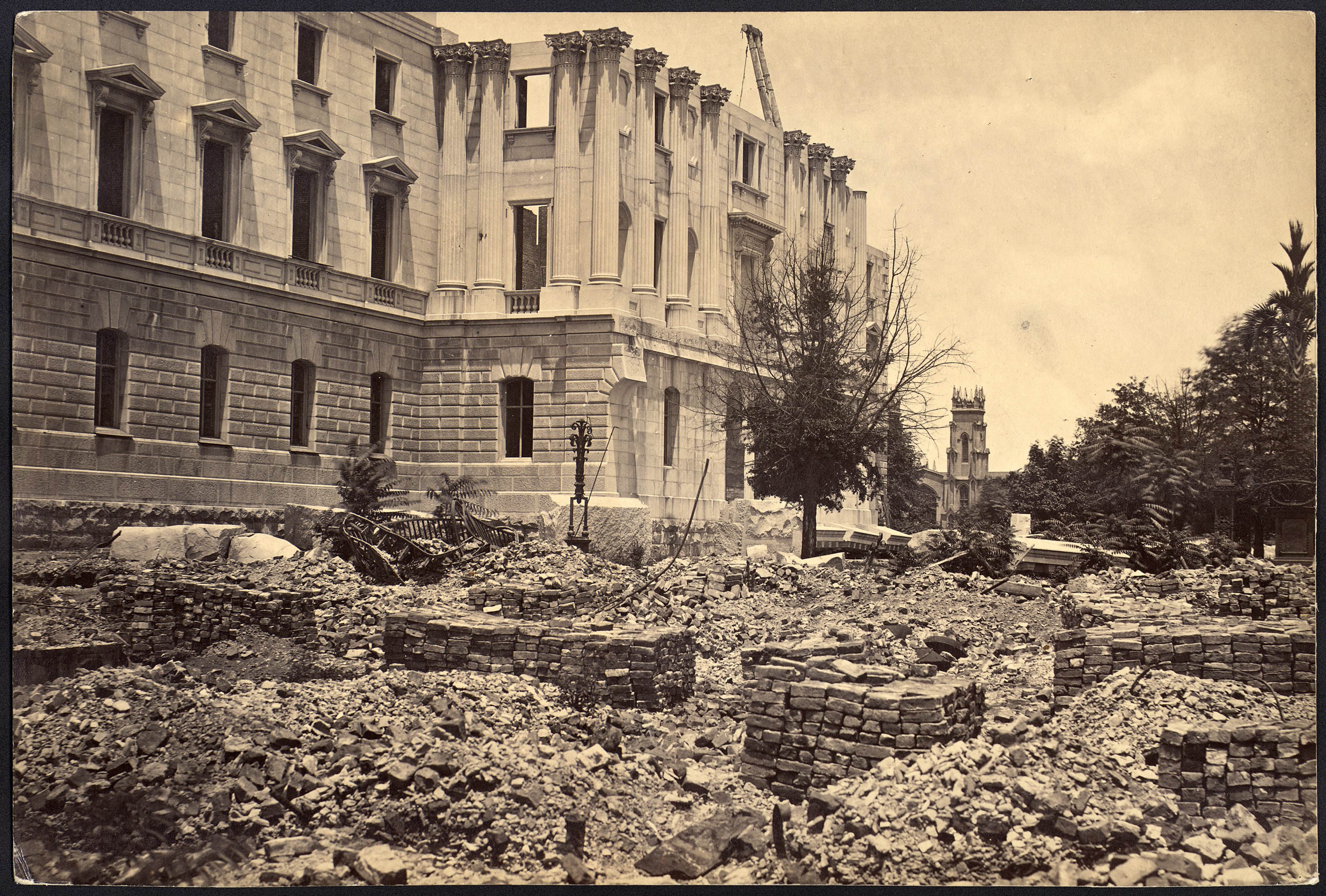
Atlanta dopo la Campagna di Atlanta del 1864.

Il tasso di danni materiali nei centri minori fu molto più basso; solo 45 palazzi di giustizia erano stati dati alle fiamme su un totale di 830. Le fattorie risultavano invece in uno stato di completa rovina e la quantità di cavalli, muli e bestiame era molto diminuita; almeno il 40% del parco-bestiame del Sud era stato abbattuto. Esse non erano mai state altamente meccanizzate, ma il valore degli attrezzi agricoli e dei macchinari nel censimento dl 1860 era pari a 81 milioni di dollari statunitensi e sarà ridotto di almeno il 40% entro il 1870.

Rovine di Columbia (Carolina del Sud).

Le vie di comunicazione (strade, ponti, binari) e le imbarcazioni furono per lo più distrutte, con un minimo servizio ferroviario e fluviale rimasto disponibile per trasportare le colture e gli animali nei mercati. Gran parte delle linee ferroviarie era nelle aree rurali ed oltre i due terzi delle rotaie, dei ponti, dei cantieri ferroviari, delle officine e del materiale rotabile del Sud si trovò in aree raggiunte dall'Union Army, che sistematicamente distrusse tutto ciò che poteva.

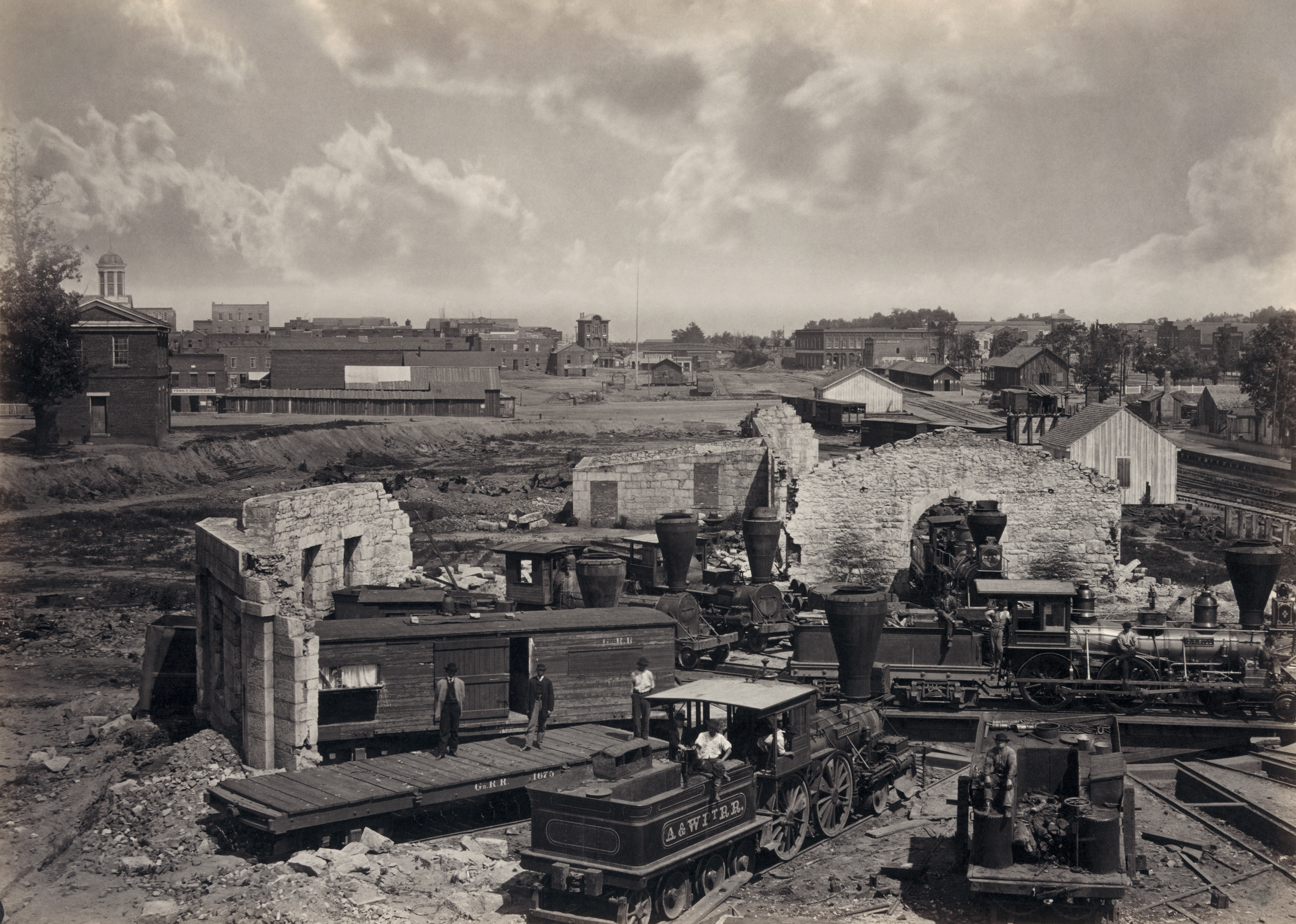
Atlanta nella guerra di secessione americana: stazione di smistamento e rotonda ferroviaria in rovina poco dopo la conclusione del conflitto.

Persino in certe aree rimaste risparmiate dai fronti bellici, la cronica carenza di manutenzione, la mancanza di nuove attrezzature, il loro pesante sovra-utilizzo e il trasferimento deliberato delle attrezzature da parte dei confederati dalle aree remote alle zone di guerra, provocarono ancora di più la rovina dell'intero sistema, rendendolo del tutto inservibile al termine del conflitto.
Il ripristino delle infrastrutture di base, in particolare degli snodi ferroviari, divenne quindi in brevissimo tempo un'altra delle priorità dei governi statali della Ricostruzione.
L'enorme costo dello sforzo bellico sudista gravò pesantemente sul sistema economico meridionale. I costi diretti in capitale umano, in spese amministrative e nell'apparato fisico militare ammontò a 3,3 miliardi di dollari. A partire dal 1865 il dollaro confederato divenne senza valore a causa dell'alta inflazione e le persone del Sud dovettero ricorrere allo scambio delle merci tramite il baratto, oppure utilizzare le scarse valute presenti provenienti dal Nord.
Con l'emancipazione degli schiavi l'economia del Sud nella sua totalità avrebbe dovuto essere ricostruita partendo quasi da zero; avendo definitivamente perduto il loro enorme capitale investito rappresentato dallo schiavismo e dal suo relativo commercio, i proprietari terrieri bianchi si ritrovarono improvvisamente con un minimo capitale disponibile per pagare la manodopera per i raccolti ed introdurre nuove coltivazioni. Conseguentemente venne sviluppato un sistema di mezzadria, in cui i proprietari suddivisero le grandi piantagioni affittandone piccoli lotti di terra ai liberti e alle loro famiglie, si sviluppò quindi un sistema di agricoltura contadina.
La fine della guerra civile fu inoltre accompagnata da una vasta emigrazione di persone recentemente liberate in direzione delle città; qui gli afroamericani vennero relegati ai lavori meno retribuiti, come manodopera non qualificata e nel settore dei servizi. Lavorarono come ferrovieri, operai nei laminatoi, tagliaboschi e impiegati d'albergo; l'ampia popolazione dedita all'artigianato durante il periodo antebellico non si tradusse in un gran numero di artigiani liberi. Le donne nere erano in gran parte limitate all'impiego nel lavoro domestico come cuoche, serve e infermiere; altre si occuparono negli alberghi, un gran numero di esse divennero lavandaie. Le migrazioni ebbero un grave impatto negativo sulla popolazione nera, con alte percentuali di malattie contratte e di decessi.
Più di un quarto degli uomini bianchi meridionali in età militare, la spina dorsale della forza lavoro bianca del Sud, morì nel corso del conflitto, lasciando in uno stato di completa indigenza innumerevoli famiglie. Il reddito pro capite per i bianchi meridionali decrebbe da 125 dollari nel 1857 a meno di 80 nel 1879.
Fino agli inizi del XX secolo il Sud rimase bloccato in una povertà endemica. Quanto di questo fallimento fosse stato causato dalla guerra e quanto dalla precedente dipendenza dalla monocoltura del cotone e dallo sfruttamento degli schiavi rimane oggetto di un ampio dibattito sia tra gli economisti che tra gli storici.

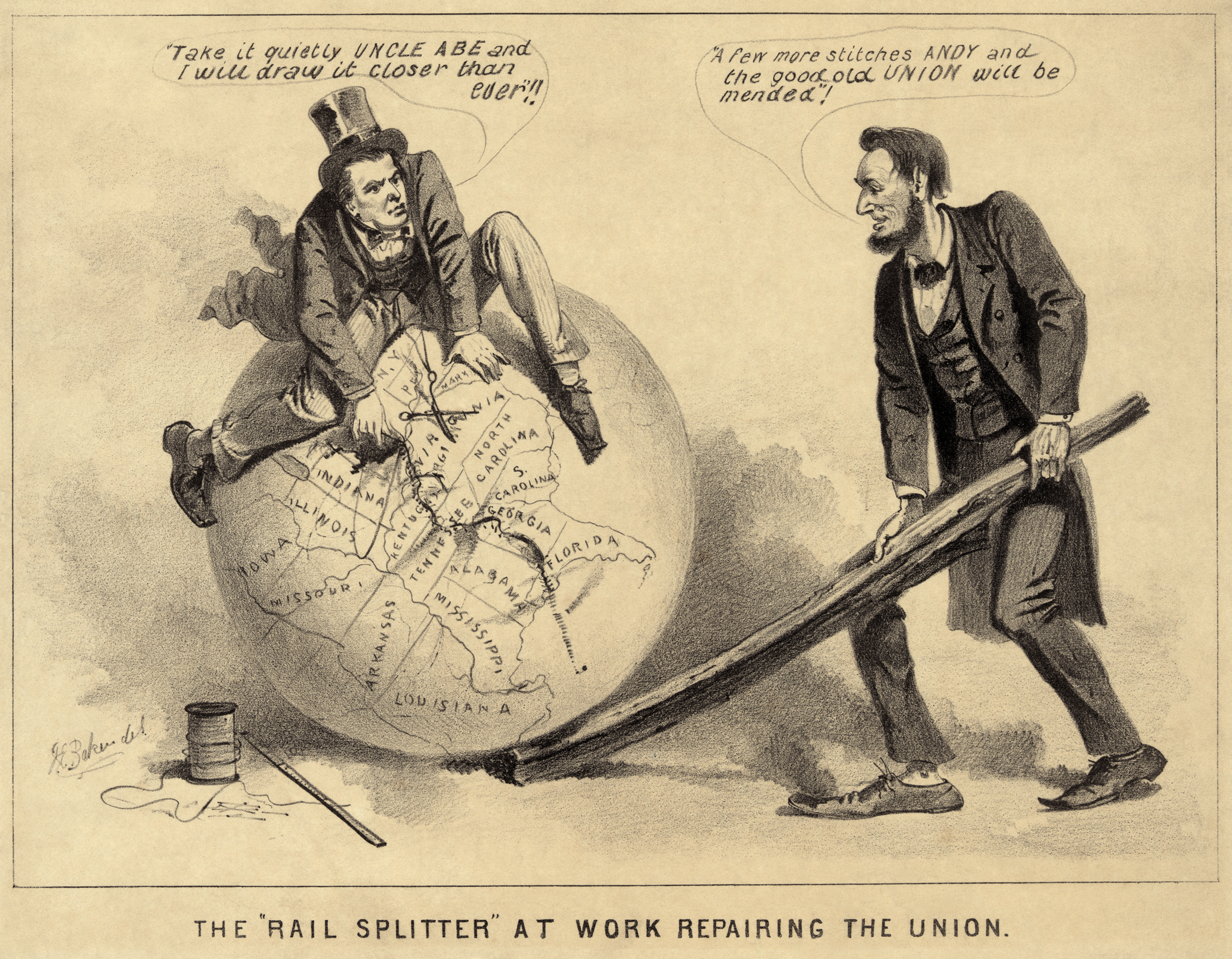
Vignetta satirica su Andrew Johnson e Abraham Lincoln del 1865 intitolata "Lo spaccalegna (soprannome di Lincoln) al lavoro per riparare l'Unione". La didascalia dice (Johnson): "Procedi con calma Zio Abe e io la unirò più stretta che mai". (Lincoln): "Alcuni altri punti Andy e la buona vecchia Unione sarà riparata".

## Ristabilimento del Sud nell'Unione
Durante la guerra civile i maggiori leader Radical Republican sostennero che la schiavitù dovesse essere definitivamente eliminata. I moderati pensavano che si sarebbe ottenuto più facilmente questo obiettivo quando l'esercito sudista si fosse arreso e gli Stati sudisti avessero abrogato l'ordine di secessione e nel contempo accolto le disposizioni contenute nel XIII emendamento. Ciò accadde per la maggior parte dei casi entro il dicembre del 1865.
Il presidente Abraham Lincoln fu il capo riconosciuto dei Repubblicani moderati e avrebbe fortemente desiderato accelerare l'opera di Ricostruzione e riunificare la nazione in una maniera rapida e per quanto più possibile indolore. Egli diede il via formalmente a questo processo verso la fine del 1863 con la sua dichiarazione detta del "piano del dieci per cento", secondo cui ogni stato sudista poteva essere riammesso nell'Unione non appena almeno il dieci per cento dei suoi elettori avesse prestato il giuramento di rispettare la Costituzione e quindi anche la fine della schiavitù. Il piano fu messo in pratica in alcuni stati, mentre incontrò l'opposizione dei Repubblicani radicali. Poco tempo dopo Lincoln pose il veto al disegno di legge dei radical, la Wade-Davis Bill del 1864, molto più rigorosa del piano del dieci per cento. Perseguendo una politica di "malizia verso nessuno" annunciata nel suo secondo discorso inaugurale Abraham Lincoln chiese agli elettori solamente di continuare a sostenere l'Unione. I radical persero il loro sostegno di base dopo il veto emesso dal presidente sulla legge, ma riacquisteranno tutta la loro forza subito dopo l'assassinio di Abraham Lincoln, avvenuto nell'aprile del 1865. Alla morte del presidente, il vicepresidente Andrew Johnson del Tennessee dovette succedergli. Johnson si opponeva al programma radicale di Ricostruzione, e nominò invece i propri governatori degli Stati meridionali cercando di completare la Ricostruzione entro il 1865. I radical a questo punto reclamarono invece che il governo federale continuasse a proteggere i nuovi cittadini appena liberati e a frenare il razzismo assassino sudista; il deputato Thaddeus Stevens della Pennsylvania e il senatore Charles Sumner del Massachusetts guidarono la frangia radicale. Quest'ultimo sostenne che la secessione aveva distrutto la legittimità statale, ma la Costituzione aveva continuato ad estendere la propria autorità e protezione verso gli individui, così come accadeva negli attuali territori organizzati incorporati.

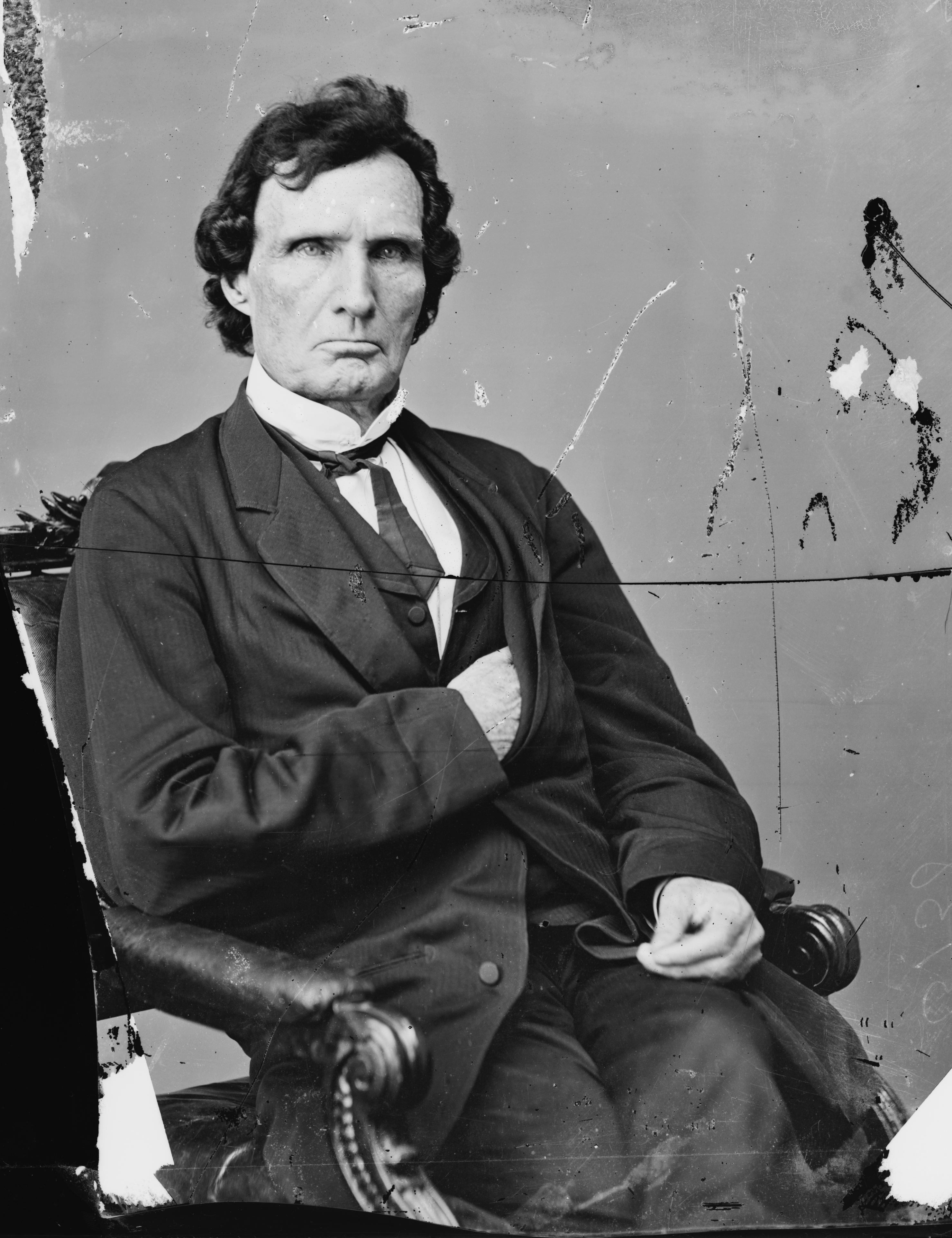
Thaddeus Stevens in una foto di Mathew B. Brady.

Stevens si oppose con veemenza a questi piani presidenziali volti ad una brusca fine della Ricostruzione, insistendo sul fatto che essa avrebbe invece dovuto "rivoluzionare le istituzioni, le abitudini e i modi del Sud... Le fondamenta stesse delle loro istituzioni... debbono essere demolite e rimesse in circolazione rinnovate: altrimenti tutto il nostro sangue e denaro son stati spesi invano!".
Johnson ruppe in maniera definitiva con i Repubblicani quando mise il veto alla legge sui diritti civili del 1866. Mentre i Democratici applaudivano i Repubblicani si compattarono, approvarono una seconda volta la proposta di legge al Congresso annullando così il veto di Johnson. Un conflitto politico era aperto tra il presidente, alleato ai Democratici, e i Repubblicani Radicali. Il Congresso respinse la tesi di Johnson, secondo cui egli possedeva ancora i poteri di tempo di guerra, considerando che la guerra era oramai giunta alla sua conclusione; il Congresso decise che era esso stesso l'autorità primaria per decidere come far procedere la Ricostruzione, in quanto la Costituzione affermava che gli Stati Uniti dovevano garantire ad ognuno dei propri Stati una forma di governo repubblicana. I radical insistettero molto su come dovesse venire realizzata l'opera di Ricostruzione. Le questioni erano molteplici: chi doveva decidere? Il Congresso o il presidente? In che modo avrebbe dovuto operare il repubblicanesimo nel Sud? Qual era lo status degli ex Stati confederati? Qual era lo status di cittadinanza dei leader della Confederazione? Quale quello dei diritti di cittadinanza e di voto dei liberti?

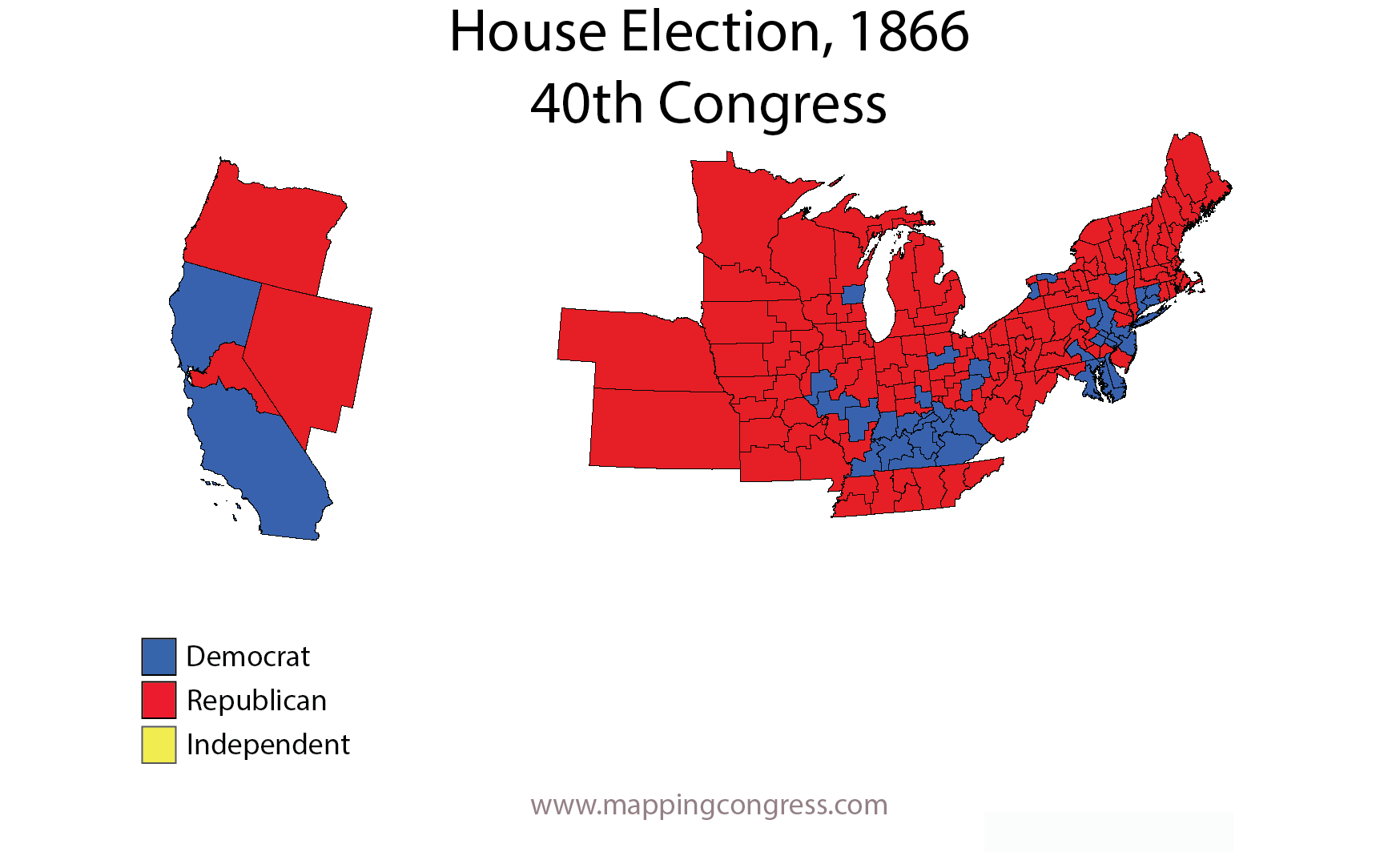
Mappa dei risultati elettorali per il 40º Congresso del 1866: in rosso i Repubblicani; in blu i Democratici.

Stevens e i suoi seguaci consideravano che la secessione avesse lasciato gli ex Stati federati del profondo Sud in una condizione pari a quella presente nei territori del West. I Repubblicani cercarono d'impedire ai politici meridionali di "restaurare la subordinazione storica del negro"; poiché la schiavitù era stata abolita, il "compromesso dei tre quinti" (un schiavo nero era contato tre quinti di un uomo bianco nel calcolo della popolazione di uno stato) non era più applicato al conteggio della popolazione meridionale. A seguito del censimento del 1870 il Sud avrebbe quindi ottenuto numerosi rappresentanti supplementari al Congresso a causa del numero di liberti. Un deputato repubblicano dell'Illinois espresse il timore comune che se al Sud fosse stato concesso di ripristinare i precedenti governi, il risultato sarebbe stato "una ricompensa dell'alto tradimento tramite una maggiore rappresentanza".
Le elezioni di metà mandato del 1866 cambiarono in maniera significativa gli equilibri di potere, dando ai Repubblicani la maggioranza dei due terzi sia alla Camera dei Rappresentanti sia al Senato e quindi un numero sufficiente di voti per superare gli eventuali veti presidenziali. Procedettero a mettere in stato d'accusa Johnson, a causa dei suoi costanti tentativi di contrastare le misure di "Ricostruzione Radicale". Il presidente fu assolto, per un voto, ma perse qualsiasi capacità d'influenza sulla Ricostruzione. Il nuovo Congresso a maggioranza Repubblicana istituì quindi dei distretti militari nelle regioni del Sud e usò il personale dell'esercito per amministrare il territorio fino a quando non fossero insediati nuovi governi fedeli all'Unione, che avessero accettato il XIV emendamento e il diritto dei liberti ad esprimere il loro voto. Il Congresso sospese inoltre temporaneamente il diritto di voto di circa 10-15.000 ex ufficiali secessionisti, mentre gli emendamenti costituzionali diedero la piena cittadinanza a tutti gli afroamericani e il suffragio agli uomini adulti. Con il potere di votare i liberti cominciarono a partecipare alla vita politica. Mentre molti degli ex schiavi rimanevano analfabeti, molti neri istruiti (compresi ex schiavi fuggitivi) si spostarono dal Nord per cercare di aiutarli; iniziarono ad emergere anche molti leader naturali. Elessero quindi uomini sia bianchi che neri per rappresentarli nelle Convention costituzionali statali.

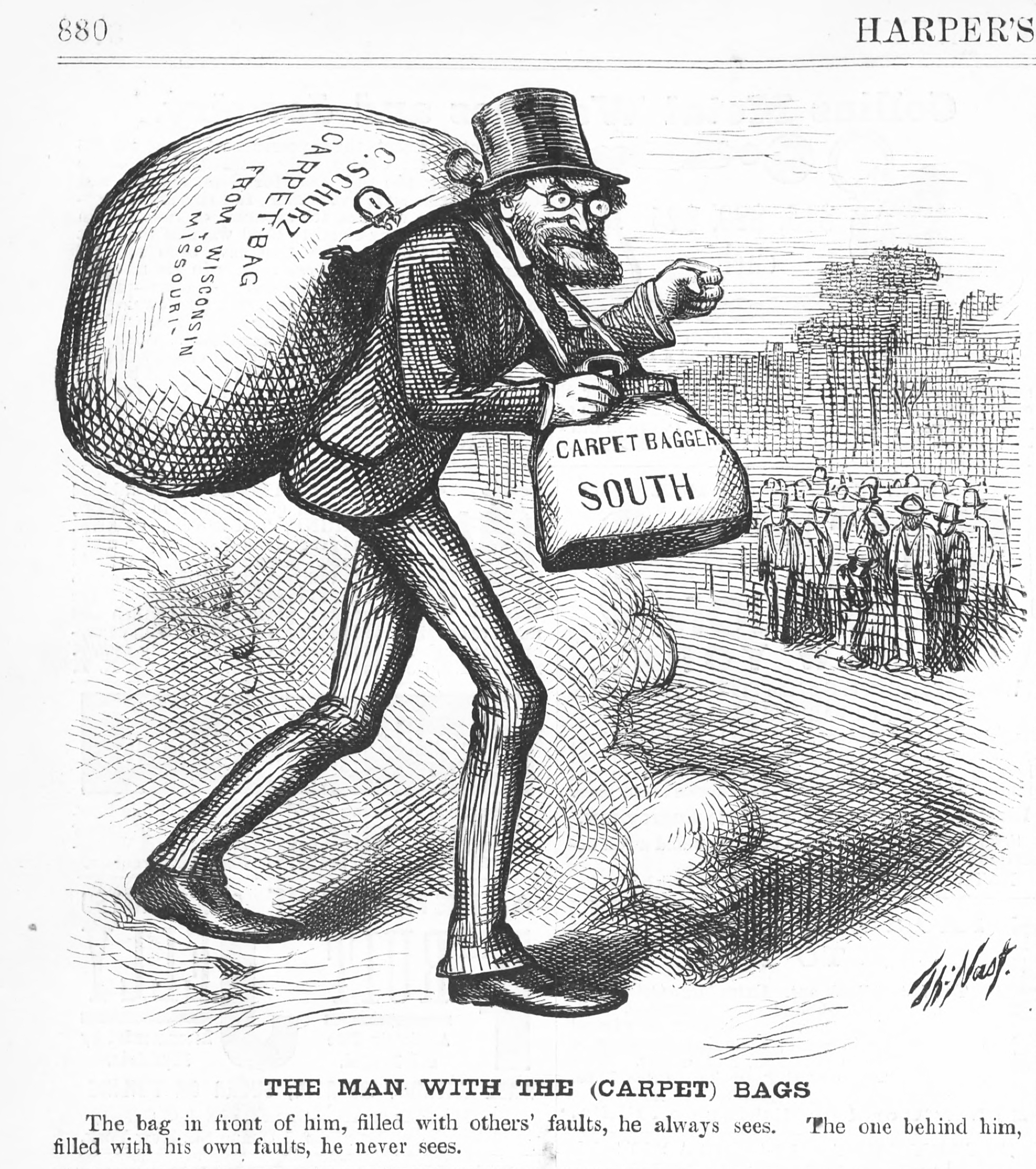
Una vignetta che ritrae un Carpetbagger.

Si formò una coalizione repubblicana composta da liberti, meridionali rimasti favorevoli all'Unione (derisoriamente denominati scalawag dai Democratici) e gente del Nord emigrata verso Sud (i carpetbagger), alcuni dei quali erano nati lì e vi facevano ritorno, per lo più veterani dell'esercito unionista, e questa coalizione partecipò alle Convention costituzionali che avrebbero scritto nuove Costituzioni statali.
Nel corso del 1866 si registrarono violente reazioni dei bianchi sudisti, con manifestazioni quali i disordini razziali di Memphis e il massacro di New Orleans.

### Suffragio
Il Congresso dovette stabilire le modalità di ripristino della rappresentanza all'interno dell'Unione da parte degli Stati del Sud secessionisti che di conseguenza avevano ritirato i loro parlamentari. Il suffragio da concedere o meno agli ex confederati fu una delle due maggiori preoccupazioni. Si doveva decidere in quale misura concedere agli ex confederati il diritto di votare e quello di assumere incarichi pubblici. I moderati furono dell'opinione di concedere il voto praticamente a tutti, i radicali si opposero; imposero ripetutamente l'applicazione del cosiddetto "giuramento di ferro", di fatto impossibile per la maggior parte dei confederati. Lo storico della guerra civile Harold Hyman afferma che nel 1866 membri del Congresso "descrissero il giuramento come l'ultimo baluardo contro il ritorno degli ex ribelli al potere, la barriera dietro la quale si proteggevano gli unionisti e i neri del Sud". Il leader repubblicano radicale Thaddeus Stevens propose, senza però successo, che tutti gli ex confederati perdessero il diritto di voto per almeno cinque anni: il compromesso che venne raggiunto sfavorì in ogni modo gran parte dei capi civili e militari della secessione. Non si è a conoscenza di quante persone abbiano temporaneamente perduto il diritto di voto, ma una stima seppur approssimativa le fa variare tra i 10 e i 15.000 cittadini su una popolazione bianca totale di circa 8 milioni di abitanti.
In secondo luogo, e strettamente collegata, vi fu la questione se i circa 4 milioni di liberti dovessero venire autorizzati a votare. Se fossero stati considerati come cittadini a tutti gli effetti fin da subito, occorreva rideterminare la ripartizione di seggi congressuali. Prima dell'esplosione del conflitto la popolazione schiava era stata conteggiata secondo un valore individuale di tre quinti rispetto ad un bianco libero. Avendo ora 4 milioni di liberti contati come cittadini a pieno titolo il Sud avrebbe guadagnato dei seggi supplementari alla Camera dei Rappresentanti; se invece ai neri fosse stato negato il voto e il diritto di assumere una qualsiasi carica pubblica, in tal caso soltanto i bianchi avrebbero goduto di una rappresentanza. Molti conservatori, tra cui la maggior parte dei sudisti bianchi, i Democratici del Nord e anche alcuni Repubblicani si opposero al diritto di voto per i neri; alcuni Stati nordisti indissero referendum sull'argomento, con il risultato di limitare il diritto di voto alle piccole minoranze nere.

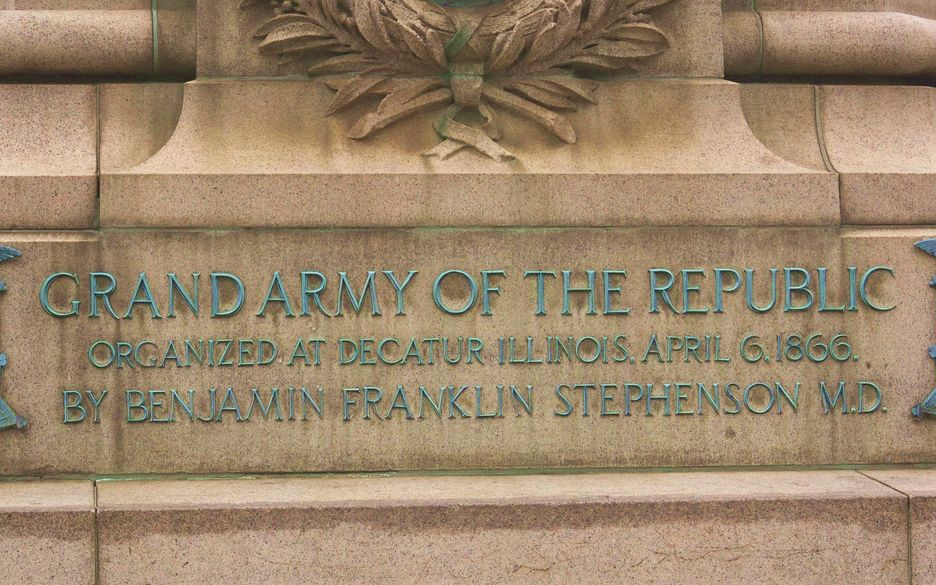
Monumento in onore della "Grand Army of the Republic", associazione di veterani unionisti organizzatasi al termine del conflitto.

Lincoln sosteneva una posizione intermedia, cioè consentire solo ad alcuni uomini di colore liberi il diritto di voto, in special modo veterani dell'esercito unionista. Lincoln propose a suo tempo di dare il voto a "i molto intelligenti, e specialmente a quelli che hanno combattuto con coraggio nelle nostre file". Già nel 1864 l'allora governatore del Tennessee Andrew Johnson dichiarò che "la classe migliore di loro otterrà un lavoro e si sosterrà, e a quella classe dovrebbe essere permesso di votare, sulla base del fatto che un nero fedele è molto più degno di un uomo bianco che ha tradito la propria patria". Appena dopo aver assunto il ruolo di presidente nel 1865, Johnson scrisse all'uomo che aveva nominato governatore del Mississippi raccomandando:

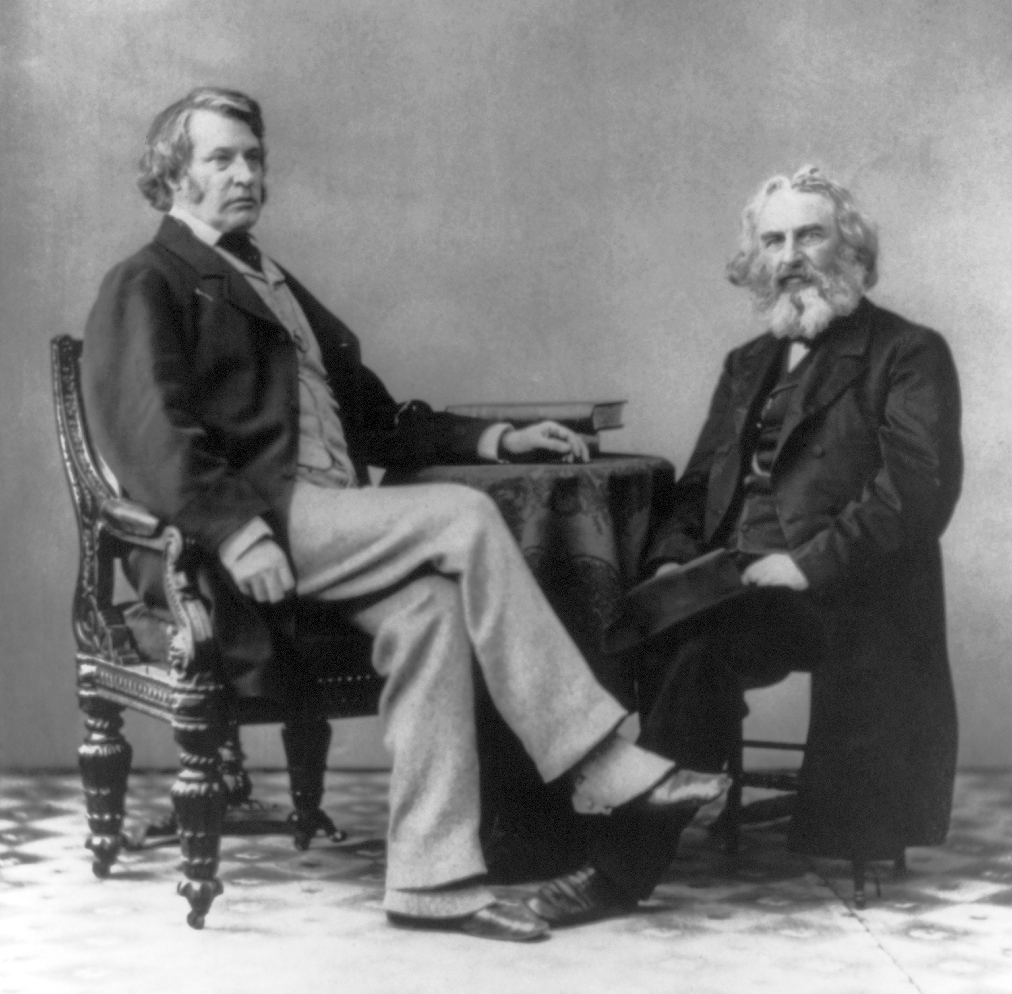
Charles Sumner assieme a Henry Wadsworth Longfellow nel 1863 in una foto di Alexander Gardner.

Charles Sumner e Thaddeus Stevens, leader riconosciuti dei Repubblicani radicali, inizialmente si mostrarono riluttanti al diritto di voto per i liberti, in larga parte analfabeti; il primo all'inizio mostrò di preferire la richiesta di requisiti in base all'alfabetizzazione, sia ai neri sia ai bianchi. Credette però di non poter riuscire a far approvare una legge che privasse i bianchi analfabeti del diritto di voto che già avevano. Nel Sud molti poveri bianchi erano analfabeti in quanto non esisteva prima della guerra quasi nessuna forma d'istruzione pubblica. Nel 1880 il tasso di analfabetismo bianco si trovava ancora al livello del 25% in Tennessee, Kentucky, Alabama, Carolina del Sud e nella Georgia; arrivando fino al 33% nella Carolina del Nord. Questo dato si può confrontare col tasso nazionale che era del 9% e con la percentuale di analfabetismo nero che superava il 70% in tutto il profondo Sud. Nel 1900 tuttavia, grazie alla grande importanza data dalla comunità nera all'istruzione, la stragrande maggioranza degli afroamericani aveva oramai raggiunto la piena alfabetizzazione.
Sumner arrivò presto a concludere che "non esisteva una protezione sostanziale per il liberto se non nel diritto di voto". Ciò era necessario, affermava, "per la sua stessa protezione; per la protezione dei bianchi unionisti e per la pace durature nel paese; abbiamo messo il moschetto nelle sue mani perché ciò era necessario: per lo stesso motivo dobbiamo dargli il diritto di potersi esprimere seguendo la via imposta dalla democrazia." Il sostegno al diritto di voto agli afroamericani fu il risultato di un compromesso tra Repubblicani moderati e radical. 

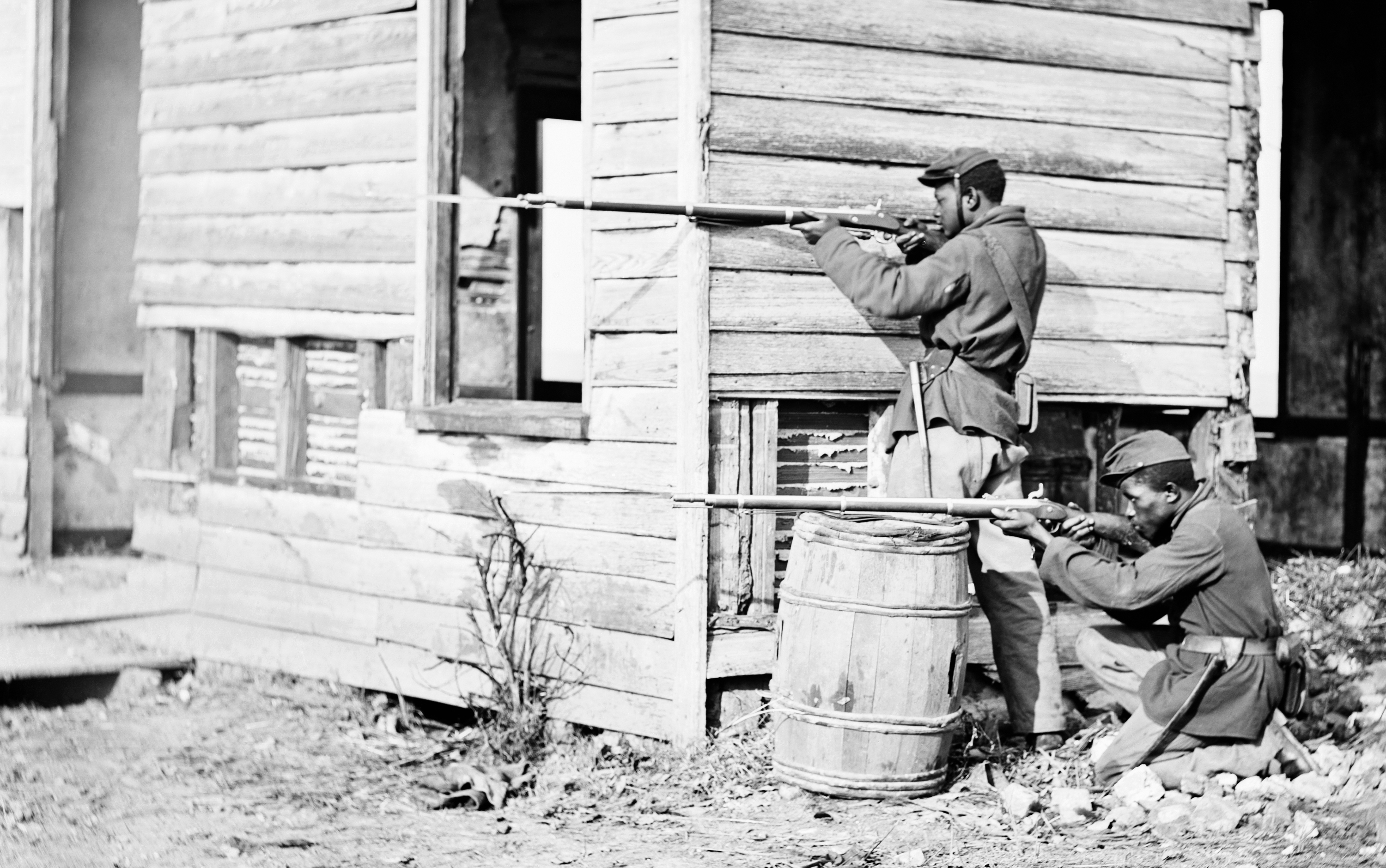
Soldati combattenti dell'"United States Colored Troops" a Dutch Gap (Contea di Chesterfield) nel 1864.

I Repubblicani credevano che la maniera migliore per gli uomini di fare esperienza politica fosse quella di poter essere liberi di votare; approvarono pertanto leggi che consentirono a tutti i liberti di votare.

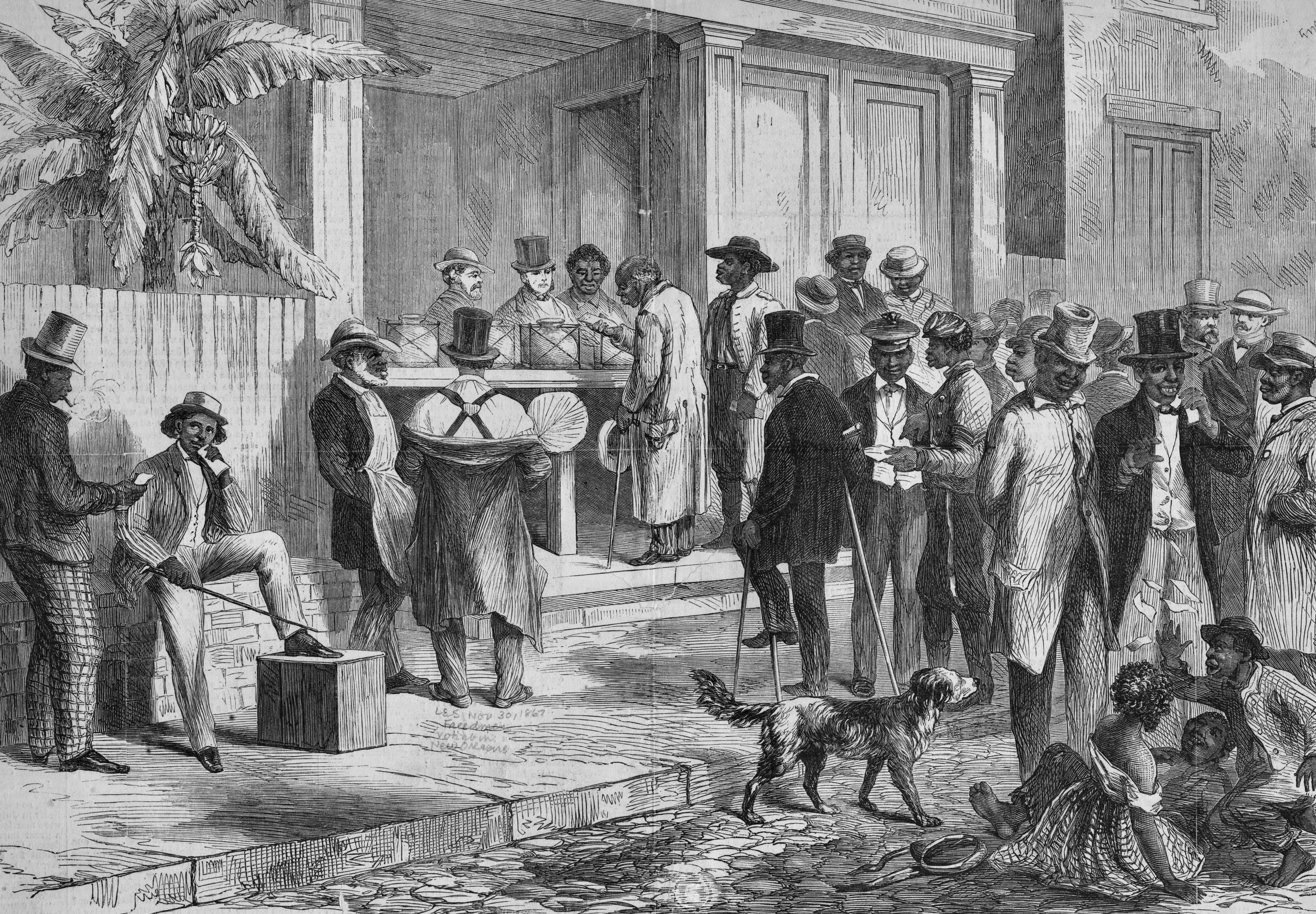
Illustrazione dei "Freedmen" che votano a New Orleans nel 1867.

Nel 1867 i neri votarono per la prima volta. Nel corso della Ricostruzione più di 1.500 afroamericani detennero incarichi pubblici nel Sud; in alcuni casi si trattò di ex schiavi fuggiti precedentemente al Nord e che, dopo aver ottenuto un'adeguata istruzione, erano tornati nel meridione. La percentuale di eletti neri era inferiore alla percentuale di neri nella popolazione, spesso quindi i neri elessero bianchi (Repubblicani e unionisti del Sud) per rappresentarli.
In quest'occasione emerse per la prima volta anche la questione del suffragio femminile, discusso ma alla fine respinto: il diritto di voto sarebbe stato concesso solamente nel 1919, al termine della prima guerra mondiale.
Dal 1890 al 1908 gli Stati Uniti meridionali avrebbero però adottato nuove Costituzioni statali e leggi che privarono la maggior parte dei neri e decine di migliaia di bianchi poveri dei loro diritti civili attraverso nuove registrazioni e regole elettorali, come gli esami di alfabetizzazione e la tassa elettorale. Quando vennero stabiliti tali requisiti amministrativi in alcuni tra gli Stati federati cominceranno ad essere utilizzate le cosiddette "clausole sul nonno" (o "leggi sull'ereditarietà") per poter consentire anche ai bianchi analfabeti di continuare a votare, ereditando in qualche modo il diritto di voto dai nonni.

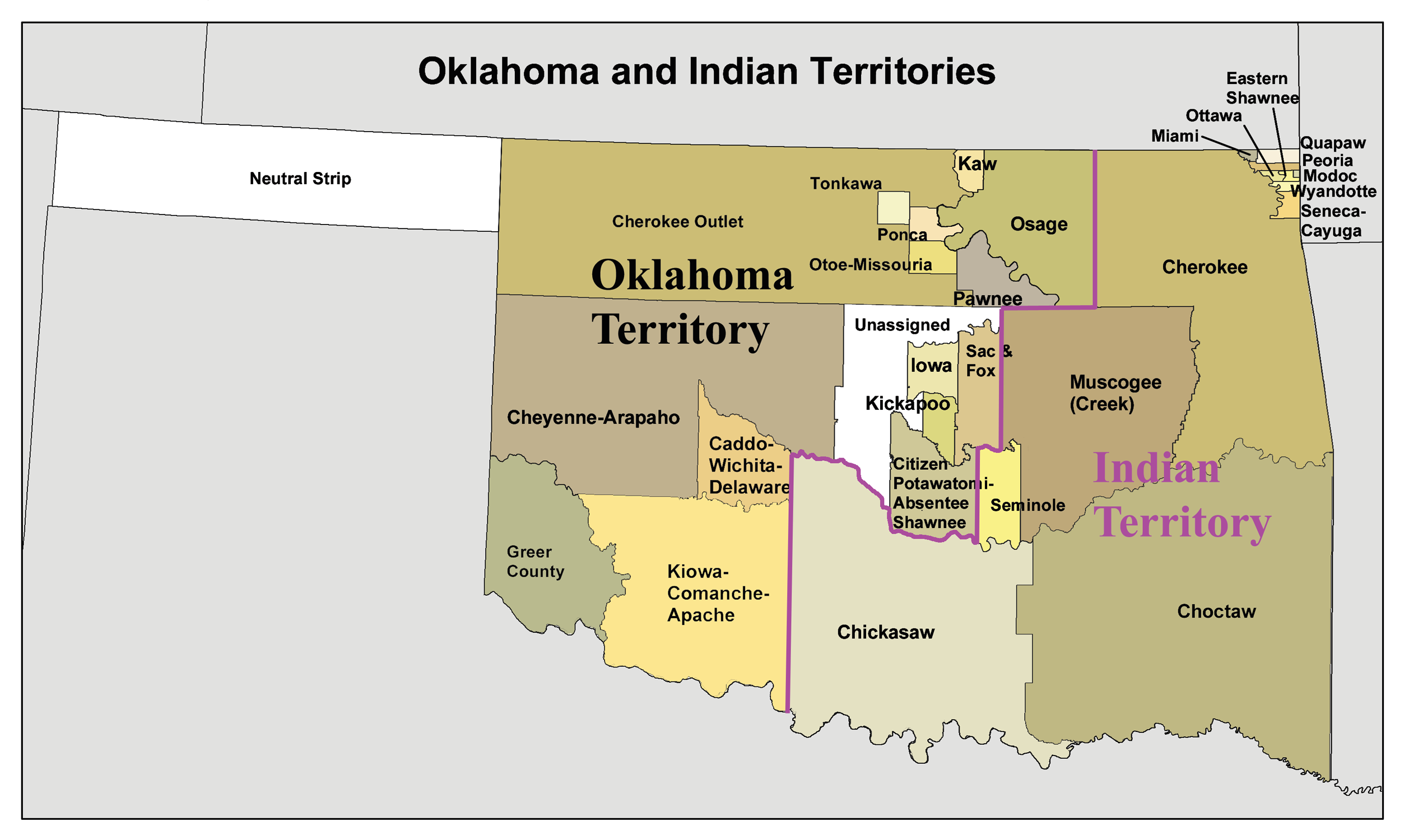
Il Territorio indiano e il futuro Territorio dell'Oklahoma.

### Trattati con le tribù indiane
Le "cinque tribù civilizzate" che erano state trasferite nel territorio indiano (ora parte dell'Oklahoma) detenevano schiavi neri e avevano firmato trattati a sostegno della Confederazione. Durante la guerra era infuriato lo scontro anche tra nativi pro e anti-Unione.
Il Congresso approvò una legge che autorizzò il Presidente a sospendere gli stanziamenti a qualsiasi tribù se essa fosse "in uno stato di effettiva ostilità nei confronti del governo degli Stati Uniti... e, per proclamazione, a dichiarare abrogati tutti i trattati con tale tribù" (25 USC Sec. 72).
Come parte della Ricostruzione il Dipartimento degli Interni chiamò a raccolta i rappresentanti di tutte le tribù indiane affiliate alla Confederazione. Tale "commissione per il trattato del Sud" si riunì per la prima volta a Fort Smith nel settembre 1865 ed era costituita da centinaia di indiani che rappresentavano decine di tribù. Nel corso degli anni immediatamente successivi la commissione negoziò diversi altri trattati con le tribù, che comportarono ulteriori trasferimenti nel Territorio indiano e la creazione di fatto (inizialmente per trattato) di un Territorio dell'Oklahoma non organizzato.

## Presidenza Lincoln

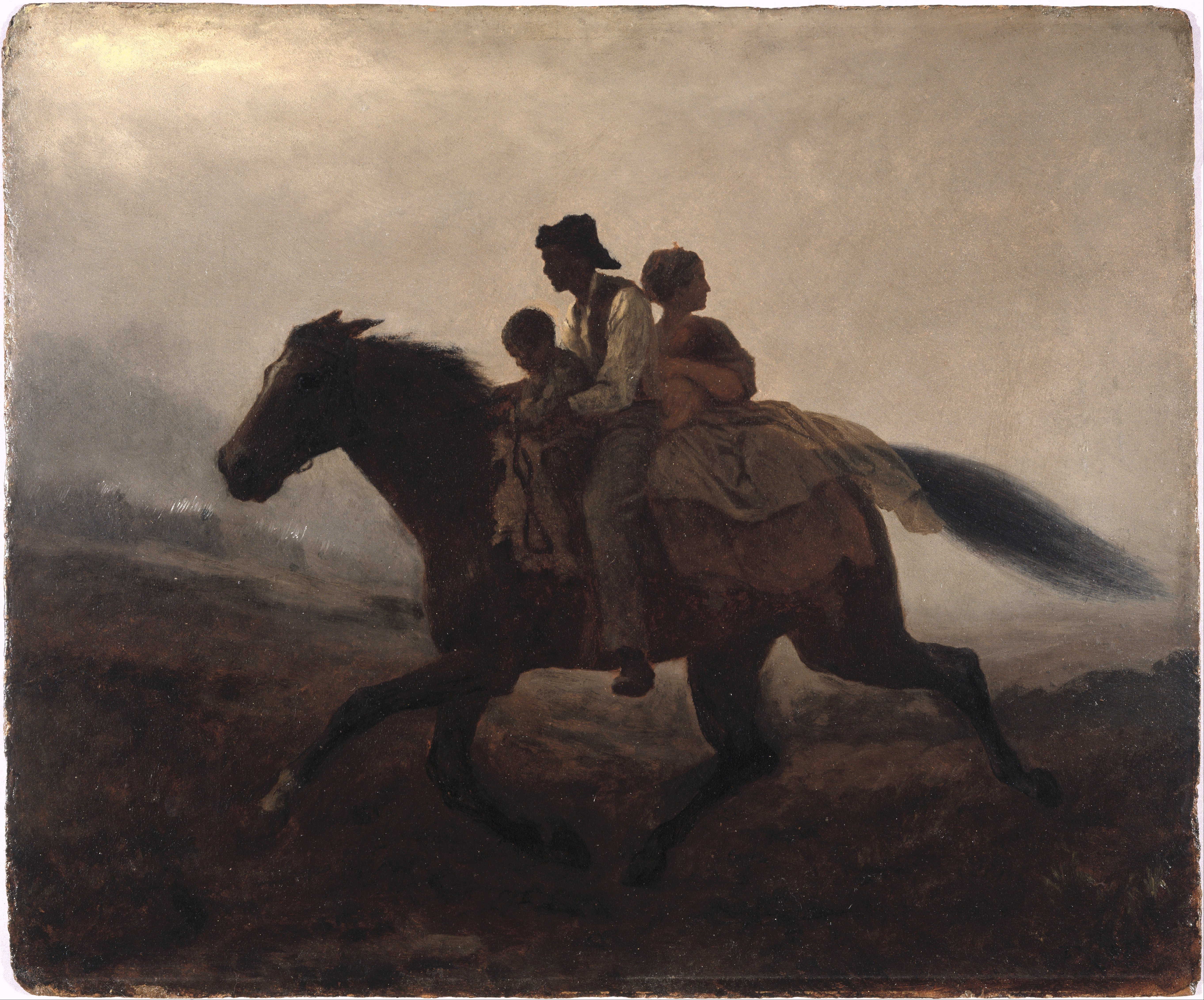
A Ride for Liberty - The Fugitive Slaves di Eastman Johnson (1862 circa).

### Eventi preliminari
La presidenza di Abraham Lincoln promulgò due leggi, dette Confiscation Acts, il 6 agosto 1861 e il 17 luglio 1862; con esse si salvaguardarono gli schiavi fuggiaschi dai territori degli Stati Confederati che avevano trovato scampo passando le linee dell'Unione, concedendo loro l'emancipazione indiretta se i loro padroni avessero continuato l'insurrezione contro gli Stati Uniti. Si trattava di "confiscare" gli schiavi per liberarli. Inoltre, si stabiliva la confisca delle terre e la loro attribuzione a coloni nei confronti di quelli che aiutavano e sostenevano la ribellione; queste leggi ebbero tuttavia un effetto alquanto limitato, perché scarsamente finanziate dal Congresso e poco applicate dal Procuratore generale Edward Bates.
Nell'agosto 1861 il maggior generale John Charles Frémont, comandante unionista del "Dipartimento dell'Ovest", dichiarò la legge marziale nel Missouri, confiscò tutte le proprietà confederate e liberò i loro schiavi. Il presidente ordinò immediatamente al comandante di annullare la sua dichiarazione di emancipazione affermando: "Penso che ci sia il grande pericolo che... la liberazione degli schiavi di proprietari traditori metta in allarme i nostri amici dell'Unione presenti nel Sud e che li trasformino in avversari, e che forse rovini le nostre buone prospettive per il Kentucky". Dopo che Frémont si rifiutò di revocare l'ordinanza, il 2 novembre il presidente lo sollevò dal servizio. Lincoln era preoccupato principalmente dal fatto che gli Stati cuscinetto avrebbero potuto uscire a loro volta dall'Unione se agli schiavi fosse stata concessa l'immediata libertà.
Il 26 maggio 1862 il generale unionista David Hunter emancipò gli schiavi nella Carolina del Sud, in Georgia e nella Florida dichiarando ufficialmente che tutte le "persone... fino ad ora detenute come schiave... sono da considerarsi per sempre libere". Ancora una volta imbarazzato dall'ordine, il presidente annullò la dichiarazione e le relative emancipazioni.

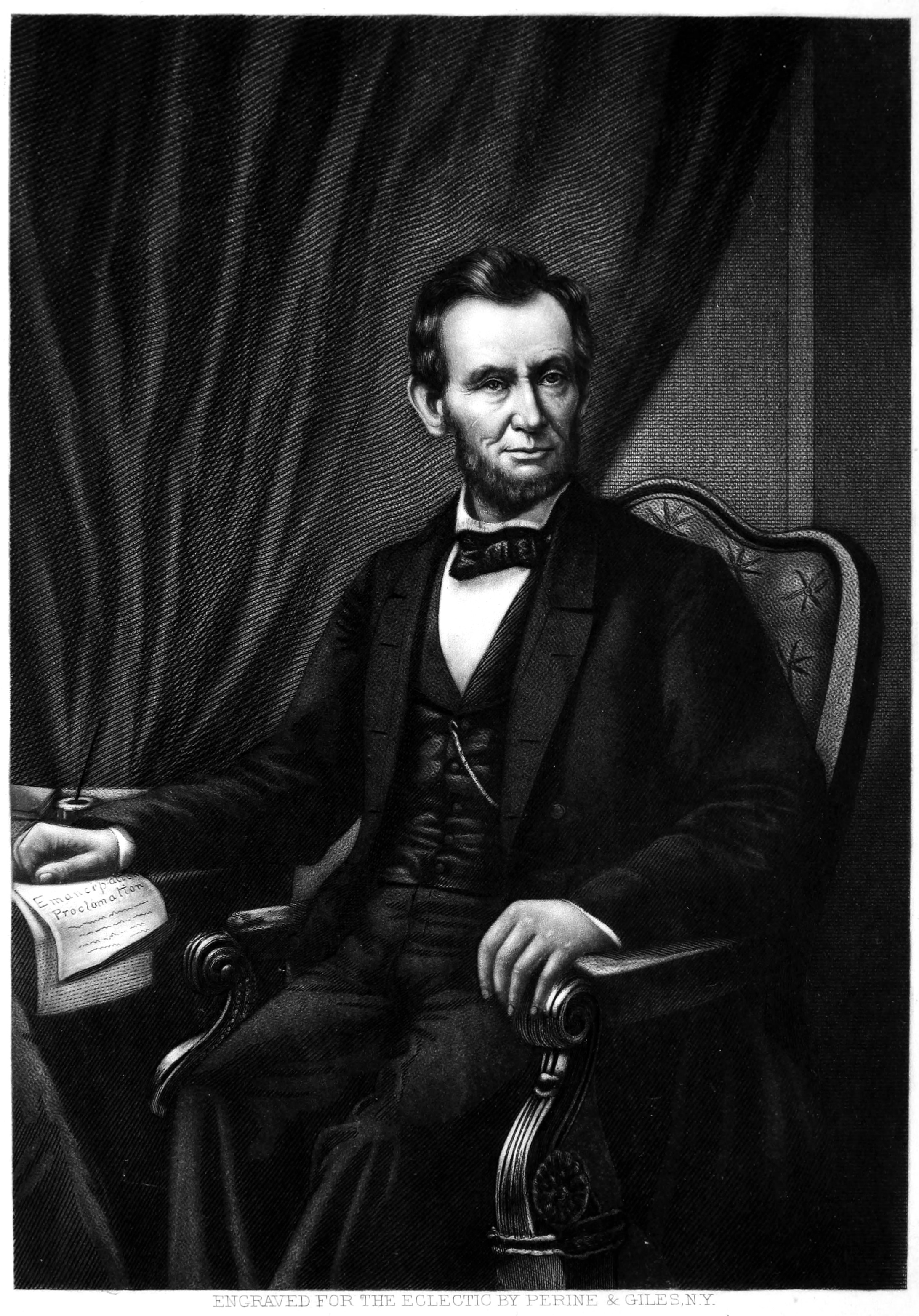
Ritratto del presidente con il testo del Proclama di emancipazione.

Il 16 aprile Lincoln approvò una legge che bandiva definitivamente la schiavitù a Washington, portando in tal modo alla liberazione di circa 3.500 schiavi presenti in città; mentre il 19 giugno firmò una legge che proibiva la schiavitù in tutti i territori del West. Il 17 luglio, sulla base delle leggi sulla confisca e con una modifica della legge detta Force Bill del 1795, autorizzò il reclutamento degli schiavi liberati nell'esercito e il sequestro di qualsiasi proprietà confederata per scopi militari.

### Emancipazione graduale e compensazione
Nel tentativo di mantenere gli Stati di confine nell'Unione, fin dal 1861 il presidente progettò programmi graduali di emancipazione con compensazione, che avrebbero dovuto essere pagati con titoli di Stato. Lincoln in tal modo sperò che il Delaware, il Maryland, il Kentucky e il Missouri "adottassero un sistema di graduale emancipazione che avrebbe realizzato l'estinzione della schiavitù entro vent'anni". Il 26 marzo 1862 il presidente incontrò il senatore radical Charles Sumner e raccomandò la convocazione di una speciale sessione congiunta del Congresso per discutere dell'aiuto finanziario da concedere a tutti gli Stati di confine che avessero avviato un piano di emancipazione graduale. In aprile vi fu la prima riunione, tuttavia gli Stati di confine non sembrarono in alcun modo interessati, tanto che non diedero alcuna risposta a Lincoln né tanto meno accolsero alcuna proposta di emancipazione sorta dall'Aula.

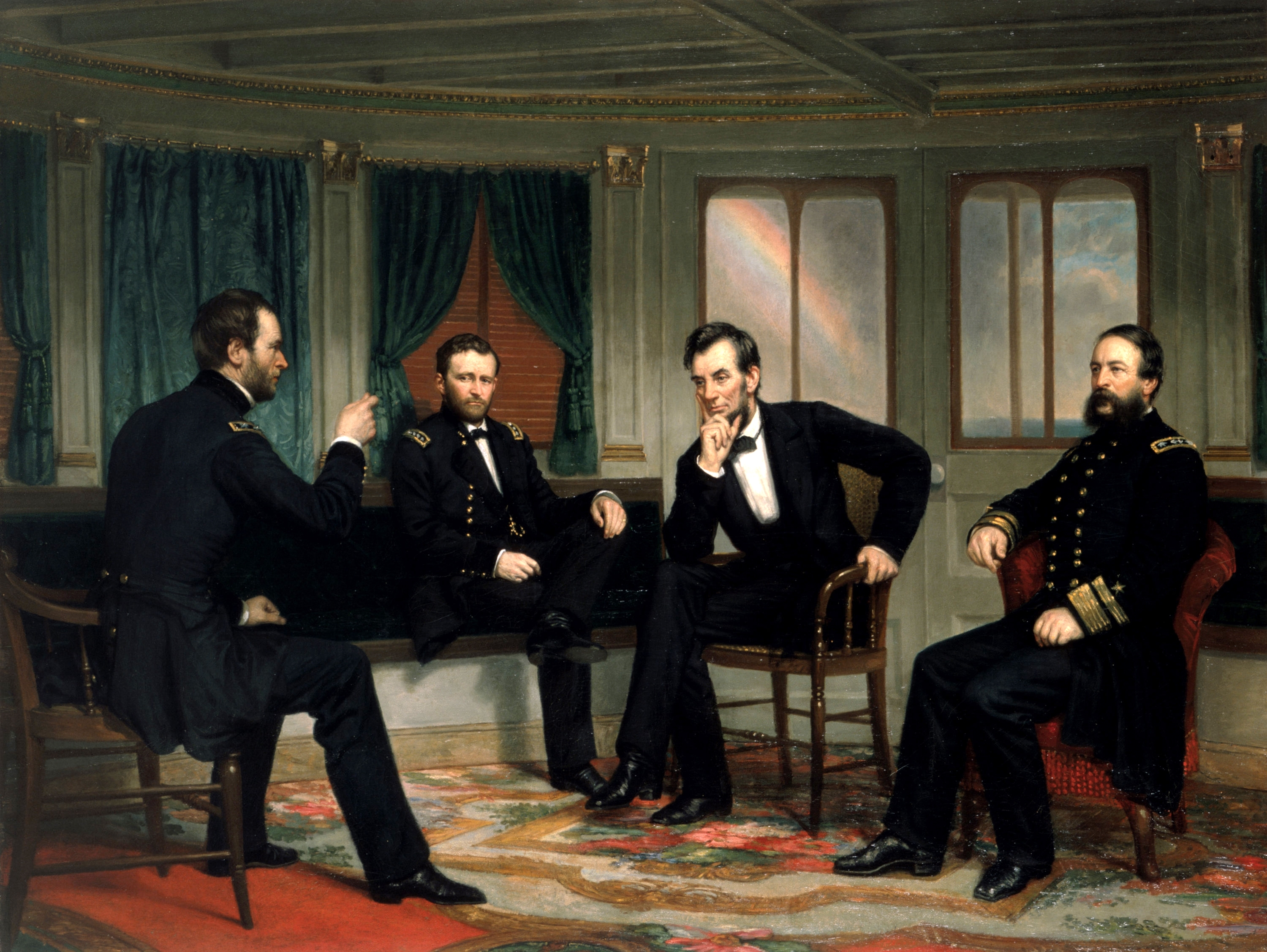
The Peacemakers di George Peter Alexander Healy illustra la riunione sulla "River Queen", a cui parteciparono William Tecumseh Sherman, Ulysses S. Grant e David Dixon Porter.

Ancora nel 1865 il presidente sostenne l'emancipazione con compensazione durante la conferenza svoltasi a bordo del piroscafo River Queen sul fiume Potomac.

### Progetti di colonizzazione
Nell'agosto 1862 Lincoln incontrò i leader afroamericani esortandoli a dare il via alla colonizzazione di vaste porzioni di territorio dell'America centrale; pianificò di liberare tutti gli schiavi del Sud attraverso il Proclama di emancipazione, preoccupato per il fatto che i liberti non sarebbero stati trattati alla pari né dai bianchi del Nord né tanto meno da quelli del Sud. Sebbene avesse assicurato che il governo federale avrebbe sostenuto e protetto le colonie, i massimi esponenti neri declinarono l'offerta. Molti neri liberi si erano anche in passato opposti a eventuali piani di colonizzazione, desiderando per lo più rimanere negli Stati Uniti. Il presidente provò a insistere nel suo progetto, credendo che la colonizzazione e l'emancipazione facessero parte essenzialmente dello stesso programma. Lincoln ebbe un qualche successo nell'aprile 1863 con l'invio di coloni neri ad Haiti ed altri 453 nella provincia di Chiriquí nell'odierna Panama; tuttavia nessuna delle colonie fu in grado di rimanere autosufficiente.

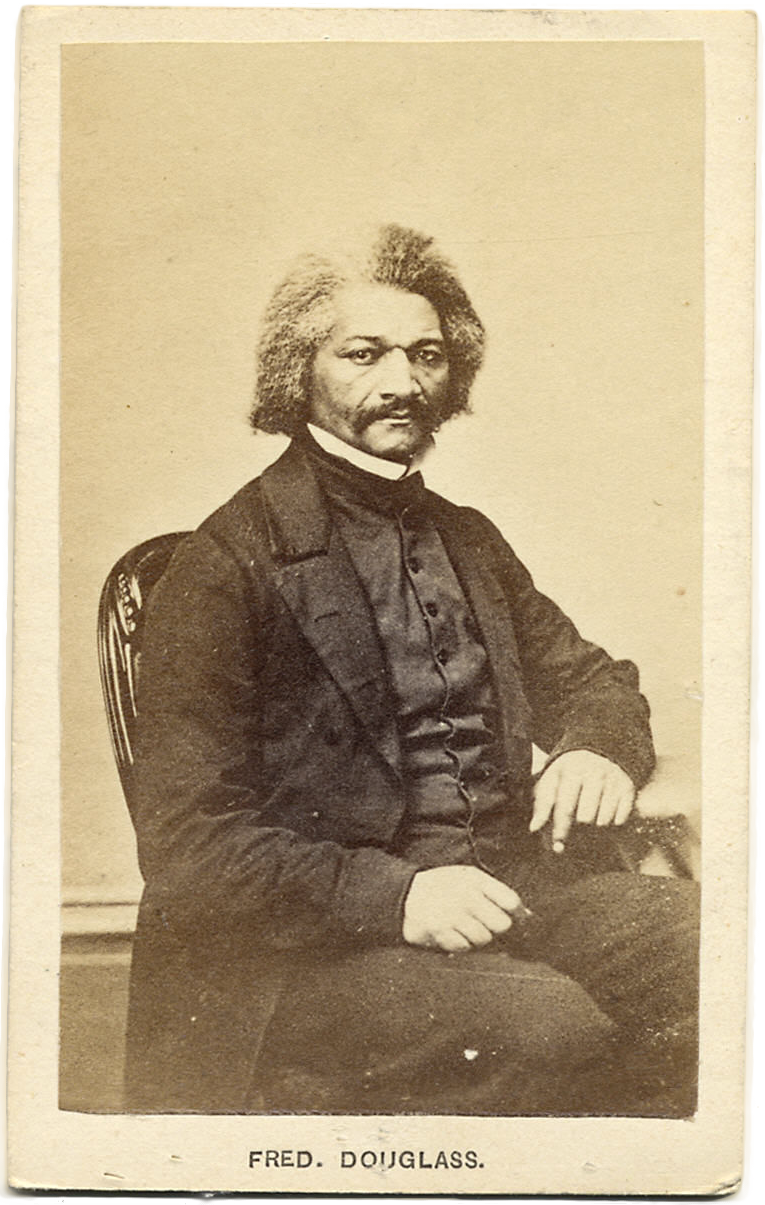
Un ritratto di Frederick Douglass risalente agli anni 1860.

Frederick Douglass, uno dei più importanti attivisti del movimento per i diritti civili degli afroamericani non mancò di criticare il fatto che il presidente stava su questo punto "mostrando tutte le sue incoerenze, il suo orgoglio di razza e di sangue, il suo disprezzo per i neri e la sua grande ipocrisia".
Gli afroamericani, secondo Douglass, pretendevano l'uguaglianza sociale che garantisse i diritti per tutti i cittadini piuttosto che diventare a loro volta dei colonizzatori. Gli storici continuano a discutere sulla questione se Lincoln abbia rinunciato alle proposte di colonizzazione afroamericana alla fine del 1863, oppure se avesse in realtà programmato di proseguire sulla via di questa politica ancora fino al 1865.

### Installazione di governatori militari
A partire dal marzo 1862, nel tentativo di prevenire la Ricostruzione da parte dei radical del Congresso, il presidente installò dei governatori militari in alcuni degli Stati ribelli, ponendoli in tal modo sotto il diretto controllo dell'esercito. Anche se questi non sarebbero stati riconosciuti come legittimi dai Radicali per un tempo indeterminato, l'azione portò a tenere le diverse amministrazioni locali sotto la vigilanza presidenziale piuttosto che lasciarle sottoposte al Congresso controllato dai radical. Il 3 marzo il senatore Andrew Johnson, un democratico unionista, divenne il nuovo governatore del Tennessee, il proprio Stato di origine, con il grado di brigadier generale. A maggio Edward Stanly venne nominato governatore militare della regione costiera della Carolina del Nord; egli fu costretto a dimettersi quasi un anno dopo quando provocò lo sdegno di Lincoln per aver fatto chiudere due scuole per bambini afroamericani a New Bern. Il presidente nominò George Foster Shepley come governatore della Louisiana nel maggio 1862, Shepley mandò due esponenti anti-schiavisti, Benjamin Franklin Flanders e Michael Hahn (a loro volta futuri governatori) come deputati alla Camera dei rappresentanti, che a dicembre cedette e accettò le nomine, riconoscendo così la legittimità dei governatori di Lincoln.
Nel luglio 1862 il colonnello John Smith Phelps fu scelto come governatore dell'Arkansas, ma dovette dimettersi dopo brevissimo tempo a causa delle cattive condizioni di salute.

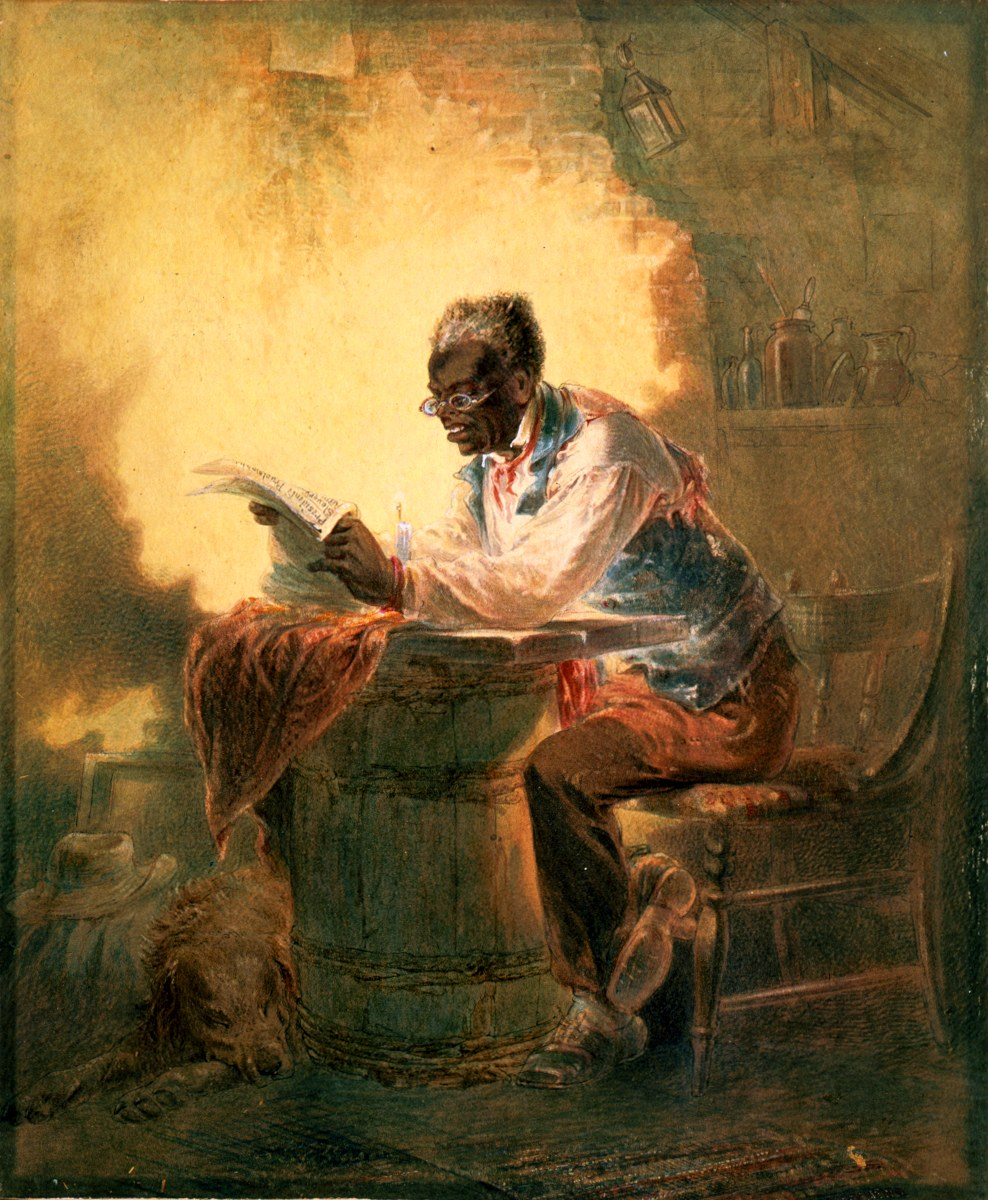
Caricatura editoriale di Henry Louis Stephens che mostra uno schiavo appena liberato mentre legge il Proclama di emancipazione.

### Proclama di emancipazione
Nel luglio 1862 Lincoln si convinse di aver bisogno di uno "sbocco militare" favorevole che infliggesse il definitivo colpo alla schiavitù per poter vincere la guerra civile. Le precedenti leggi sulla confisca non stavano avendo difatti un grande effetto sull'abolizione della pratica schiavista. Il 22 luglio scrisse una prima bozza del Proclama di emancipazione, che avrebbe liberato gli schiavi negli Stati in rivolta. Dopo aver fatto prendere visione del documento al proprio governo, alcune modifiche furono apportate al testo. 

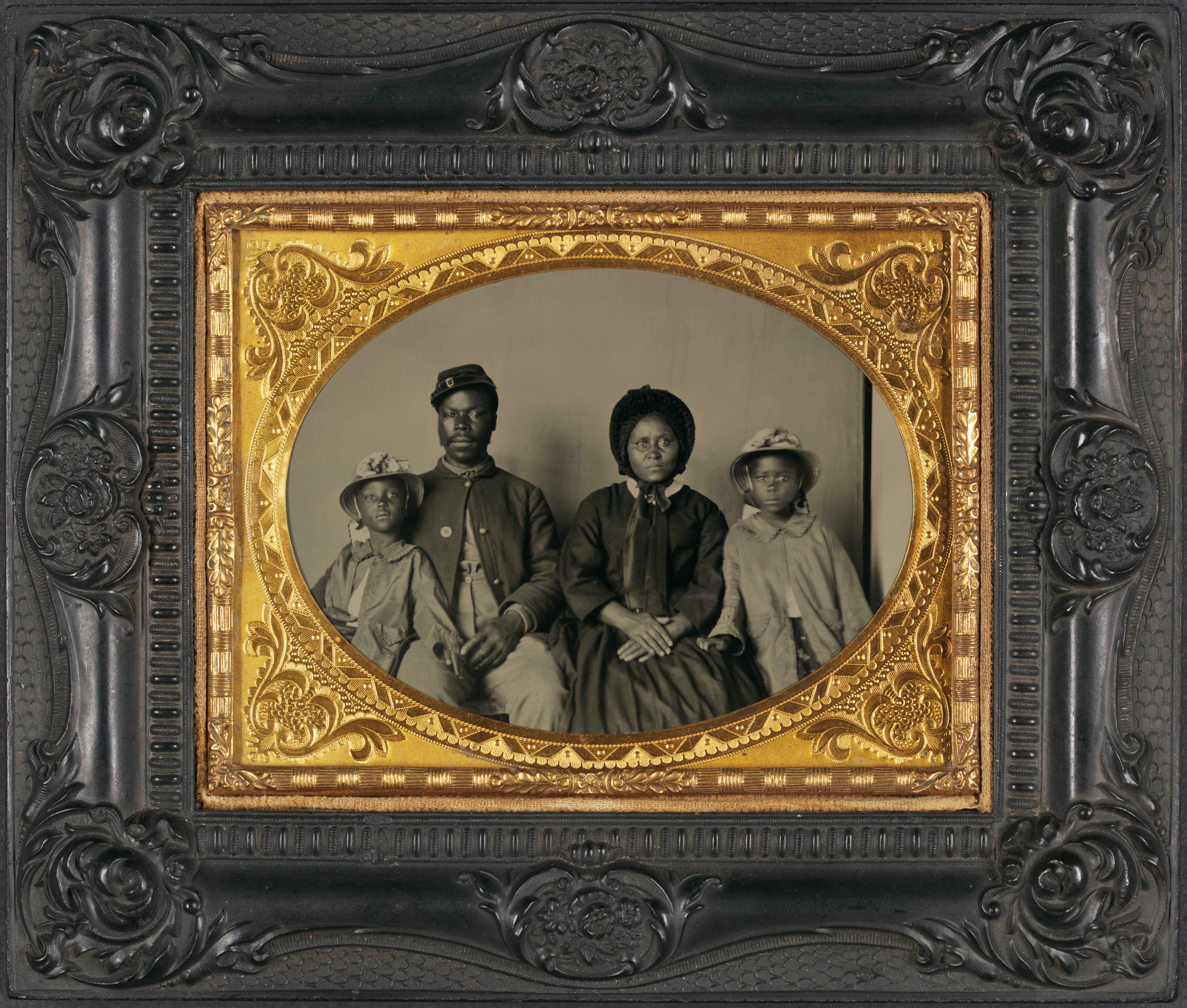
Un soldato afroamericano in divisa unionista assieme alla famiglia; è stato identificato come il sergente Samuel Smith del 119th USCT

Appoggiandosi a questo punto di forza "ideale" il presidente decise che la sconfitta del tentativo d'invasione confederata del Nord, bloccata con la battaglia di Antietam era un successo militare tale da permettergli di rendere pubblico il proclama, concedendo ai ribelli cento giorni di tempo per rientrare nell'Unione, altrimenti il proclama sarebbe stato applicato.

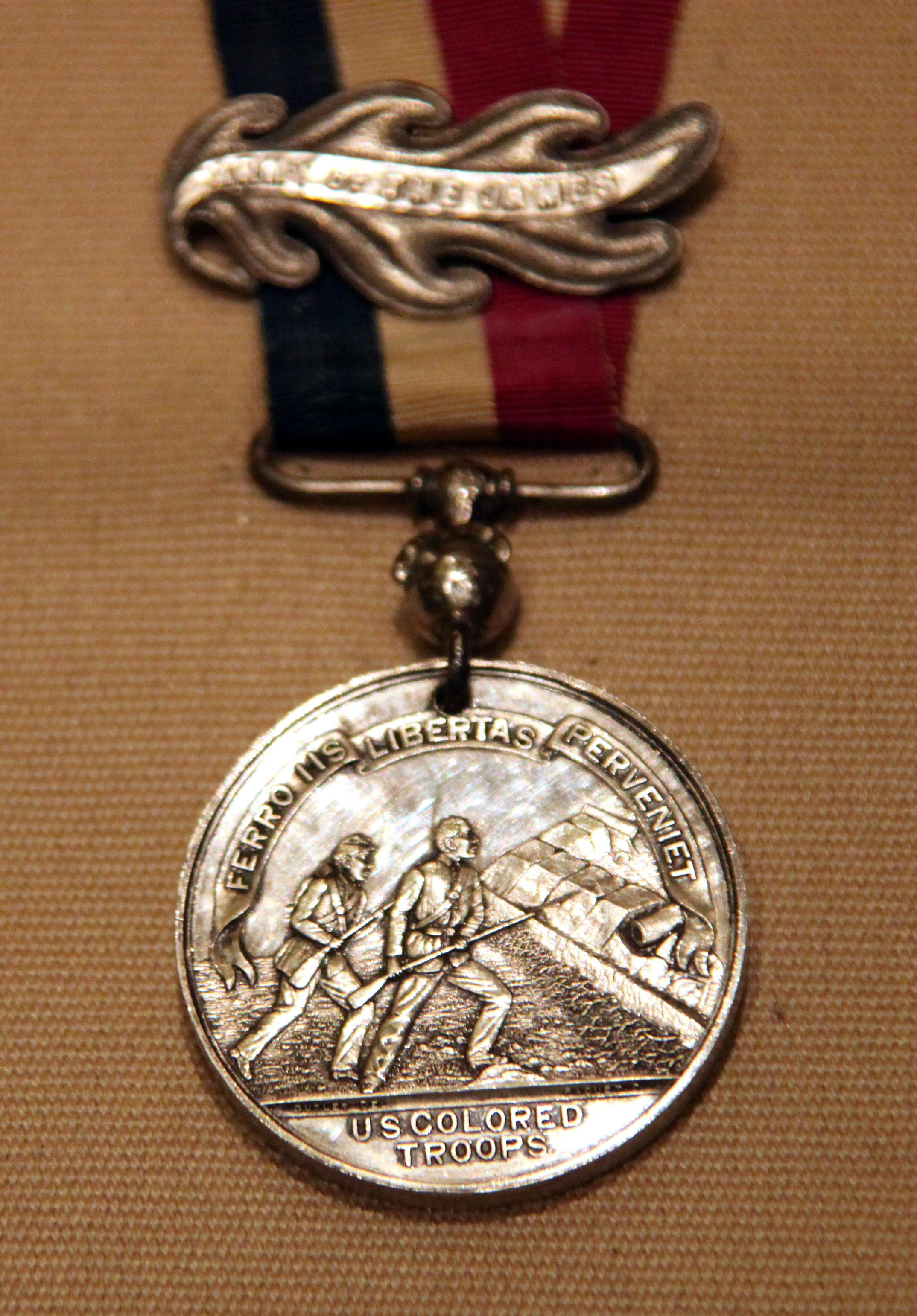
La medaglia conferita alle "United States Colored Troops" da parte di Benjamin Butler.

Il 1º gennaio seguente entrò in vigore in via definitiva, specificando che nei dieci Stati rimasti degli Stati Confederati d'America da quel momento in poi gli schiavi sarebbero diventati "per sempre liberi". Il testo ( Testo completo su Wikisource.) non citava però il Tennessee (occupato), il Kentucky, il Missouri, il Maryland e il Delaware (i quattro Stati cuscinetto) e inoltre escluse specificamente diverse contee in altri Stati, entrate direttamente a far parte della zona di occupazione militare.
In seguito, mano a mano che i corpi d'armata unionisti avanzavano in territorio nemico, milioni di schiavi furono liberati. Un gran numero di questi liberti si unirono agli eserciti federali, nelle "United States Colored Troops" (USCT), a partire dal 23 di maggio e combatterono in diverse battaglie contro le forze dell'esercito sudista.

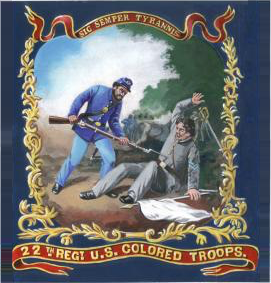
Vessillo del "22nd United States Colored Infantry" che mostra un soldato afroamericano puntare la baionetta contro un confederato.

Ciò accadde soprattutto al seguito di Ulysses S. Grant a partire dalla campagna di Vicksburg e di William Tecumseh Sherman nella campagna di Atlanta. Durante la marcia verso il mare di Sherman fu cantata a più riprese la canzone dedicata alla memoria di John Brown: "il corpo di J. B. marcisce nella tomba, ma il suo spirito avanza. Oh, Oh!". Le truppe di colore saranno tra le prime ad entrare a Richmond nell'aprile del 1865.
Molti liberti moriranno a causa delle malattie che devastarono i reggimenti dell'esercito; esplosero difatti epidemie di vaiolo e febbre gialla; patirono anche la generale grave malnutrizione.

### Piano del 10% per la Louisiana

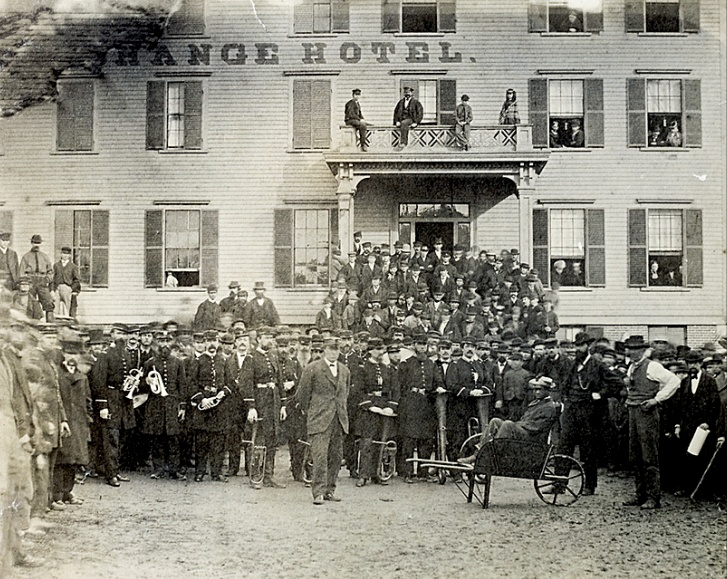
Festeggiamenti per il Proclama di emancipazione nel Massachusetts.

Lincoln si preoccupava di effettuare una rapida e, per quanto possibile, indolore restaurazione degli ex Stati confederati in seno all'Unione, da realizzarsi appena finita la guerra. Già nel 1863 il presidente propose un piano moderato per la Ricostruzione della Louisiana. Il progetto avrebbe concesso l'amnistia ai ribelli che avessero prestato il relativo giuramento di fedeltà nei confronti dell'Unione. I lavoratori agricoli neri liberati sarebbero stati obbligati a lavorare nelle piantagioni per almeno un anno, ricevendo in cambio dieci dollari mensili di paga. Inoltre, con il giuramento di lealtà prestato almeno il 10% dell'elettorato statale, l'intero Stato potesse venire riammesso nel Congresso. I parlamenti statali erano infine tenuti ad abolire la schiavitù nella nuova Costituzione.
Piani di Ricostruzione identici avrebbero dovuto venire adottati anche nell'Arkansas e in Tennessee. Nel dicembre del 1864 il progetto presidenziale di Ricostruzione era già in vigore in Louisiana e lo stato aveva mandato due senatori e cinque deputati a prendere posto al Congresso. Questo tuttavia si rifiutò di ammettere i parlamentari provenienti da Louisiana, Arkansas e Tennessee; respingendo così nella sostanza il piano moderato di Ricostruzione adottato dalla presidenza di Abraham Lincoln.
In quel periodo, controllato dai Radicali, il Congresso propose invece la legge Wade-Davis, dal nome dei suoi promotori Benjamin Wade e Henry Winter Davis, che richiedeva la maggioranza degli elettori statali ad accettare il giuramento di fedeltà per la riammissione al Congresso. Lincoln utilizzò il veto su questa proposta di legge, e si aprì una spaccatura tra i moderati, che volevano salvare l'Unione e vincere la guerra, e i radicali, che avevano invece l'intenzione di realizzare un rivolgimento più completo all'interno della società meridionale.
La lotta tra i radical e il presidente prese così una via di aperta contrapposizione. Lo stesso Frederick Douglass denunciò il programma elettorale del 10% tacciandolo di essere anti-democratico, dal momento che la riammissione e la lealtà dello Stato dipendevano soltanto da una minoranza.
Tra i radical si distinguevano:
- Amos Tappan Akerman, futuro Procuratore generale durante la presidenza di Ulysses S. Grant;
- Adelbert Ames, futuro governatore del Mississippi;
- James Mitchell Ashley, futuro governatore del Montana;
- Austin Blair, governatore del Michigan;

George Sewall Boutwell in una foto di Mathew B. Brady.

- George Sewall Boutwell, futuro Segretario al tesoro;
- William Gannaway Brownlow, futuro governatore del Tennessee;
- Rufus Brown Bullock, futuro governatore della Georgia;
- il generale Benjamin Butler;
- Zachariah Chandler, segretario degli Interni nel corso della presidenza Grant;
- Salmon Portland Chase, ex segretario al Tesoro e presidente della Corte Suprema in carica;
- Schuyler Colfax, presidente della Camera dei Rappresentanti e futuro vicepresidente degli Stati Uniti d'America;
- John Creswell, futuro Direttore generale delle poste;
- Reuben Eaton Fenton, futuro governatore di New York;
- Thomas Clement Fletcher, futuro governatore del Mississippi;
- James A. Garfield, futuro presidente degli Stati Uniti d'America;

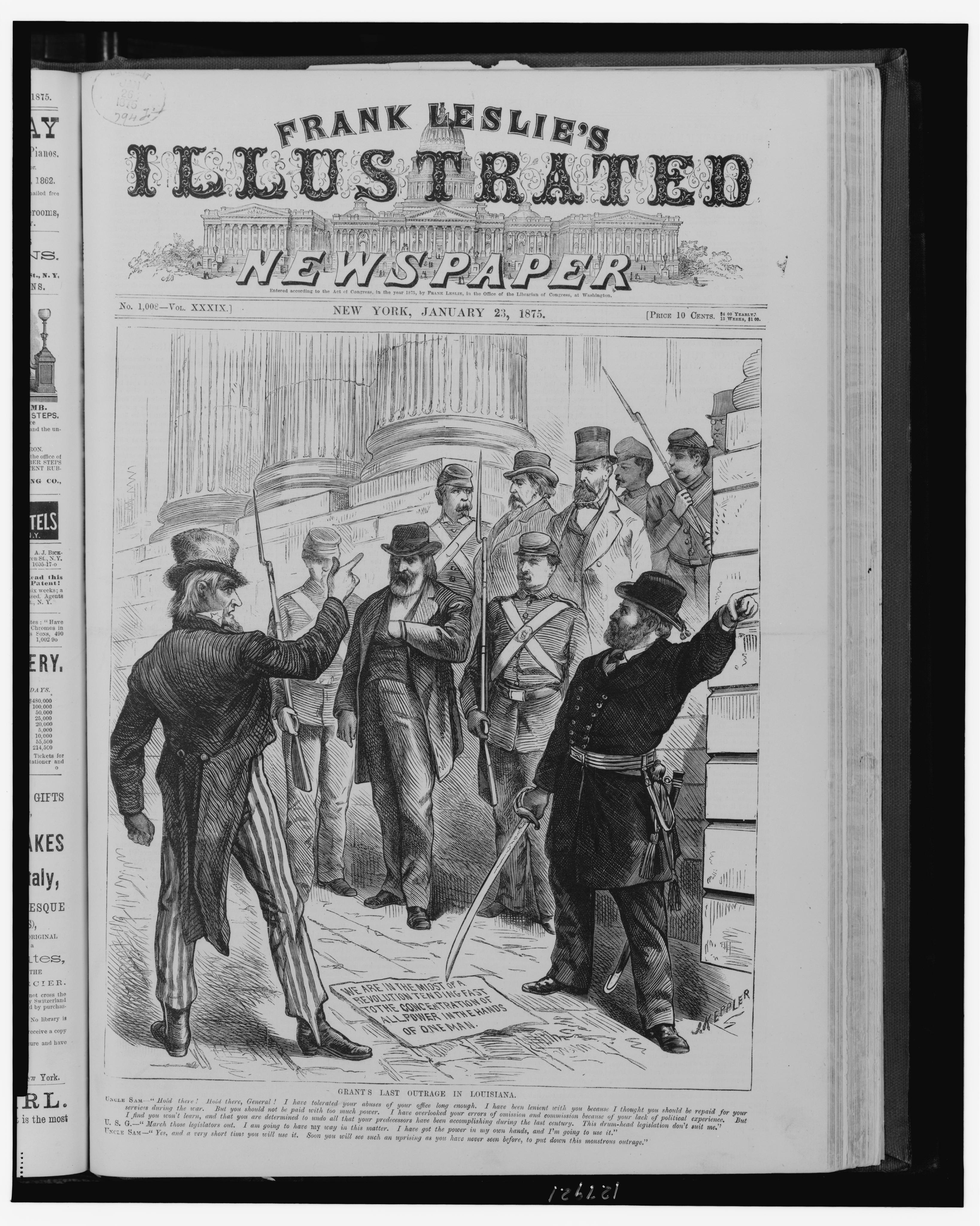
Vignetta del giornale illustrato di Frank Leslie: "L'ultimo oltraggio di Ulysses S. Grant commesso contro il popolo della Louisiana; come, con la nazione stanca della Ricostruzione, ha dato vita al presidente solitario che protegge i diritti civili dei negri". 23 gennaio del 1875.

- Ulysses S. Grant, comandante generale dell'esercito statunitense e futuro presidente;
- Hannibal Hamlin, vicepresidente in carica;
- Friedrich Franz Karl Hecker, leader dei tedeschi americani veterani della Primavera dei popoli del 1848;
- Franklin Israel Moses, futuro governatore della Carolina del Sud;
- Edmund Jackson Davis, futuro governatore del Texas;
- John Charles Frémont, già candidato repubblicano alle elezioni presidenziali del 1856;
- James M. Hinds, ucciso dal Ku Klux Klan nel 1868;
- William Woods Holden, futuro governatore della Carolina del Nord;
- Timothy Otis Howe;
- il maggior generale John A. Logan;
- Edwin McMasters Stanton, segretario alla Guerra in carica;
- Lot Myrick Morrill, futuro segretario al Tesoro durante la presidenza Grant;
- Oliver Perry Morton, governatore dell'Indiana;
- Harrison Reed, futuro governatore della Florida;
- il deputato Thaddeus Stevens;
- il senatore Charles Sumner, a suo tempo vittima di una bastonatura ad opera di un fanatico sudista;
- George Henry Williams, procuratore generale dell'amministrazione Grant;
- Richard Yates, governatore dell'Illinois;
- Benjamin Wade, presidente pro tempore del Senato degli Stati Uniti d'America;
- Elihu Benjamin Washburne, futuro segretario di Stato;
- Henry Clay Warmoth, futuro governatore della Louisiana;
- Henry Wilson, futuro vicepresidente durante la seconda presidenza di Ulysses S. Grant

### Legalizzazione del matrimonio tra schiavi

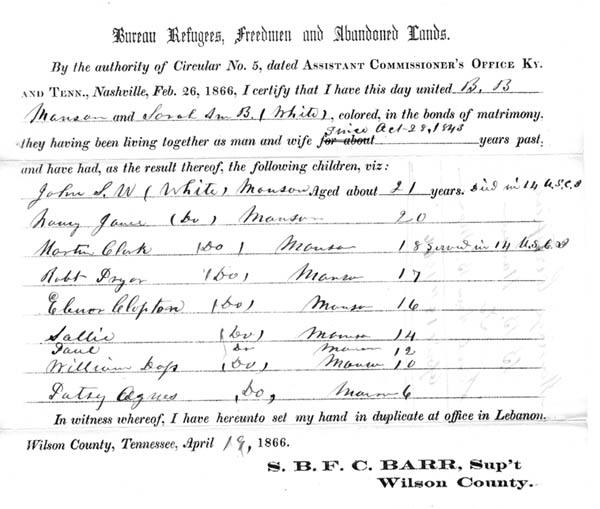
Un Atto di matrimonio rilasciato dal "Bureau of Refugees, Freedmen and Abandoned Lands" nella Contea di Wilson, 1866.

Prima del 1864 il matrimonio contratto dagli schiavi non era riconosciuto legalmente e in questo caso l'emancipazione non ebbe alcun effetto. Quando furono liberati molti però si sposarono ufficialmente. Prima del 1863 gli schiavi non potevano stipulare contratti, veniva loro precluso pertanto anche quello matrimoniale; in ogni caso non tutti i liberti formalizzarono le loro unioni. Alcuni continuarono ad avere di matrimoni di fatto o rapporti di tipo matrimoniale riconosciuti dalle loro comunità.
Il riconoscimento dei matrimoni da parte delle istituzioni statali contribuì al riconoscimento degli ex schiavi come persone libere e attori legali, inoltre aiutò in maniera notevole i diritti dei genitori riguardo al lavoro dei loro figli, contrastando la pratica dell'apprendistato forzoso dei bambini neri. Inizialmente infatti molti bambini furono legalmente strappati alle loro famiglie con il pretesto di fornire loro "protezione, vitto e alloggio nelle abitazioni della cosiddetta buona società" fino al raggiungimento della maggiore età a 21 anni. 

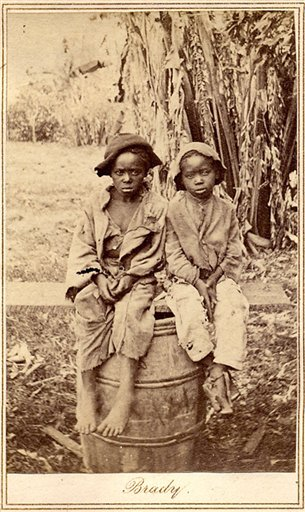
Bambini afroamericani nella Carolina del Sud (anni 1870).

Questo fu specialmente frequente in Georgia a causa della legge detta Apprentice Act del 1866, secondo cui si trattava di adozione temporanea, mentre in realtà era sfruttamento di lavoro infantile, con i bambini utilizzati come fonte di lavoro non pagato.

### Freedmen’s Bureau

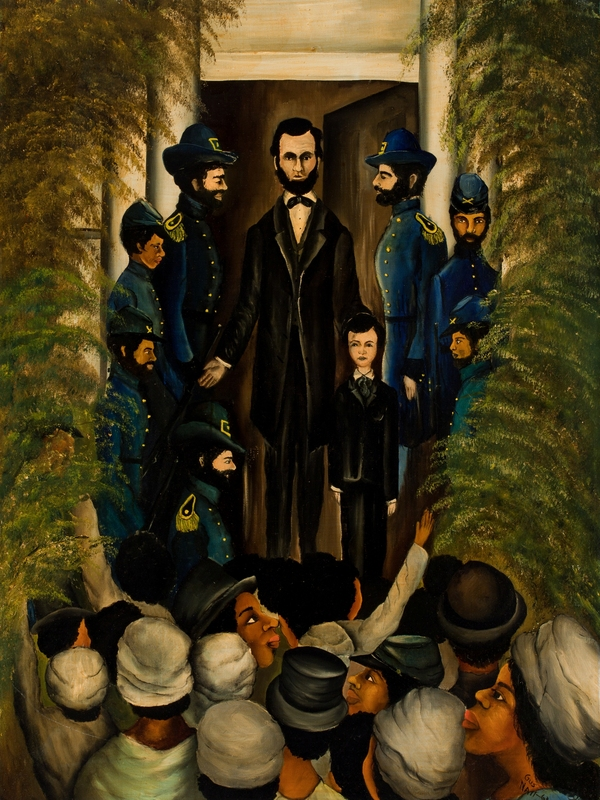
Il presidente mentre parla ai "Freedmen" durante la sua visita a Richmond avvenuta nei primi giorni di aprile del 1865.

Il 3 marzo 1865 fu approvata la legge detta Freedmen's Bureau Bill, proposta dai Repubblicani per aiutare i liberti e i rifugiati bianchi americani. Istituiva una agenzia federale apposita per fornire cibo, vestiti, combustibile e consigli sulla negoziazione dei contratti di lavoro; essa doveva sorvegliare le nuove relazioni instauratesi tra i liberti e i loro ex padroni all'interno di un mercato del lavoro libero. La legge, che non specificava il colore della pelle delle persone coinvolte, autorizzò il Bureau ad affittare i terreni confiscati per un periodo di tre anni e a venderli in porzioni fino a 40 acri (corrispondenti a circa 16 ettari) per acquirente. I compiti dell'agenzia avrebbero dovuto scadere un anno dopo la fine della guerra. Abraham Lincoln fu ucciso prima di poter nominare il primo capo di questa agenzia. Nel mito popolare si sostiene che la legge offriva "40 acri e un mulo", o che almeno fosse stato promesso così agli schiavi.

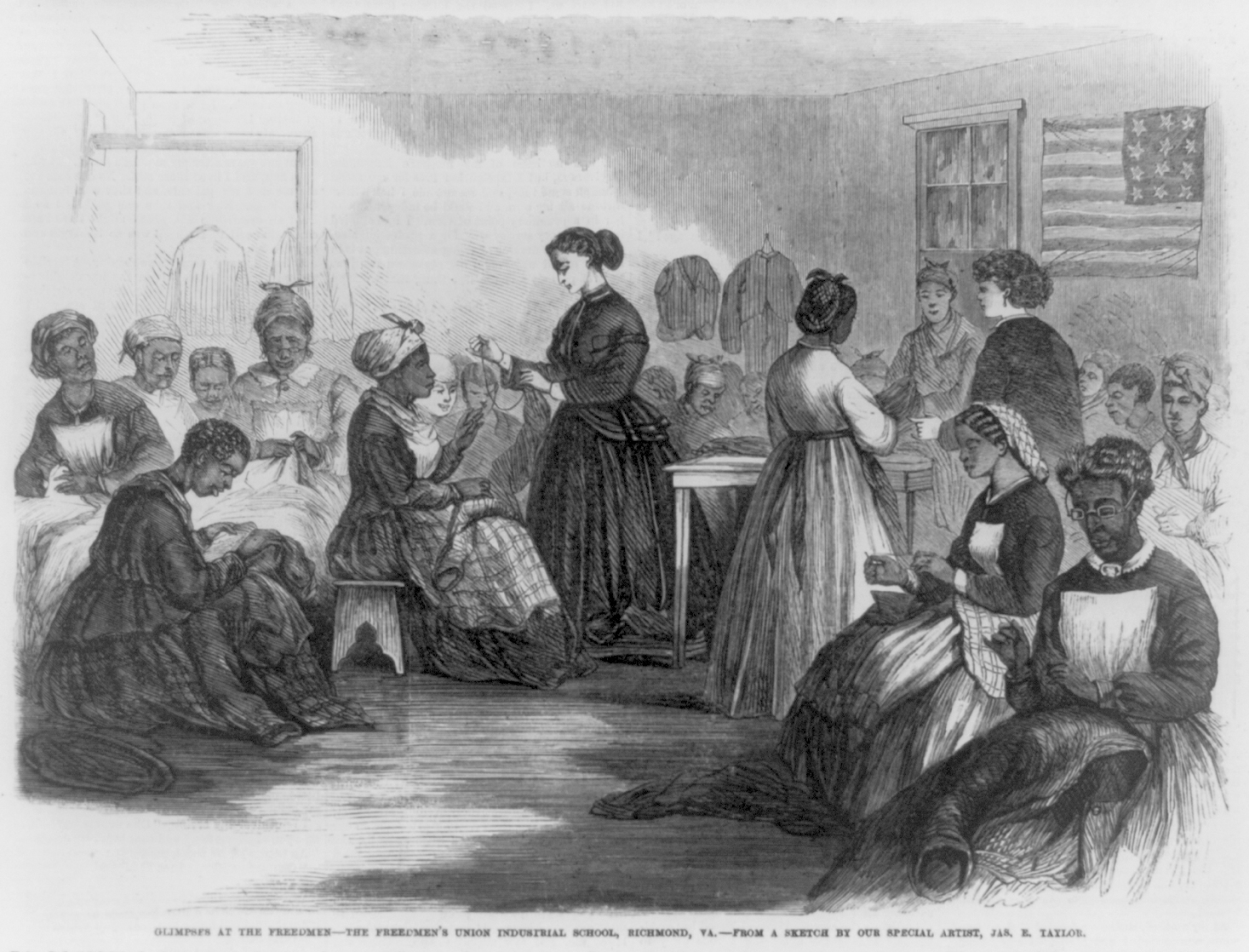
Molti insegnanti del nord si trasferiranno a Sud per fornire un'istruzione elementare e la necessaria formazione professionale alla popolazione nera appena liberata.

Con il sostegno sostanziale di questo ufficio presidenziale gli schiavi recentemente liberati vennero aiutati a poter esprimere autonomamente il proprio voto, oltre che a formare veri e propri partiti politici e ad assumere il controllo del mercato del lavoro in molte aree del paese occupate. Esso inoltre promosse l'avvio di un cambio di potere in tutto il profondo Sud tanto da attirare l'attenzione nazionale sia dei Repubblicani del Nord (favorevoli) sia dei Democratici conservatori meridionali (per lo più spaventati dai possibili effetti). Ciò risultò particolarmente evidente nelle elezioni presidenziali del 1868, svoltesi con un'accesa competizione tra Ulysses S. Grant e Horatio Seymour (il presidente in carica Andrew Johnson non riuscì ad ottenere la nomina dei Democratici), quando quasi 700.000 elettori afroamericani votarono, influenzando così in maniera decisiva il risultato elettorale che vide la vittoria di Grant con quasi 300.000 voti di scarto.
Nonostante gli aiuti dati ai liberti, il Freedmen's Bureau non fu in grado di operare efficacemente in alcune aree depresse del Sud; gli incappucciati notturni del Ku Klux Klan assunsero rapidamente il ruolo di antitesi militante e terrorista del Freedmen's Bureau, terrorizzando gli ex schiavi che avevano tentato di votare, ottenere una carica politica o ricevere una porzione di terra coltivabile.

### Divieto della discriminazione basata sul colore della pelle
In concomitanza con il Freedmen's fu approvata un'altra legge che ampliava i diritti degli afroamericani. Lincoln vietò qualsiasi forma di discriminazione basata sul colore della pelle nell'ambito del servizio postale, dei trasporti pubblici a Washington e nelle paghe dei soldati.

### Conferenza di pace del febbraio 1865

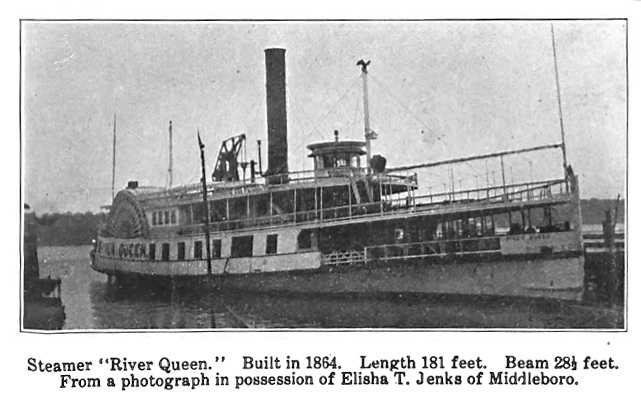
La "Conferenza di Hampton Roads" si tenne a bordo della "River Queen" a Fort Monroe.

Il 3 febbraio 1865, nella regione di Hampton Roads in Virginia, il presidente, assieme al segretario di Stato William H. Seward, incontrò tre rappresentanti sudisti per discutere della ricostituzione dell'unità nazionale e della cessazione definitiva delle ostilità da parte confederata. La delegazione meridionale comprendeva il vicepresidente secessionista Alexander Hamilton Stephens, l'ex giudice associato della Corte Suprema federale John Archibald Campbell e dall'ex segretario di Stato e presidente del Senato confederato Robert Mercer Taliaferro Hunter. Questi proposero il riconoscimento formale degli Stati Confederati d'America da parte dell'Unione, e un attacco congiunto Confederati-Unionisti contro il Messico per estromettere Massimiliano I del Messico, il dittatore fantoccio imposto nel 1863 dalla Francia del secondo impero; e infine uno status per i neri di subordinazione servile alternativo alla schiavitù.
Lincoln respinse categoricamente qualsiasi forma di riconoscimento della Confederazione e disse che tutti gli esseri umani liberati dal suo proclama di emancipazione non sarebbero mai più stati ridotti in schiavitù, in nessuna delle forme in cui questa poteva trasformarsi attraverso un fasullo cambio di nome. Dichiarò inoltre che gli Stati dell'Unione stavano per approvare il XIII emendamento che avrebbe bandito per sempre la schiavitù negli Stati Uniti d'America. Il presidente esortò quindi il governatore della Georgia a rimuovere il più presto possibile le truppe secessioniste dal proprio territorio e a "sottoporre a ratifica questo emendamento costituzionale in prospettiva, in modo da farlo entrare in vigore, diciamo, in un periodo di cinque anni: la schiavitù è storicamente condannata". Lincoln sollecitò anche la riproposizione di un'emancipazione con compensazione per rifondere in parte i proprietari di schiavi, poiché pensava che il Nord dovesse essere disposto a condividere i costi della "libertà" sul suolo nazionale. Sebbene l'incontro si svolse in maniera complessivamente cordiale, le parti non si accordarono su nessuna delle questioni.

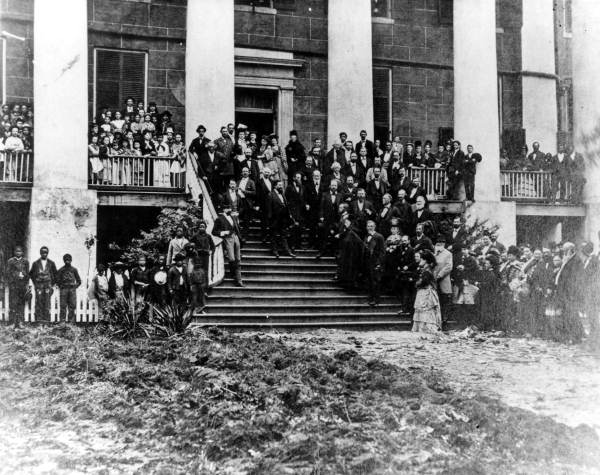
La cerimonia d'inaugurazione dell'amministrazione statale del governatore della Florida Marcellus Lovejoy Stearns alla presenza di Harriet Beecher Stowe nel 1874.

### Dibattito sull'eredità storica
Il presidente continuò a sostenere il suo "piano del 10%" per la Louisiana come modello da applicare anche a tutti gli altri Stati secessionisti, questo fino al suo assassinio avvenuto il 15 aprile 1865. Il progetto contribuì ad avviare con successo il processo di Ricostruzione attraverso la ratifica progressiva del XIII emendamento da parte di tutti gli stati.
Lincoln viene generalmente interpretato dagli studiosi della storia statunitense aver avuto una posizione moderata, in opposizione ai Radical Republicans. Sussiste nonostante ciò un considerevole dibattito sul modo in cui il presidente, se fosse sopravvissuto, avrebbe gestito il Congresso durante il processo di Ricostruzione avviato subito dopo la fine della guerra civile. Molti sostengono che la flessibilità, il pragmatismo e le capacità politiche decisamente elevate di Lincoln in ambito congressuale avrebbero risolto il traumatico periodo post-bellico con molta meno difficoltà rispetto a quanto accadde. Altri invece pensano che i radicali avrebbero provato a metterlo in stato d'accusa, come avrebbero poi fatto con il suo successore Andrew Johnson.

## Presidenza Johnson
La rabbia del Nord a seguito dell'omicidio del loro presidente, perpetrato da quella che venne definita come "una cospirazione di fanatici sudisti a difesa di posizioni contrarie alla storia e condannate dall'intera società civile", e alimentata dall'immenso costo umano di "una guerra fratricida voluta esclusivamente dal Sud", portò alla richiesta di politiche punitive. Il vicepresidente in carica, Andrew Johnson, assunse dapprima una linea dura parlando di impiccagione di tutti i confederati ribelli; ma quando succedette a Lincoln come presidente prese rapidamente una posizione molto più morbida, concedendo il perdono a molti dei leader secessionisti.

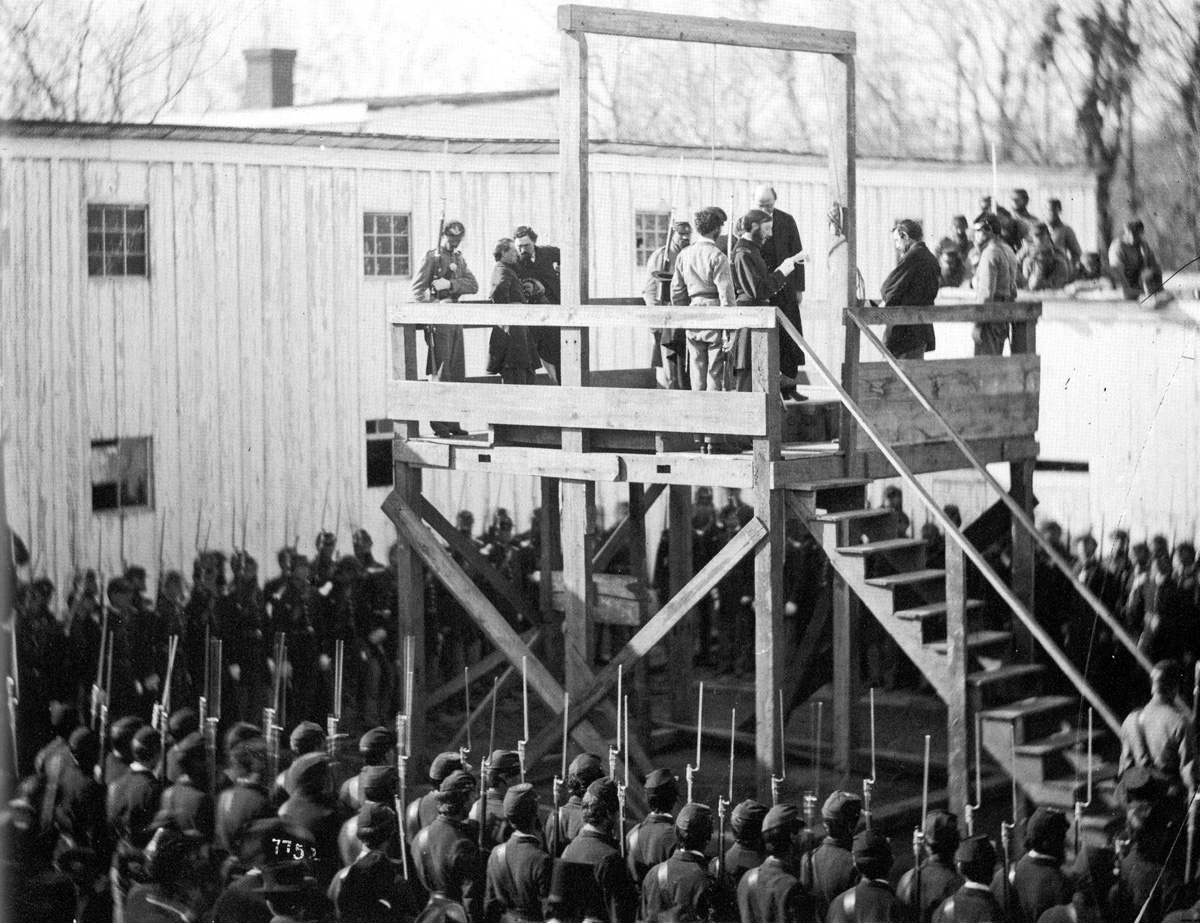
Gli ultimi preparativi prima dell'impiccagione di Henry Wirz, il comandante della prigione di Andersonville.

L'ex presidente confederato Jefferson Davis rimase detenuto in un carcere-fortezza per quasi due anni, ma altri confederati sfuggirono al carcere. Nessuno fu processato per alto tradimento; solamente una persona, il capitano Henry Wirz, comandante della prigione di Andersonville (un autentico campo di concentramento), fu giustiziato per aver commesso crimini di guerra.
Il punto di vista eminentemente conservatore di Johnson sulla Ricostruzione non includeva il coinvolgimento degli afroamericani nei governi statali, rifiutandosi inoltre di ascoltare le preoccupazioni espresse al Nord quando i parlamenti statali al Sud introdussero i cosiddetti codici neri, i quali stabilivano per i liberti uno status civile di molto inferiore rispetto a quello goduto dagli altri cittadini. Lo scrittore J. D. Smith sostiene che "Johnson tentò di portare avanti quelli che considerava i piani di Lincoln per la Ricostruzione". E. L. McKitrick afferma che per tutto il 1865 il neo-presidente sostenne l'azione del Partito Repubblicano: "era naturalmente parte integrante del grande settore moderato dell'opinione unionista nel Nord, da cui poteva trarre il suo più grande sostegno".
R. A. Billington dice che "una corrente politica, quella dei Repubblicani moderati guidati dai presidenti Abraham Lincoln prima e di Andrew Johnson poi, favorì una linea blanda nei riguardi del Sud". I biografi di Lincoln Randall e Current hanno sostenuto:

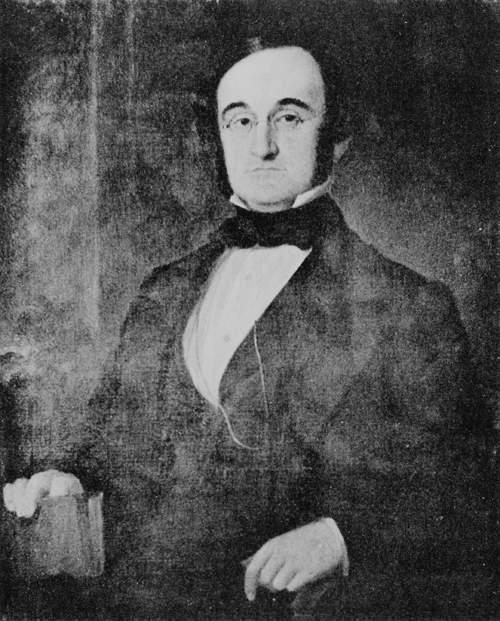
Il governatore della Carolina del Sud Benjamin Franklin Perry.

Gli storici concordano sul fatto che Johnson fosse un politico incapace e che perse i favori di cui godeva all'inizio con le sue mosse maldestre. Ruppe i rapporti con il Congresso all'inizio del 1866, sfidandolo nel tentativo di bloccare le leggi sulla Ricostruzione approvate dal Congresso. Fu in costante conflitto con i Radical Republicans sullo status da assegnare ai liberti e ai bianchi del Sud sconfitto.
Sebbene rassegnatisi all'abolizione della schiavitù, molti ex confederati non erano invece disposti ad accettare né i cambiamenti sociali loro imposti né il predominio politico degli ex schiavi. Usando le parole di Benjamin Franklin Perry, scelto da Johnson come governatore provvisorio della Carolina del Sud: "In primo luogo il negro deve essere investito di tutto il potere politico; quindi l'antagonismo tra gli interessi del capitale e quelli della forza lavoro si metterà al lavoro per sistemare le cose". I timori dell'élite dei proprietari di piantagioni ex schiavisti, per lo più conservatori, e in genere dei cittadini bianchi vennero tuttavia attenuati dalle azioni intraprese dal presidente, che si assicurò che non si verificasse una ridistribuzione massiccia della terra dai grandi proprietari ai liberti. 

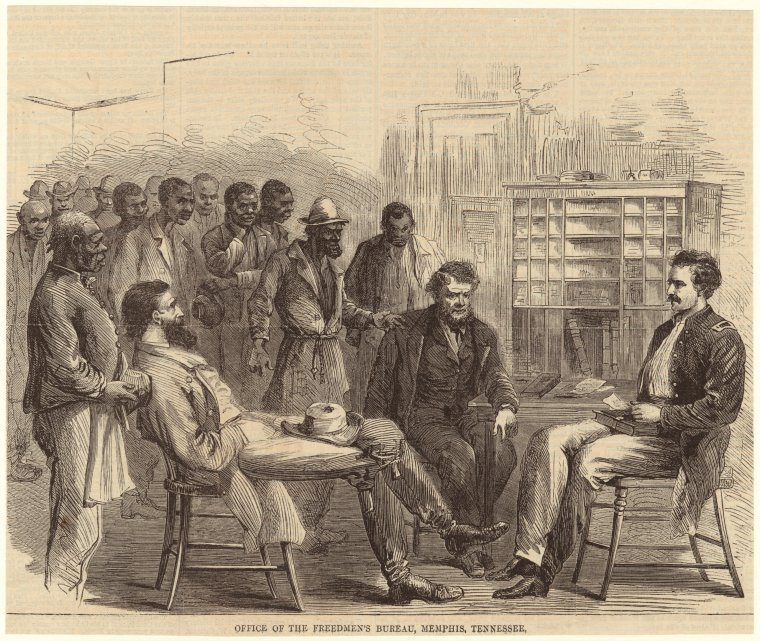
Illustrazione raffigurante un ufficio del Freedmen's Bureau a Memphis nel 1866.

Johnson ordinò che i terreni confiscati o abbandonati e amministrati dal Freedmen's Bureau non fossero distribuiti agli ex schiavi, ma che venissero invece restituiti ai vecchi proprietari se perdonati. Fu quindi restituita un'ampia porzione dei terreni che erano stati incamerati in seguito alle leggi sulla confisca approvate dal Congresso nel 1861 e nel 1862.

### Uomini liberi e codici neri

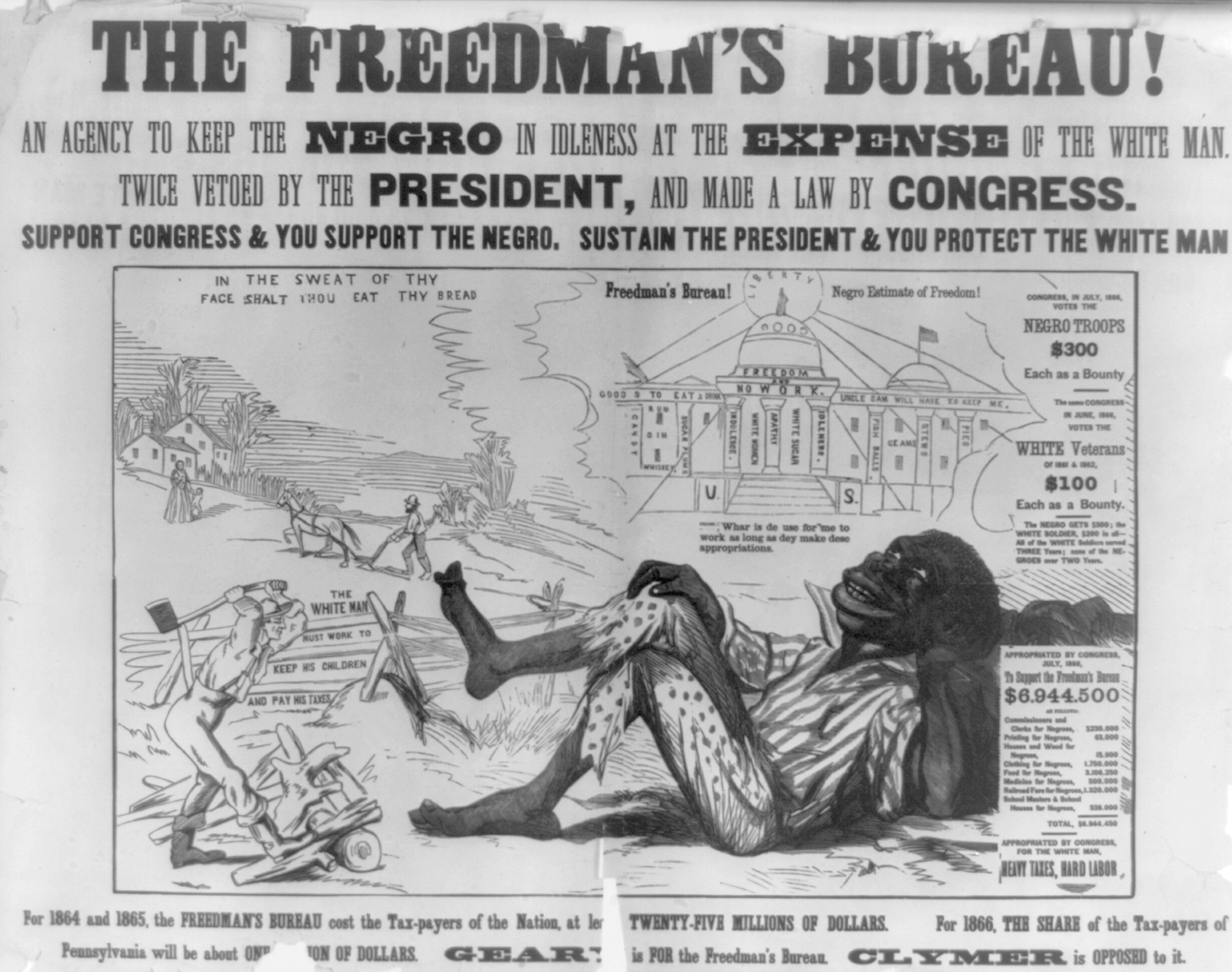
Un poster del 1866 che attacca il Freedmen's Bureau: il "negro" pigro e fannullone osserva compiaciuto le dure fatiche a cui è costretto il lavoratore bianco.

I governi dei paesi del Sud misero rapidamente in atto restrizioni costituite dai cosiddetti codici neri; essi vennero però già fatti abolire in larga parte nel 1866, e raramente ebbero effetti significativi, in quanto fu sempre il Freedmen's Bureau e non i tribunali bianchi locali a gestire gli affari legali degli schiavi liberati. I "codici neri" mostrarono tuttavia le intenzioni dei bianchi meridionali nei confronti degli ex schiavi. I liberti avrebbero avuto più diritti rispetto agli afroamericani liberi nel periodo prebellico, ma comunque con limitazioni nei diritti civili che li ponevano in una posizione di fatto inferiore: formalmente residenti, ma soltanto "esseri umani di seconda classe", privi del diritto di voto e della cittadinanza.
Non avrebbero inoltre potuto possedere armi da fuoco, come invece garantito dal II emendamento per la difesa personale, né far parte di una giuria popolare che si occupasse di un caso giudiziario coinvolgente i bianchi, infine non si sarebbero potuti trasferire in altre regioni senza la garanzia di avere un'occupazione retribuita garantita. I "codici neri" indignarono l'opinione pubblica del Nord. Furono abrogati grazie alla promulgazione della prima legge sui diritti civili nel 1866 che conferì a tutti i liberti maggiore uguaglianza di fronte alla legge (anche se non ancora il dritto di voto).
I "Freedmen", gli "uomini liberati", con il sostegno del Freedmen's Bureau respinsero i modelli di lavoro a squadre che erano sempre stati utilizzati durante l'epoca schiavista; al suo posto preferirono lavorare in organizzazioni basate sul nucleo familiare. Costrinsero quindi i proprietari di piantagioni a contrattare per ottenere la loro manodopera. Tale contrattazione condusse presto all'istituzione di sistemi di tipo mezzadria, che diedero ai liberti una maggiore indipendenza economica ed autonomia sociale rispetto al lavoro a squadre. Tuttavia, poiché mancavano di capitale, mentre i proprietari terrieri continuavano a possedere i mezzi di produzione (attrezzi, animali da tiro e terra), si trovarono costretti a produrre principalmente colture da reddito (principalmente cotone) per i proprietari terrieri e i commercianti; entrarono così in un sistema di credito completamente vincolato al raccolto realizzato. La diffusa povertà, la dislocazione di un'economia prevalentemente agricola basata sulla monocoltura cotoniera e il calo del prezzo del cotone portarono nel giro di pochi decenni a un indebitamento costante della maggioranza dei liberti, oltre che all'estrema indigenza di molti coltivatori.

### Razzismo, segregazione, violenza sessuale, linciaggio e terrorismo
I funzionari provenienti dal Nord stilarono vari rapporti sulle condizioni di vita in cui erano costretti gli afroamericani rimasti nel Sud. Una delle valutazioni più severe provenne da Carl Schurz, che riferì approfonditamente della situazione esistente in tutto il territorio degli Stati Uniti meridionali lungo la costa del Golfo del Messico (Florida, Alabama, Mississippi, Louisiana e Texas).

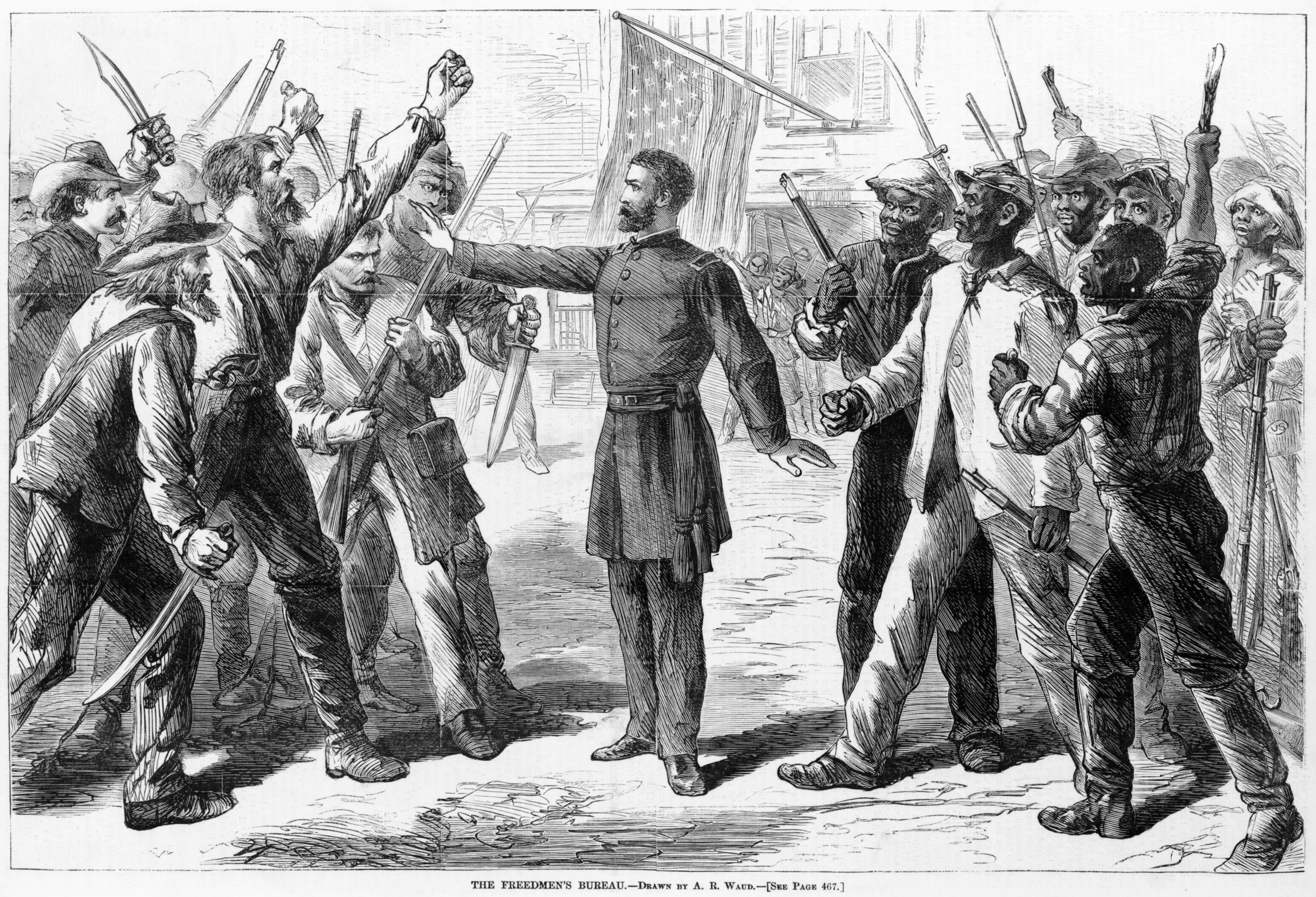
Un agente del Freedmen's Bureau si trova tra gruppi armati di bianchi e Freedmen in questo disegno del 1868 di Harper's Weekly.

Il suo resoconto documentò decine di esecuzioni extra-giudiziarie: la relazione sostenne che migliaia di afroamericani vennero uccisi:
Il rapporto incluse anche testimonianze giurate di soldati e funzionari, sia bianchi che neri, del Freedmen's Bureau. A Selma il maggior J. P. Houston notò che i bianchi avevano ucciso almeno 12 afroamericani nel distretto di propria competenza: nessuno dei criminali venne mai processato. 

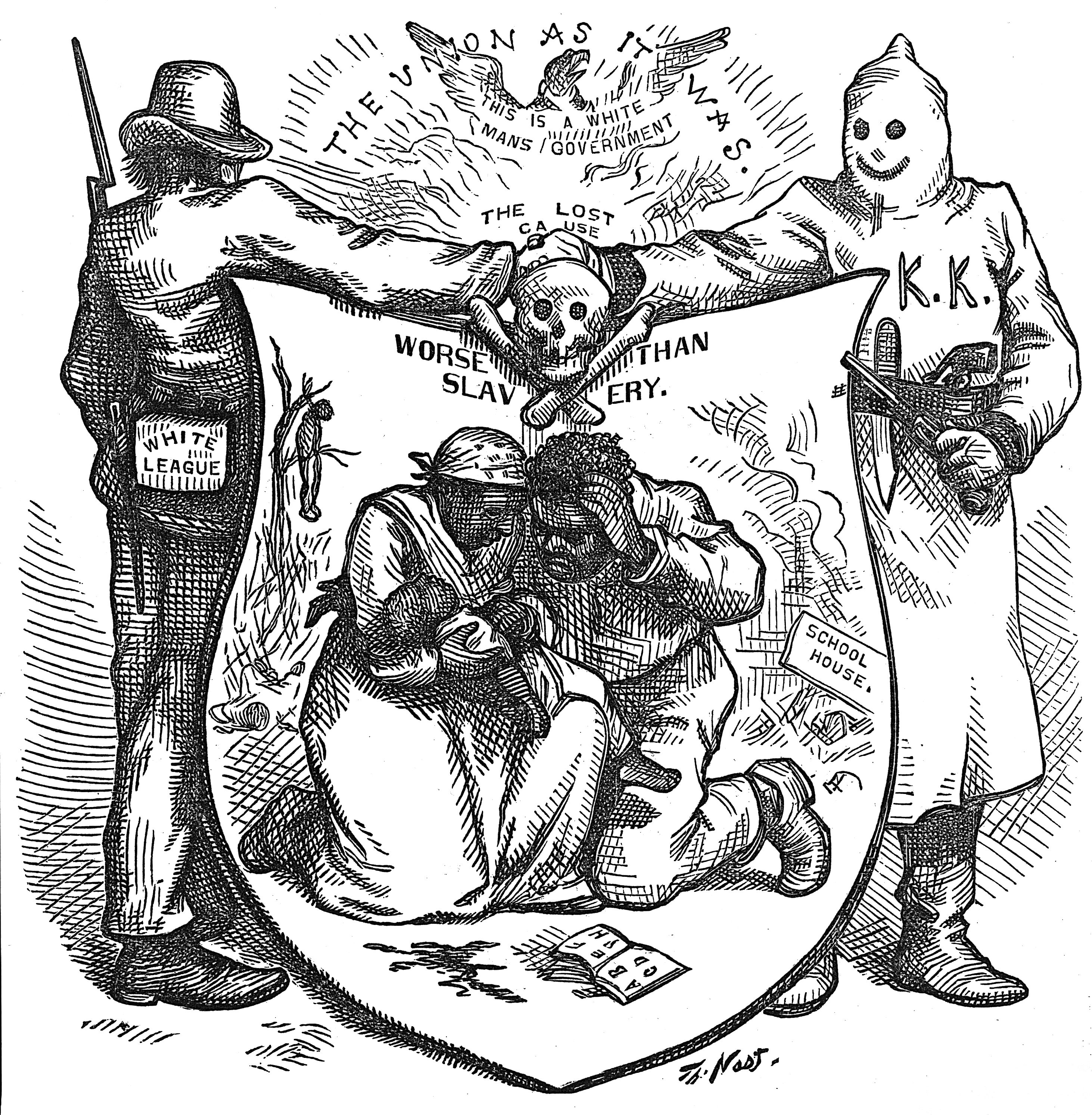
Il 24 ottobre 1874 il fumetto di Harper's Magazine di Thomas Nast denuncia gli omicidi di innocenti neri da parte del Ku Klux Klan e della White League coalizzatisi.

Molti altri omicidi a sfondo razziale non divennero mai casi ufficiali. Il capitano Piollon descrisse le "pattuglie di bianchi" operanti nell'Alabama Sud-occidentale:
Molti atti di violenza perpetrati contro gli afroamericani subirono i pregiudizi di genere; le donne nere si ritrovarono in una situazione particolarmente vulnerabile: condannare un uomo bianco per un'aggressione sessuale contro una donna di colore fu estremamente difficile in questo periodo. La violenza sessuale nei loro confronti si fece comune: la colpevolezza era dalla loro parte in quanto "provocatrici". Il sistema giudiziario di tutto il Sud fu interamente ridisegnato perché uno dei suoi scopi primari diventasse la coercizione degli afroamericani, volta a sottometterli alle pratiche sociali segregazioniste e razziste e alle richieste di lavoro dei bianchi. Le azioni legali contro questi crimini furono scoraggiate, utilizzando le minacce sia per via indiretta sia diretta se necessario, ed era difficile trovare avvocati che difendessero i neri dalle accuse di reati minori. In questi casi l'obiettivo primario dei tribunali di contea era un processo rapido e semplice, con conseguente condanna del "negro" all'unanimità da parte di giurie popolari composte esclusivamente da bianchi. La maggioranza dei neri non era in grado di pagare né multe né cauzioni e pertanto la pena più comune era da 9 mesi a un anno in una miniera o in un campo di legname, ridotti nei fatti nuovamente in schiavitù.
L'intero sistema legale meridionale fu costruito per generare nuovi tipi iniqui di tassazione e chiedere ricompense ai privati bianchi. Le leggi in tal modo non vennero prodotte per garantire la sicurezza pubblica di tutti, ma per mantenere la supremazia della "razza bianca". Le donne nere in particolar modo furono "socialmente costruite", nel pregiudizio e nella discriminazione, come "sessualmente avide" e affette da ninfomania e, dal momento che vennero raffigurate con ben poca "virtù" naturale, si diffuse il luogo comune che esse non potevano in alcun caso essere vittime di violenza: se erano violentate era solo perché lo volevano.

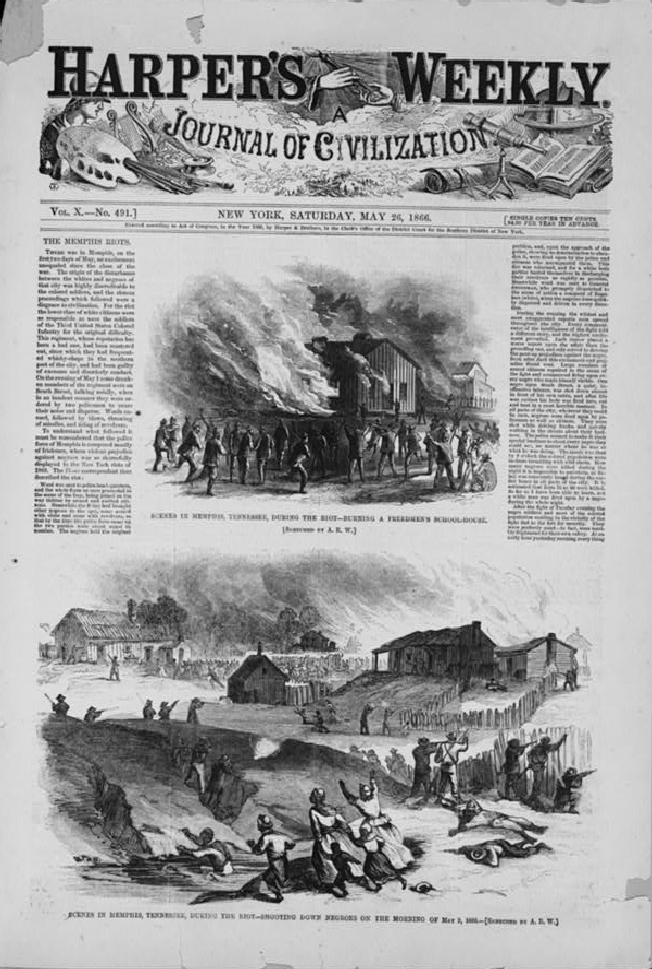
Illustrazione dei disordini razziali di Memphis avvenuti nel 1866 i quali ebbero un bilancio finale di 46 neri e 2 bianchi uccisi, 75 neri feriti, oltre 100 persone nere derubate, 5 donne nere violentate e 91 case, 4 chiese e 8 scuole bruciate nella comunità nera.

Un rapporto cita due liberte, Frances Thompson e Lucy Smith, descrivendo la violenza sessuale scatenatasi contro di loro nel corso dei disordini razziali di Memphis scoppiati del 1866; le donne nere erano tuttavia assai vulnerabili anche in tempi di relativa normalità.
Le aggressioni sessuali contro le donne afroamericane divennero talmente frequenti, in particolare da parte dei loro datori di lavoro bianchi, da indurre gli uomini di colore a tentare di ridurre quanto più possibile i contatti tra i maschi bianchi e le femmine nere, facendo in modo che le donne della propria famiglia evitassero di svolgere un'attività lavorativa strettamente sorvegliata dai bianchi. Ma anche gli uomini afroamericani furono presto immaginati come pericolosamente aggressivi in ambito sessuale e le dicerie sulle loro supposte minacce alla "purezza virtuosa delle giovani donne bianche" furono rapidamente utilizzate come un pretesto sempre valido per dare il via ad un linciaggio di massa o alla castrazione forzata, eseguita non da medici ma dai "protettori" delle donne bianche riuniti in gruppi auto-nominatisi "cavalieri": le Red Shifts, i Cavalieri della Camelia bianca, la White League e, non da ultimi, i terroristi incappucciati del Ku Klux Klan, fautori suprematisti del potere bianco.

### Risposte dei moderati
Durante l'autunno del 1865 i Radical Republicans bloccarono la riammissione degli ex Stati ribelli al Congresso, in risposta ai "codici neri" e ai preoccupanti segnali di ritorno a pratiche di tipo schiavista, tramite sfruttamento e violenza generalizzata, in corso d'opera in tutto il profondo Sud. La presidenza di Andrew Johnson tuttavia voleva consentire agli ex Stati Confederati d'America di rientrare nell'Unione se i loro governi statali avessero adottato il XIII emendamento che aboliva la schiavitù. Il 6 dicembre l'emendamento fu ratificato e il presidente considerò terminata la Ricostruzione; Johnson stava nei fatti seguendo la politica, rimasta sempre moderata, della presidenza di Abraham Lincoln il cui scopo sarebbe stato quello di ottenere la riammissione degli Stati sudisti nell'Unione il più presto possibile.
Il Congresso, tuttavia, controllato dai radical, guidati da Charles Sumner al Senato e da Thaddeus Stevens alla Camera dei rappresentanti, ebbe un'opinione diversa. Il 4 dicembre respinse il programma moderato di Ricostruzione presidenziale presentato da Johnson ed organizzò la "Commissione mista per la ricostruzione" composta da 15 membri, per definire i requisiti di riammissione per gli stati del sud. Nel gennaio seguente il Congresso rinnovò le prerogative del Freedmen's Bureau; a febbraio Johnson pose il veto a questa legge. Sebbene egli dimostrasse simpatia nei riguardi delle condizioni dei liberti, rimase contrario all'assistenza federale verso di loro. Il veto di Johnson scosse i radicali. Un primo tentativo di superare il veto fallì il giorno 20.
Come risposta le due Camere approvarono una risoluzione congiunta per non consentire la presa di funzione di alcun senatore o deputato sudista fino a quando il Congresso non avesse deciso che la Ricostruzione era completata.

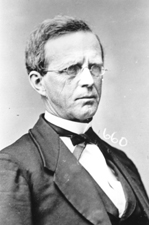
Una foto di Lyman Trumbull.

Anche il senatore Lyman Trumbull dell'Illinois, leader dei Repubblicani moderati, reagì di fronte ai "codici neri" e propose la prima legge sui diritti civili in quanto "l'abolizione della schiavitù era una scatola vuota se":
Il punto fondamentale della legge era costituito dalla sezione di apertura:
Tale progetto legislativo non contemplava in un primo tempo anche il diritto di voto; la legge sui diritti civili venne in ogni caso rapidamente approvata dal Congresso: il Senato il 2 febbraio votò 33 contro 12, la Camera il 13 marzo 111 contro 38.

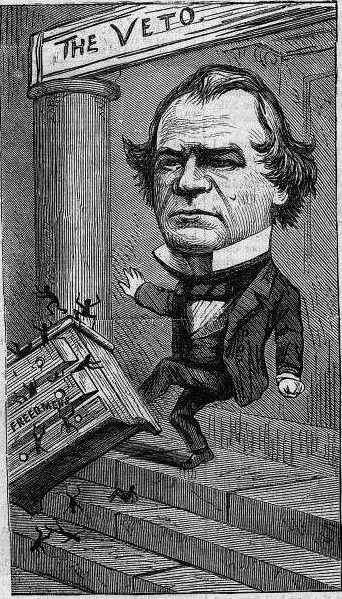
Il presidente, grazie all'uso del proprio diritto di veto, getta il Freedmen's Bureau a calci fuori dalla Casa Bianca. Illustrazione di Thomas Nast.

### Veti presidenziali
Sebbene i moderati sollecitassero fortemente Johnson a ratificare il progetto di legge sui diritti civili, il presidente ruppe definitivamente anche con loro ponendo il veto il 27 marzo 1866. Nel messaggio di risposta inviato alle Camere spiegò di opporsi alla proposta di legge in quanto avrebbe conferito la piena cittadinanza ai liberti in un momento in cui undici Stati federati non erano adeguatamente rappresentati in Aula, e in quanto avrebbe stabilito per legge "una perfetta uguaglianza delle razze bianche e nere in ogni Stato dell'Unione". Johnson affermò che si trattava di un'invasione da parte dell'autorità federale dei "diritti degli Stati", che ciò non trovava alcun mandato di riferimento all'interno della Costituzione degli Stati Uniti d'America ed era inoltre contrario a tutti i precedenti presi in esame: si trattava pertanto di un "passo verso la centralizzazione e la concentrazione del potere legislativo nelle mani del governo federale".
Il Partito Democratico, auto-proclamatosi "partito degli uomini bianchi", sia nel Nord sia nel Sud sostenne i rilievi fatti da Johnson e lo appoggiò. I Repubblicani tuttavia annullarono il suo veto, il Senato con il voto di misura di 33 contro 15 (la maggioranza richiesta era dei due terzi), mentre la Camera con 122 contro 41; la prima legge sui diritti civili venne così promulgata.
Subito dopo il Congresso approvò anche una nuova Freedmen’s Bureau Bill modificata; anche questa volta il presidente pose il veto; ma, come già era accaduto in precedenza, nelle due Camere vi fu abbastanza consenso per superarlo.
L'ultima proposta dei moderati fu quella inerente al XIV emendamento, il cui principale relatore fu il deputato John Bingham dell'Ohio. Esso fu inizialmente progettato per inserire le disposizioni chiave della legge sui diritti civili nella Costituzione; ma poi andò ben oltre. Estese difatti il diritto della cittadinanza a tutti coloro che nascevano all'interno del territorio degli Stati Uniti (norma rimasta poi sempre valida), a esclusione dei turisti e degli abitanti della riserva indiana, previde penalità per gli Stati che non avevano ancora concesso il diritto di voto ai liberti e soprattutto istituì nuovi diritti civili federali che avrebbero quindi potuto essere protetti dai tribunali federali. Garantì inoltre il pagamento del debito di guerra federale, promettendo che invece il debito confederato non sarebbe mai stato pagato. Johnson utilizzò tutta la sua influenza nel tentativo di far bloccare l'emendamento dagli Stati, in quanto per la sua ratifica ne veniva richiesta l'accettazione di almeno tre quarti degli Stati: alla fine l'emendamento venne ratificato.
Lo sforzo di compromesso con il presidente, messo in atto dai moderati, fallì, di conseguenza scoppiò un'accesa lotta politica tra i Repubblicani (sia radicali che moderati) da una parte e Johnson con i suoi alleati Democratici del Nord dall'altra, con l'aggiunta dei vari raggruppamenti conservatori, che utilizzavano nomi diversi, ben presenti in ognuno degli Stati Uniti meridionali.

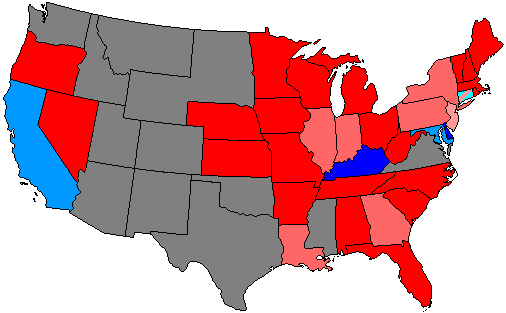

| Composizione del 40º Congresso degli Stati Uniti d'America in percentuale per Stato | Composizione del 40º Congresso degli Stati Uniti d'America in percentuale per Stato |
| ----------------------------------------------------------------------------------- | ----------------------------------------------------------------------------------- |
| 80,1-100% Democratici                                                               | 80,1-100% Repubblicani                                                              |
| 60,1-80% Democratici                                                                | 60,1-80% Repubblicani                                                               |
| Fino al 60% Democratici                                                             | Fino al 60% Repubblicani                                                            |

## Ricostruzione radicale
Preoccupati che il presidente considerasse il Congresso "un corpo illegale" e volesse provare a rovesciare l'ordinamento, i Repubblicani presero il controllo delle politiche della Ricostruzione dopo le elezioni di metà mandato del 1866. Johnson ignorò l'applicazione di queste politiche e anzi incoraggiò apertamente gli Stati del Sud a negare la ratifica del XIV emendamento. Tranne che per il Tennessee, tutti gli ex Stati confederati si rifiutarono di ratificarlo, così come gli Stati di confine del Delaware, del Maryland e del Kentucky.
I radical, guidati da Thaddeus Stevens e da Charles Sumner, aprirono la strada al suffragio per tutti gli uomini ex schiavi; riuscirono ad avere la maggioranza del Congresso anche se dovettero scendere a compromessi con la corrente politica più moderata del Partito; i Democratici non ebbero invece quasi alcun potere. Gli storici si riferiscono a questo periodo come "Ricostruzione radicale" o "Ricostruzione del Congresso" (Congressional Reconstruction). I capi bianchi sudisti, che detennero il potere nell'immediato periodo del dopoguerra prima del voto ai liberti, persero molti posti di potere che furono riassegnati sempre più frequentemente ai liberti; avevano rinunciato alla secessione e alla schiavitù, ma non sembrarono voler cedere sull'idea della "naturale supremazia razziale dei bianchi". Quando nel 1867 si tennero nuove elezioni, i bianchi che perdevano potere mostrarono la loro rabbia, giungendo rapidamente ad atti di violenza diffusa. I nuovi deputati repubblicani furono eletti da una coalizione di unionisti bianchi, liberti e nordisti che si erano trasferiti nel Sud. Alcuni ex leader meridionali cercarono di adattarsi alle nuove condizioni.

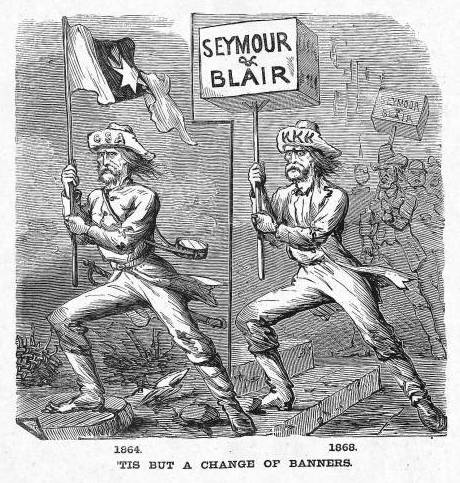
Alle elezioni presidenziali del 1868 i sostenitori del candidato Democratico Horatio Seymour vennero identificati con gli ex secessionisti divenuti membri del Ku Klux Klan.

### Emendamenti costituzionali
Vennero presto adottati tre emendamenti costituzionali, noti come "Emendamenti della Ricostruzione": il XIII emendamento, che abolì la schiavitù negli Stati Uniti d'America; il XIV emendamento, proposto nel 1866 e ratificato due anni dopo, che garantì la cittadinanza statunitense a tutte le persone nate in territorio della nazione o che avevano ottenuto lo status di naturalizzazione e concesse loro tutti i diritti civili federali; il XV emendamento, proposto alla fine di febbraio del 1869 e approvato all'inizio di febbraio del 1870, che decretò che il diritto di voto non poteva essere negato a causa della razza, del colore della pelle o della precedente condizione di servitù.
Quest'ultimo emendamento non dichiarò il voto un diritto incondizionato, ma proibì espressamente i succitati tipi di discriminazione. Gli Stati avrebbero pertanto continuato a determinare la registrazione degli elettori e le leggi elettorali in ambito locale. Gli emendamenti erano diretti a porre fine alla schiavitù e a fornire la piena cittadinanza ai liberti. I membri nordisti del Congresso ritenevano che fornire agli afroamericani il diritto di voto sarebbe stato il mezzo più sicuro e rapido d'istruzione e formazione politica.
Molti neri poterono in tal modo partecipare attivamente al voto e alla vita politica e proseguirono con rapidità a costruire chiese ed istituire organizzazioni comunitarie. Subito dopo la fine dell'Era della Ricostruzione i Democratici bianchi e gruppi di "insurrezionali" o "insorgenti" utilizzarono ampiamente la forza per riacquistare il potere nei parlamenti statali, facendo approvare disposizioni che nella pratica privarono dei diritti appena acquisiti la maggioranza dei neri e di molti poveri bianchi del Sud; questa pratica d'interdizione tramite leggi condusse poi alle leggi Jim Crow, alle leggi contro la mescolanza razziale e alla segregazione razziale.
     Mai introdotte
     Abrogate prima del 1887
     Abrogate tra il 1948 e il 1967
     Abolite a partire dal 12 giugno del 1967 a seguito della sentenza sul caso Loving contro Virginia

Gli Stati federati per data di abrogazione delle leggi contro la mescolanza razziale:
Mai introdotte
Abrogate prima del 1887
Abrogate tra il 1948 e il 1967
Abolite a partire dal 12 giugno del 1967 a seguito della sentenza sul caso Loving contro Virginia

Dal 1890 al 1910 gli Stati meridionali approvarono nuove Costituzioni che completarono l'interdizione legale degli afroamericani dopo l'Era della Ricostruzione. Le sentenze espresse dalla Corte suprema su tali disposizioni legislative confermarono molte di queste nuove costituzioni e leggi sudiste; alla maggior parte degli afroamericani venne pertanto impedito di votare nel Sud fino agli anni 1960 inoltrati.
La piena applicazione federale del XIV e del XV emendamento non si realizzò se non dopo la promulgazione della legislazione sui diritti civili a metà degli anni 1960 per opera della presidenza di Lyndon B. Johnson, come risultato dell'attivismo svolto dal movimento per i diritti civili degli afroamericani.
Per ulteriori dettagli vedi:
- Leggi Jim Crow
- Posse Comitatus Act
- Movimento per i diritti civili degli afroamericani (1865-1896)

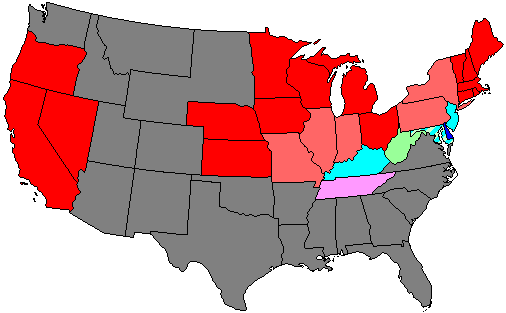

- Plessy contro Ferguson

| Composizione del 39º Congresso degli Stati Uniti d'America in percentuale politica per Stato | Composizione del 39º Congresso degli Stati Uniti d'America in percentuale politica per Stato |
| -------------------------------------------------------------------------------------------- | -------------------------------------------------------------------------------------------- |
| 80,1-100% Democratici                                                                        | 80,1-100% Repubblicani                                                                       |
| 60,1-80% Democratici                                                                         | 60,1-80% Repubblicani                                                                        |
| Fino al 60% Democratici                                                                      | Fino al 60% Repubblicani                                                                     |

### Statuti
Le leggi della Ricostruzione, così come originariamente approvate, furono inizialmente denominate "leggi per provvedere al governo più efficiente degli Stati ribelli"; il testo fu quindi promulgato dal Congresso il 2 marzo 1867 (due giorni prima della sua scadenza naturale). Il presidente Johnson pose ancora una volta il veto, ma questo fu superato dalla maggioranza dei due terzi richiesta sia alla Camera dei Rappresentanti sia al Senato lo stesso giorno. Il Congresso chiarì anche la portata della legge federale dell'habeas corpus per consentire alle corti giudiziarie federali di rilasciare condanne o emettere sentenze contrarie a quelle recepite dai tribunali statali resi illegali a partire dal 1867 (28 U.S.C. §2254).

Mappa dei 5 distretti militari istituiti dalla Presidenza di Ulysses S. Grant
1° -
2° - -
3° - - -
4° - -
5° - -

     1° -  Virginia
     2° -  Carolina del Nord -  Carolina del Sud
     3° -  Florida -  Georgia -  Alabama
     4° -  Mississippi -  Arkansas
     5° -  Texas -  Louisiana

### Ricostruzione militare
Controllato dai radicali, il Congresso approvò le leggi della Ricostruzione il 19 luglio 1867: il primo, firmato dal senatore dell'Oregon George Henry Williams, uno dei più eminenti Radical Republicans, mise dieci degli ex Stati Confederati d'America (tutti tranne il Tennessee) sotto il diretto controllo militare, raggruppandoli i cinque distretti:
- 1º distretto, sotto il comando di John Schofield
- 2º distretto, sotto il comando di Daniel Sickles
- 3º distretto, sotto il comando di John Pope e George G. Meade
- 4º distretto, sotto il comando di Edward Ord
- 5º distretto, sotto il comando di Philip Henry Sheridan e Winfield Scott Hancock

Furono schierati 20.000 soldati con il compito di far rispettare la legge. I quattro Stati di confine che non avevano fatto secessione non furono soggetti alla Ricostruzione militare; la Virginia Occidentale, separatasi dalla Virginia nel 1863, ed il Tennessee, già riammesso a partire dal 1866, non vennero inclusi nei distretti militari.
I dieci governi statali del Sud furono quindi ricostituiti sotto il diretto controllo delle forze armate; uno degli obiettivi principali fu quello di riconoscere e proteggere il diritto degli afroamericani al voto. Vi furono molto pochi scontri aperti, ma piuttosto uno stato di costante legge marziale attraverso cui l'esercito sorvegliava da vicino il governo locale, supervisionava le elezioni e cercava di difendere i detentori di cariche pubbliche e i liberti dalla violenza delle varie bande criminali sudiste. I neri vennero quindi accolti come elettori, mentre di contro gli ex dirigenti confederati vennero esclusi per un periodo di tempo limitato. Nessuno Stato risultò così pienamente rappresentativo. Lo scrittore Randolph Campbell descrive in dettaglio quello che accadde nel Texas:

### Convenzioni costituzionali statali
Tra il 1867 e il 1869 gli undici Stati meridionali tennero delle Convenzioni costituzionali le quali diedero per la prima volta ai neri la possibilità di votare; i delegati si divisero per lo più tra le correnti politiche dei radical, dei moderati e degli "intermedi". 

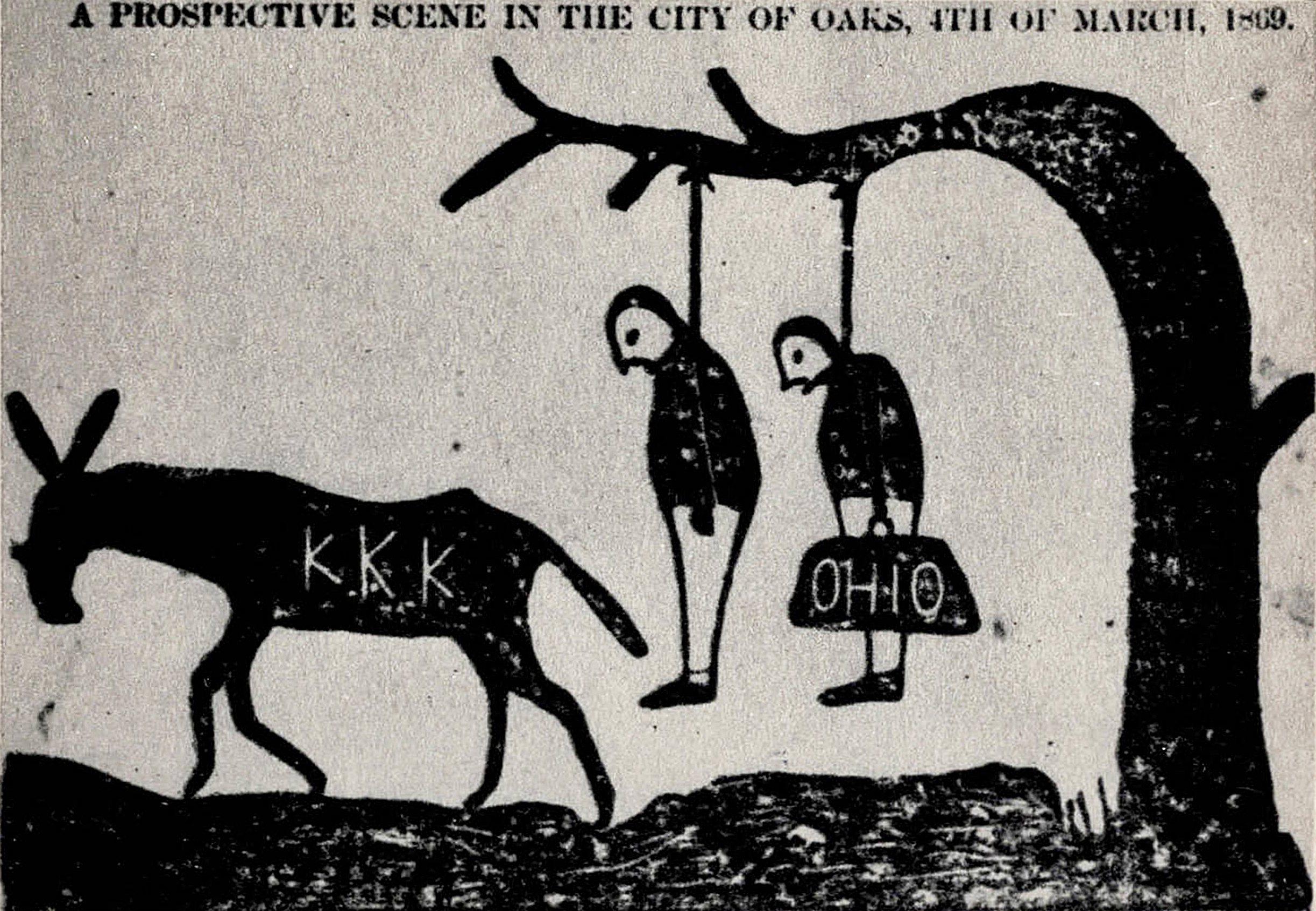
Una vignetta che minaccia il linciaggio di scalawag (a sinistra) e carpetbagger (destra) da parte del Ku Klux Klan a partire dal 4 marzo 1869, il giorno in cui il democratico Horatio Seymour sarebbe dovuto presumibilmente diventare presidente. Tuscaloosa, Independent Monitor, 1º settembre 1868. Una ricerca accademica su vasta scala analizza il fumetto: Guy W. Hubbs, Searching for Freedom after the Civil War: Klansman, Carpetbagger, Scalawag, and Freedman ̈(2015).

I Radical Republicans erano una coalizione: il 40% erano rappresentati da bianchi del Sud (scalawag); all'incirca il 25% carpetbagger, cioè nordisti, sia bianchi sia neri, arrivati o tornati al sud, e il restante 34% afroamericani. I primi avrebbero desiderato togliere il diritto di voto a tutta la precedente classe dirigente bianca, ma i Repubblicani moderati del Nord lo sconsigliarono; mentre i delegati neri in genere richiesero il diritto al suffragio universale per tutti. I carpetbagger richiesero disposizioni volte a promuovere la crescita economica, in particolare aiuti finanziari per la ricostruzione del sistema ferroviario in rovina. Le diverse convenzioni istituirono anche un sistema d'istruzione pubblica, con scuole gratuite finanziate dai prelievi fiscali; non chiesero però che fossero integrate razzialmente.
Almeno fino al 1872 la maggior parte degli ex detentori di cariche ufficiali federali del Sud rimasero esclusi sia dal voto sia dall'assunzione di cariche governative; tutti i principali dirigenti confederati, tranne 500, furono graziati dalla legge sull'amnistia promulgata nello stesso anno. Fu chiamata "proscrizione" la politica di togliere i diritti di voto a quanti più ex confederati possibile, particolarmente attraente per la componente scalawag; ad esempio nel 1865 il Tennessee aveva privato di ogni diritto civile almeno 80.000 ex secessionisti. La "proscrizione" era invece rigettata proprio dalla componente afroamericana, che insisteva sull'introduzione del suffragio universale. Il problema si presentò in diversi Stati, in particolare nel Texas e nella Virginia; in quest'ultima si tentò di interdire da ogni incarico pubblico ogni uomo che avesse prestato servizio nell'esercito confederato anche solo come soldato, e a qualsiasi agricoltore che avesse venduto approvvigionamenti ai miliari sudisti. I bianchi unionisti del Sud si opposero anche ai Repubblicani moderati del Nord, i quali ritenevano che porre fine alla proscrizione avrebbe aiutato ad avvicinare il Sud a una forma di governo fondata sul repubblicanesimo, ossia sul consenso dei governati, così come inteso sia dalla Costituzione degli Stati Uniti d'America sia dalla Dichiarazione d'indipendenza. Le forti misure che erano state richieste per impedire il ritorno ai defunti Stati Confederati d'America cominciarono ad apparire sempre più fuori luogo; mentre il ruolo assunto dall'esercito unionista e il controllo della politica nazionale sui singoli parlamenti statali risultavano problematici. Sempre più spesso, afferma lo storico Mark Summers:

La presidenza di Ulysses S. Grant durerà dal 1869 al 1877 (foto di Mathew B. Brady).

## Presidenza Grant
Durante la guerra civile molti nel Nord credettero che prestare servizio tra le file dell'Unione costituisse una nobile causa: preservare l'unità nazionale e al contempo combattere per eliminare lo schiavismo. Con la conclusione del conflitto e il Nord risultato vittorioso, il timore maggiore dei radical fu che il presidente Johnson credesse troppo rapidamente che la pratica schiavista e il nazionalismo confederato fossero completamente morti e che quindi gli Stati Uniti meridionali potessero immediatamente rientrare in seno allo Stato federale.

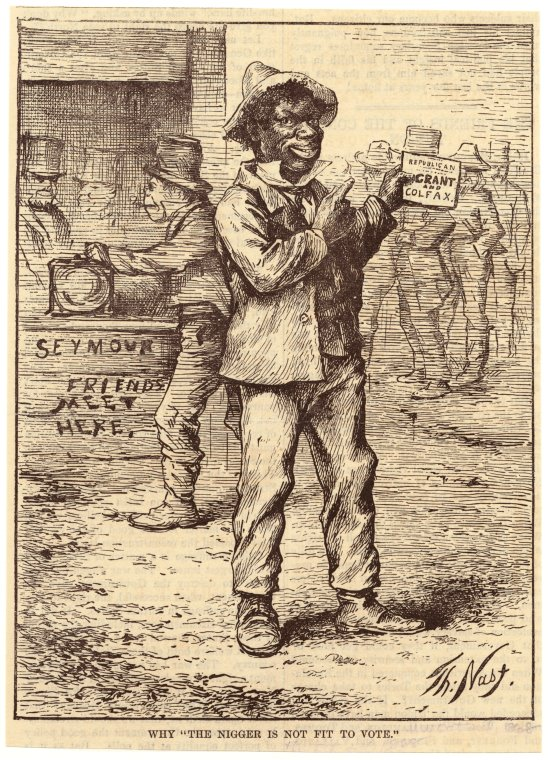
Vignetta di Thomas Nast: "perché il negro non è adatto a votare" (tiene in mano una scheda di preferenza per Grant).

I radicali cominciarono pertanto a ricercare un candidato alla presidenza che potesse rappresentarli. In occasione delle elezioni presidenziali del 1868 i Repubblicani scelsero all'unanimità Ulysses S. Grant come candidato ufficiale; egli ottenne il favore dei radicali dopo aver aiutato Edwin McMasters Stanton ad essere reintegrato come segretario alla Guerra e schierandosi su tale questione contro il presidente Johnson. Già nel 1862 Grant aveva nominato il capitano John Eaton per proteggere e gradualmente incorporare nei quadri militari gli schiavi rifugiatisi nel Tennessee Occidentale, entrato a far parte del territorio sotto il diretto controllo unionista; in seguito arruolò gli afroamericani presenti anche nel settentrione del Mississippi nel corso della campagna di Vicksburg. Utilizzati per rafforzare lo sforzo bellico, vennero retribuiti per i lavori compiuti.

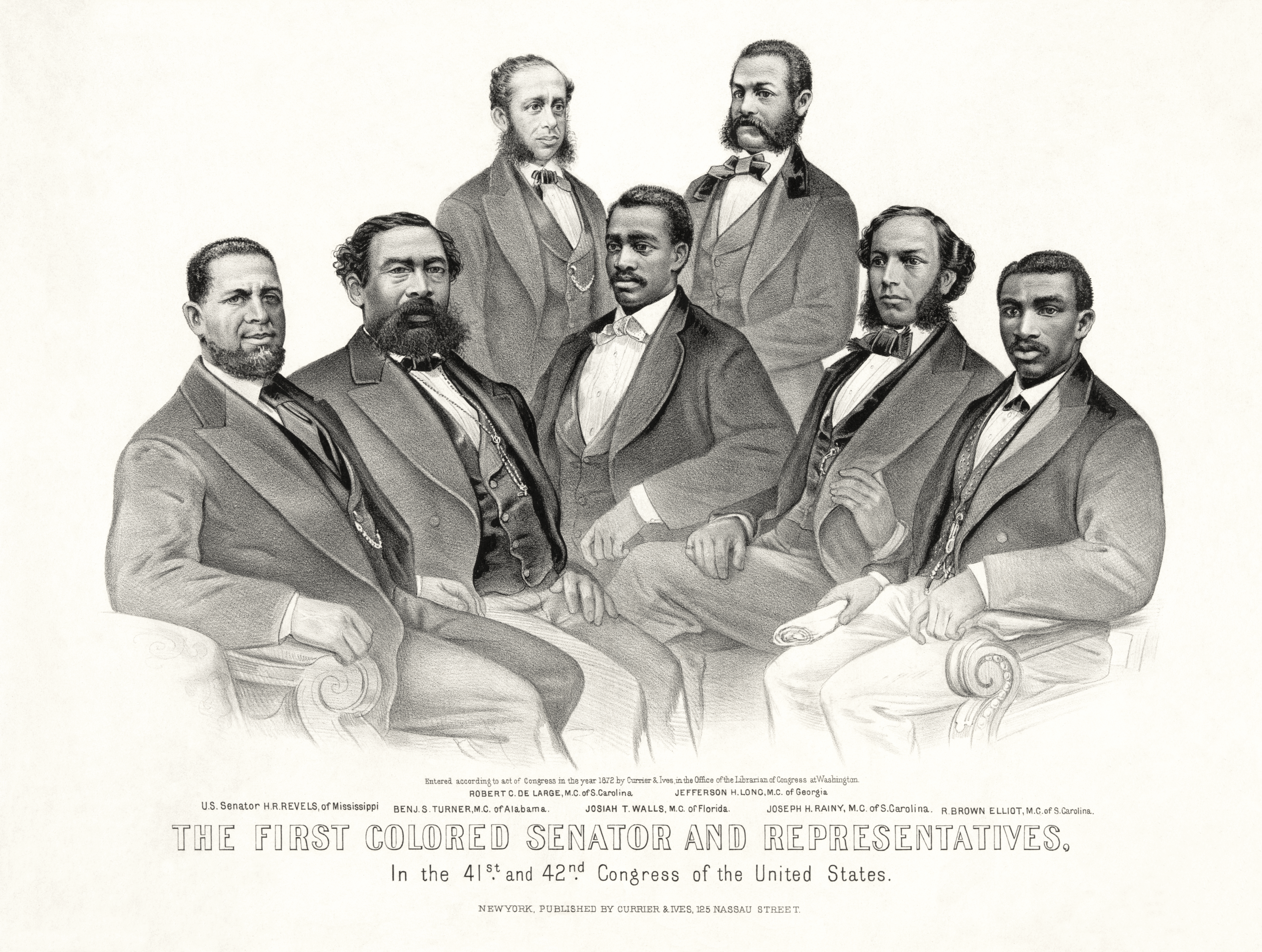
I primi afroamericani repubblicani eletti al Congresso degli Stati Uniti: senatore Hiram Rhodes Revels (Mississippi); deputati Benjamin S. Turner (Alabama), Robert C. De Large (Carolina del Sud), Josiah T. Walls (Florida), Jefferson F. Long (Georgia), Joseph Rainey e Robert Brown Elliott (Carolina del Sud) nel 1872.

Questa sua visione dell'integrazione razziale si ritrovò nell'operato del Freedmen's Bureau. Al termine della guerra Grant si oppose a Johnson sostenendo con decisione le leggi di Ricostruzione approvate dai Repubblicani.
Nelle città del nord, Grant dovette affrontare un blocco democratico anti-ricostruzione, forte tra gli immigrati, specialmente irlandesi a New York. 
I Democratici, avendo abbandonato Johnson, nominarono l'ex governatore di New York Horatio Seymour come candidato alla presidenza e Francis P. Blair del Missouri per la vice presidenza. I Democratici chiedevano l'immediato reintegro degli ex Stati confederati nell'Unione e un'amnistia per "ogni delitto politico".
Grant ebbe modo d'incontrare e consultarsi con diversi importanti leader del movimento dei diritti civili e ratificò una legge che stabiliva l'uguaglianza di diritti per neri e bianchi nel distretto federale di Washington.
Durante tutto il suo corso, la presidenza di Ulysses S. Grant rafforzò gli strumenti legali del governo federale per poter intervenire direttamente a proteggere i diritti dei cittadini, qualora i singoli Stati non vi avessero provveduto.
Il presidente lavorò assiduamente con il Congresso per creare il Dipartimento di Giustizia e la carica di avvocato generale, con alla guida rispettivamente il Procuratore generale Amos Tappan Akerman e Benjamin Helm Bristow. I due si impegnarono a contrastare il Ku Klux Klan. Il Congresso approvò tre leggi di applicazione (le Enforcement Acts) nel biennio 1870-71, tra cui anche la legge sui diritti civili del 1871. 

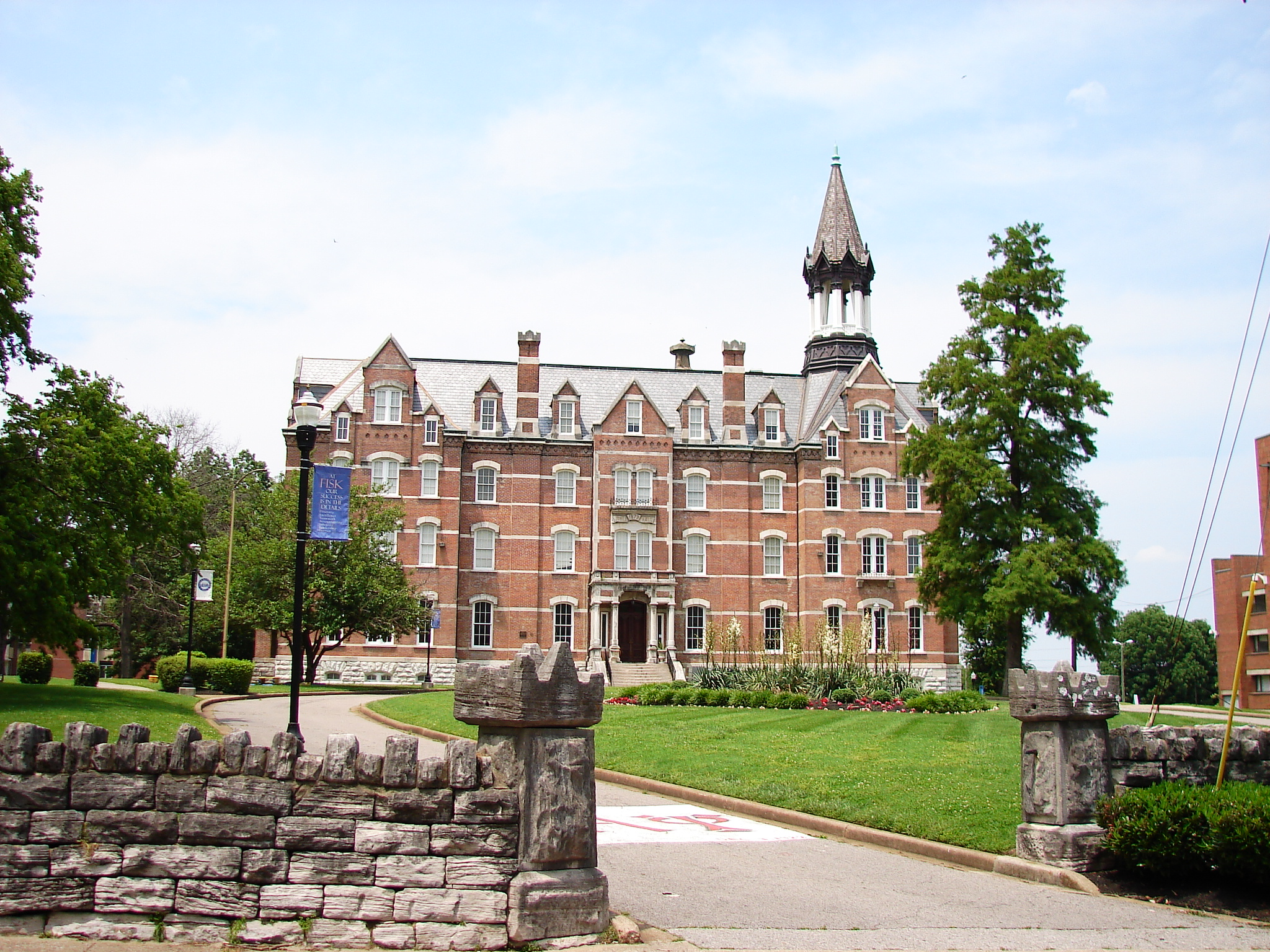
Edificio della Fisk University, una delle università storicamente afroamericane.

Si trattava di norme penali che tutelavano i diritti dei liberti di votare, di ricoprire cariche pubbliche, di prestare il proprio servizio nelle giurie popolari e di ricevere pari protezioni legali; ancora più importante fu l'autorizzazione data al governo federale di intervenire quando gli Stati avessero disatteso tali garanzie o non fossero intervenuti.

Il nuovo "Dipartimento di Giustizia" si mise a perseguire migliaia di affiliati al Ku Klux Klan, considerato fin da subito una società segreta improntata al terrorismo; le nuove disposizioni permisero di giudicare e condannare i Klansmen. Grant inviò le truppe federali in nove contee della Carolina del Sud per reprimere con la forza le violenze messe costantemente in atto dagli incappucciati del Klan nel 1871.

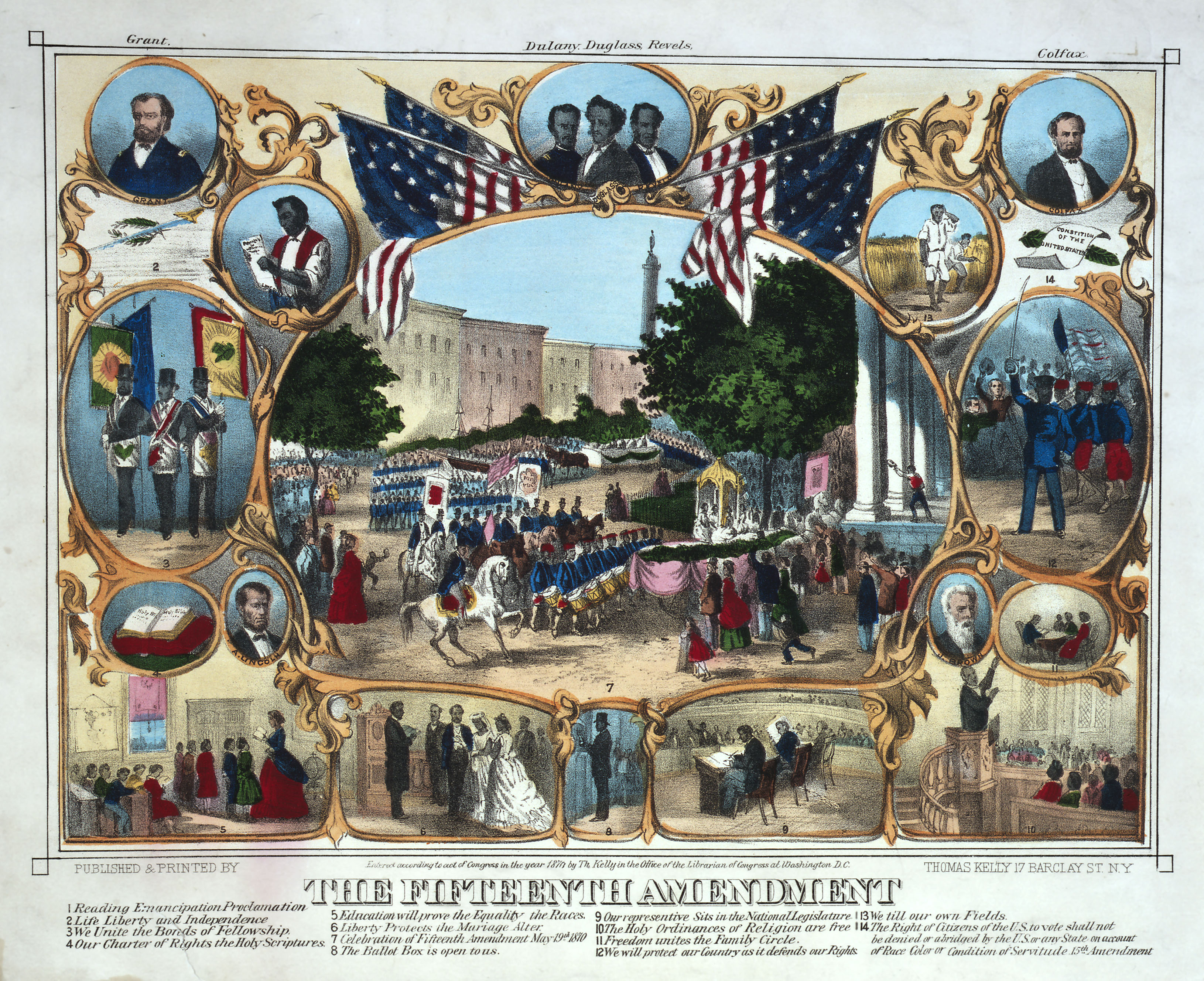
Manifesto celebrativo per la promulgazione del XV emendamento nel 1870.

Il presidente sostenne inoltre l'approvazione del XV emendamento, affermando che nessuno Stato poteva negare il diritto di voto sulla base della razza. Il Congresso da parte sua promulgò la legge sui diritti civili del 1875 che concesse il pieno accesso alle strutture pubbliche indipendentemente dalla razza di appartenenza.
Per contrastare i tentativi di brogli elettorali nella roccaforte democratica di New York, Grant inviò decine di migliaia di ufficiali federali armati e in divisa, affiancandoli ai funzionari addetti allo spoglio delle schede per rendere quanto più regolari possibili le tornate elettorali locali del 1870 e di quelle successive. I Democratici di tutto il Nord si mobilitarono per difendere la propria base elettorale ed iniziarono a sferrare attacchi all'intera serie di politiche adottate dal presidente; ma ancora il 21 ottobre del 1876 Grant fece dispiegare le truppe per proteggere l'incolumità degli elettori repubblicani bianchi e neri a Petersburg, in Virginia.
Il sostegno iniziale da parte del Congresso e dell'opinione pubblica diminuì progressivamente, principalmente a causa dei numerosi scandali scoppiati all'interno dell'Amministrazione presidenziale, ma anche per colpa della rinascita politica dei Democratici sia nel Nord sia nel Sud. A partire dal 1870 la maggior parte dei Repubblicani riteneva che gli obiettivi di guerra fossero oramai stati saldamente raggiunti, cominciando conseguentemente a concentrarsi su altre questioni spinose, come le politiche economiche.

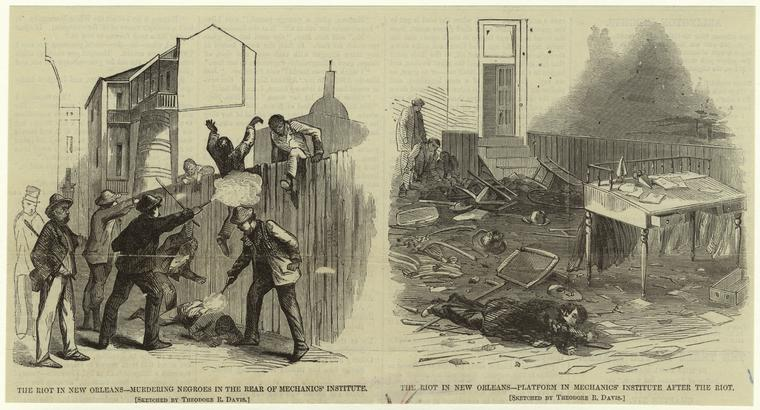
Illustrazione di Theodore R. Davis raffigurante il massacro di New Orleans verificatosi nel 1866.

### Commissione d'indagine congressuale
Il 20 aprile 1871 il Congresso istituì una commissione parlamentare d'inchiesta composta da 21 membri per indagare sullo stato della Ricostruzione in Carolina del Nord, Carolina del Sud, Georgia, Mississippi, Alabama e Florida: vi furono inclusi il deputato Benjamin Butler e i senatori Zachariah Chandler e Francis Preston Blair. I membri della sottocommissione viaggiarono nel Sud con l'obiettivo di avere colloqui con persone che vivevano nei distretti rimasti ancora sotto occupazione militare.

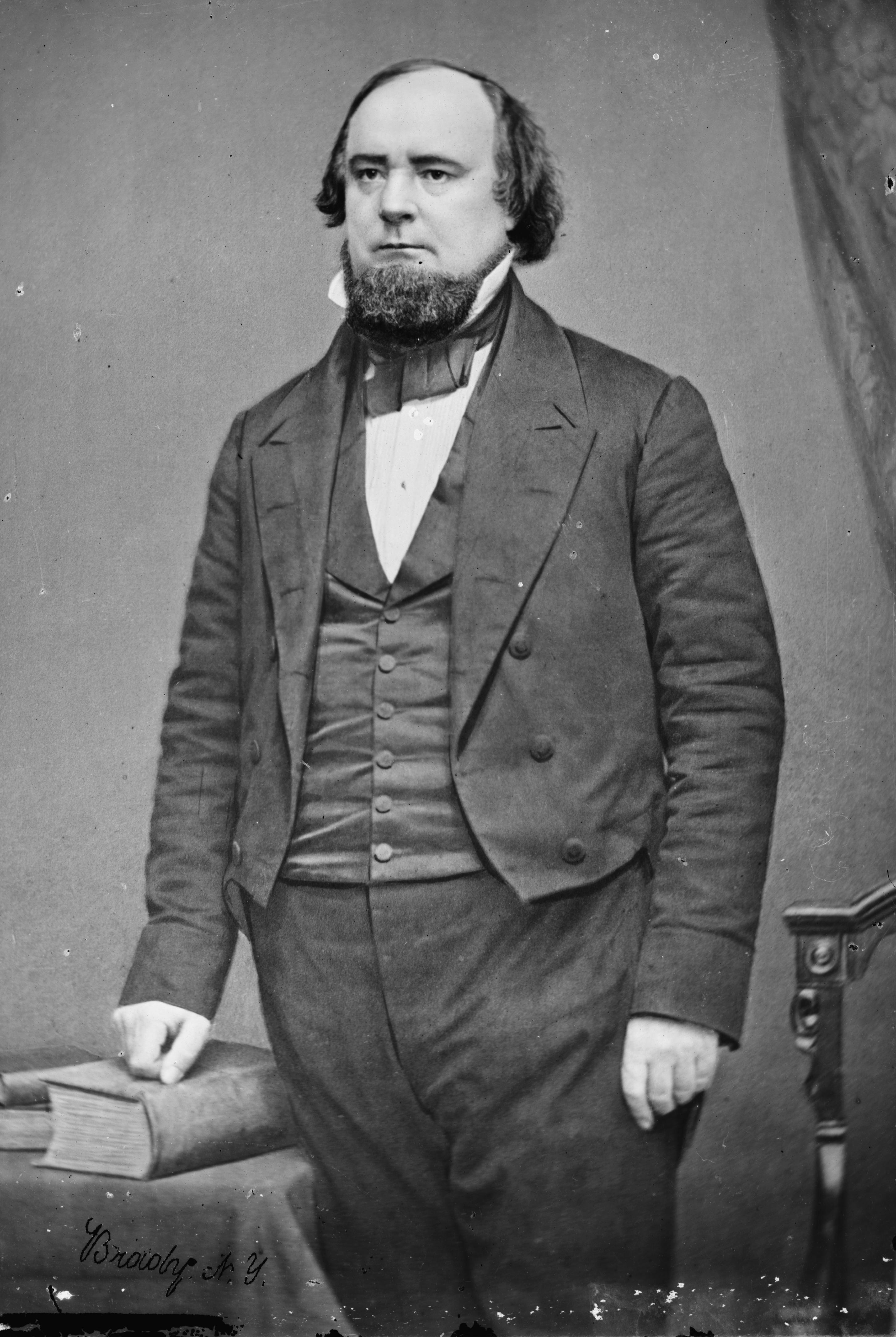
Foto di James Lawrence Orr.

Tra gli intervistati vi furono funzionari sudisti di alto livello come Wade Hampton III, l'ex governatore della Carolina del Sud James Lawrence Orr e Nathan Bedford Forrest, un ex generale confederato e prominente leader del Ku Klux Klan (quest'ultimo negherà ripetutamente nella sua testimonianza data al Congresso di esserne uno dei membri fondatori). Tra gli altri interpellati vennero inclusi agricoltori, medici, impiegati in attività mercantili, educatori e ministri del culto. La commissione ascoltò numerose denunce di violenza commesse da bianchi contro neri, mentre molti bianchi negarono la loro appartenenza al Klan o anche solo di essere a conoscenza di attività violente perpetrate ai danni degli ex schiavi. Il rapporto stilato dalla maggioranza di Repubblicani concluse avvertendo che il governo federale non avrebbe tollerato nessuna forma di "cospirazione" di sudisti per resistere con la violenza alla Ricostruzione. Il comitato completò il suo rapporto in 13 volumi nel febbraio dl 1872. Mentre la presidenza di Ulysses S. Grant era stata in grado di sopprimere il KKK grazie alle "leggi di applicazione", si organizzarono altri gruppi paramilitari insurrezionali, tra cui la White League, attiva a partire dal 1874 nella Louisiana, e le Red Shirts con sezioni attive nel Mississippi e nelle due Caroline. Tali gruppi illegali, composti da sbandati, ex militari secessionisti, banditi e delinquenti comuni, utilizzarono in massa i metodi dell'intimidazione, della coercizione e dell'aggressione fisica con l'intento di allontanare i Repubblicani dalle loro cariche e reprimere l'espressione del voto afroamericano, portando i Democratici bianchi a riconquistare il potere con le elezioni della seconda metà degli anni 1870.

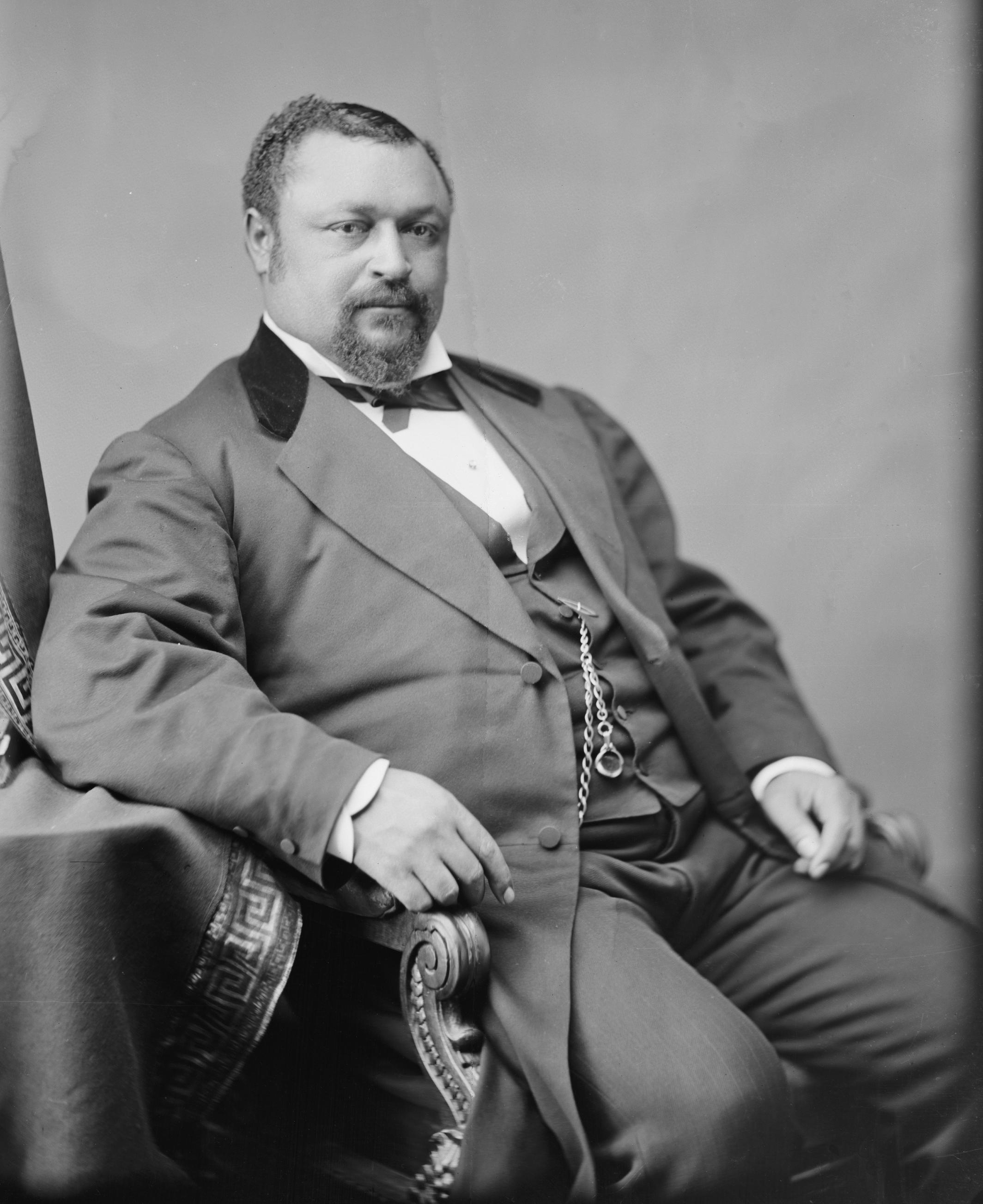
Blanche Bruce, senatore afroamericano per il Mississippi tra il 1875 e il 1881 in una foto di Mathew B. Brady e Levin Corbin Handy.

### Afroamericani titolari di cariche
I Repubblicani presero il controllo di tutti i governatorati degli Stati del Sud e dei parlamenti statali ad eccezione della Virginia. La coalizione repubblicana elesse numerosi afroamericani a cariche locali, statali e nazionali; anche se i neri non dominarono in nessuna circoscrizione elettorale, il fatto che si presentassero a votare segnò un drastico cambiamento sociale. All'inizio del 1867 ancora nessun afroamericano del Sud deteneva incarichi politici, ma nel giro di tre o quattro anni "circa il 15% dei detentori di cariche pubbliche nel Sud erano afroamericani, una percentuale maggiore rispetto a quella che vi sarà nel 1990". La maggior parte di questi incarichi rimase comunque a un livello locale. Nel 1860 gli schiavi costituivano la maggioranza assoluta della popolazione residente nel Mississippi e nella Carolina del Sud, il 47% nella Louisiana, il 45% in Alabama, il 44% in Georgia e nella Florida; pertanto la loro rappresentanza politica era ancora di molto inferiore alla loro effettiva percentuale sulla popolazione totale. All'incirca 137 detentori di cariche pubbliche neri erano vissuti fuori dal Sud prima dello scoppio della guerra civile. Alcuni di loro, fuggiti dalla schiavitù al nord e che si erano istruiti, tornarono al sud per aiutare la Ricostruzione. In altri casi si trattava di neri liberi già prima del 1861 e che erano riusciti a ottenere istruzione e posizioni di rilievo altrove.

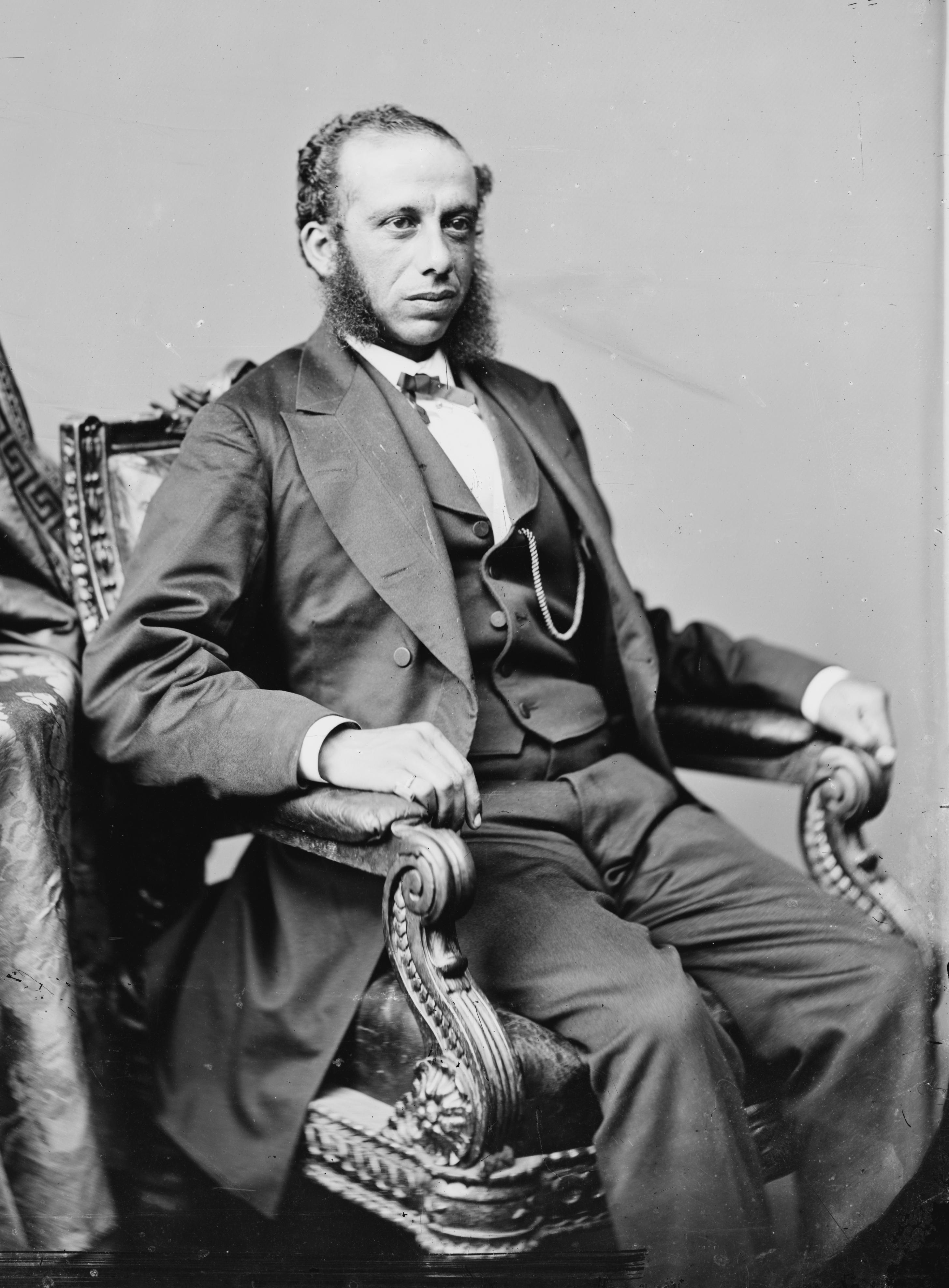
Robert Carlos De Large, deputato per la Carolina del Sud tra il 1871 e il 1873.

Altri uomini afroamericani eletti a cariche pubbliche erano già dei leader riconosciuti all'interno delle proprie comunità d'appartenenza, tra questi anche un certo numero di religiosi; come successe anche nelle comunità bianche, non tutta la leadership emersa in questi anni dipese solamente dalla ricchezza accumulata o dall'acquisizione di un buon livello di alfabetizzazione, ma anche sul carisma.
| Delegati alle Convenzioni costituzionali statali nel 1867 (su basi razziali) | Delegati alle Convenzioni costituzionali statali nel 1867 (su basi razziali) | Delegati alle Convenzioni costituzionali statali nel 1867 (su basi razziali) | Delegati alle Convenzioni costituzionali statali nel 1867 (su basi razziali) | Delegati alle Convenzioni costituzionali statali nel 1867 (su basi razziali) |
| Stato                                                                        | Bianchi                                                                      | Neri                                                                         | % di bianchi                                                                 | Popolazione totale di bianchi (% del 1870)                                   |
| ---------------------------------------------------------------------------- | ---------------------------------------------------------------------------- | ---------------------------------------------------------------------------- | ---------------------------------------------------------------------------- | ---------------------------------------------------------------------------- |
| Virginia                                                                     | 80                                                                           | 25                                                                           | 76                                                                           | 58                                                                           |
| Carolina del Nord                                                            | 107                                                                          | 13                                                                           | 89                                                                           | 63                                                                           |
| Carolina del Sud                                                             | 48                                                                           | 76                                                                           | 39                                                                           | 41                                                                           |
| Georgia                                                                      | 133                                                                          | 33                                                                           | 80                                                                           | 54                                                                           |
| Florida                                                                      | 28                                                                           | 18                                                                           | 61                                                                           | 51                                                                           |
| Alabama                                                                      | 92                                                                           | 16                                                                           | 85                                                                           | 52                                                                           |
| Mississippi                                                                  | 68                                                                           | 17                                                                           | 80                                                                           | 46                                                                           |
| Louisiana                                                                    | 25                                                                           | 44                                                                           | 36                                                                           | 50                                                                           |
| Texas                                                                        | 81                                                                           | 9                                                                            | 90                                                                           | 69                                                                           |

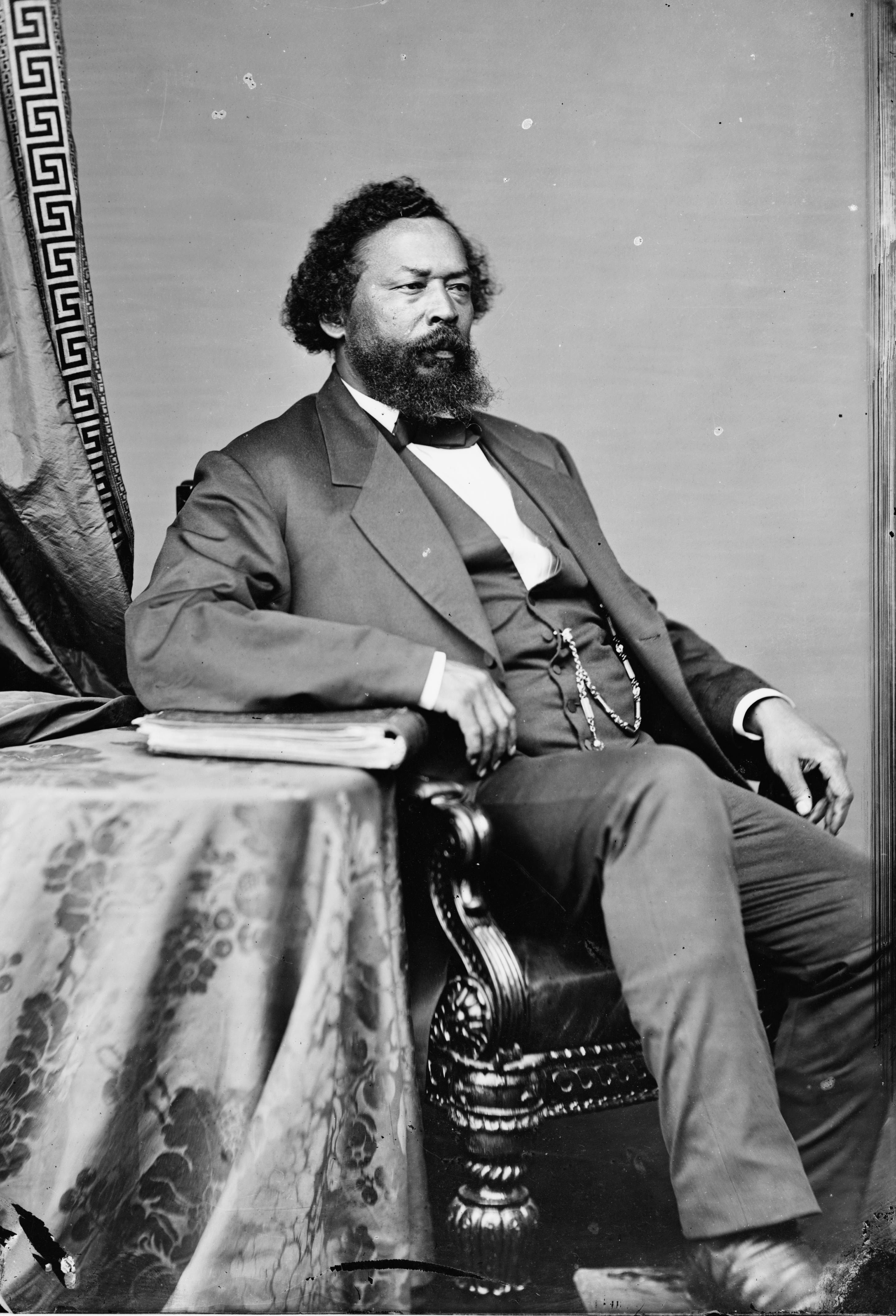
Benjamin Sterling Turner, deputato per l'Alabama tra il 1871 e il 1873.

Vi furono assai pochi afroamericani eletti a cariche nazionali; gli elettori della comunità votarono per candidati sia bianchi sia neri. L'applicazione del XV emendamento garantì solo che il voto espresso non potesse essere limitato sulla base della condizione razziale, del colore della pelle o delle precedenti condizioni di servitù. Dal 1868 in poi la campagna elettorale e le elezioni furono segnate da una violenza diffusa, con i ribelli bianchi e i paramilitari che cercavano di limitare il voto nero; brogli elettorali e scorrettezze di vario genere circondarono praticamente ogni tornata elettorale, aggravati da una pesante e dilagante corruzione. Molte delle elezioni congressuali nel Sud furono contese; persino quegli Stati in cui la maggioranza della popolazione era afroamericana elessero spesso solamente uno o due deputati neri. Una delle eccezioni più notevoli fu la Carolina dl Sud: al termine dell'Era della Ricostruzione quattro dei suoi cinque membri del Congresso erano afroamericani.
| Afroamericani in carica tra il 1870 e il 1876 | Afroamericani in carica tra il 1870 e il 1876 | Afroamericani in carica tra il 1870 e il 1876 | Afroamericani in carica tra il 1870 e il 1876 |
| Stato                                         | Legislatura statale                           | Senatori                                      | Deputati                                      |
| --------------------------------------------- | --------------------------------------------- | --------------------------------------------- | --------------------------------------------- |
| Alabama                                       | 69                                            | 0                                             | 4                                             |
| Arkansas                                      | 8                                             | 0                                             | 0                                             |
| Florida                                       | 30                                            | 0                                             | 1                                             |
| Georgia                                       | 41                                            | 0                                             | 1                                             |
| Louisiana                                     | 87                                            | 0                                             | 1*                                            |
| Mississippi                                   | 112                                           | 2                                             | 1                                             |
| Carolina del Nord                             | 30                                            | 0                                             | 1                                             |
| Carolina del Sud                              | 190                                           | 0                                             | 6                                             |
| Tennessee                                     | 1                                             | 0                                             | 0                                             |
| Texas                                         | 19                                            | 0                                             | 0                                             |
| Virginia                                      | 46                                            | 0                                             | 0                                             |
| Totali                                        | 633                                           | 2                                             | 15                                            |

## Fattori socio-economici

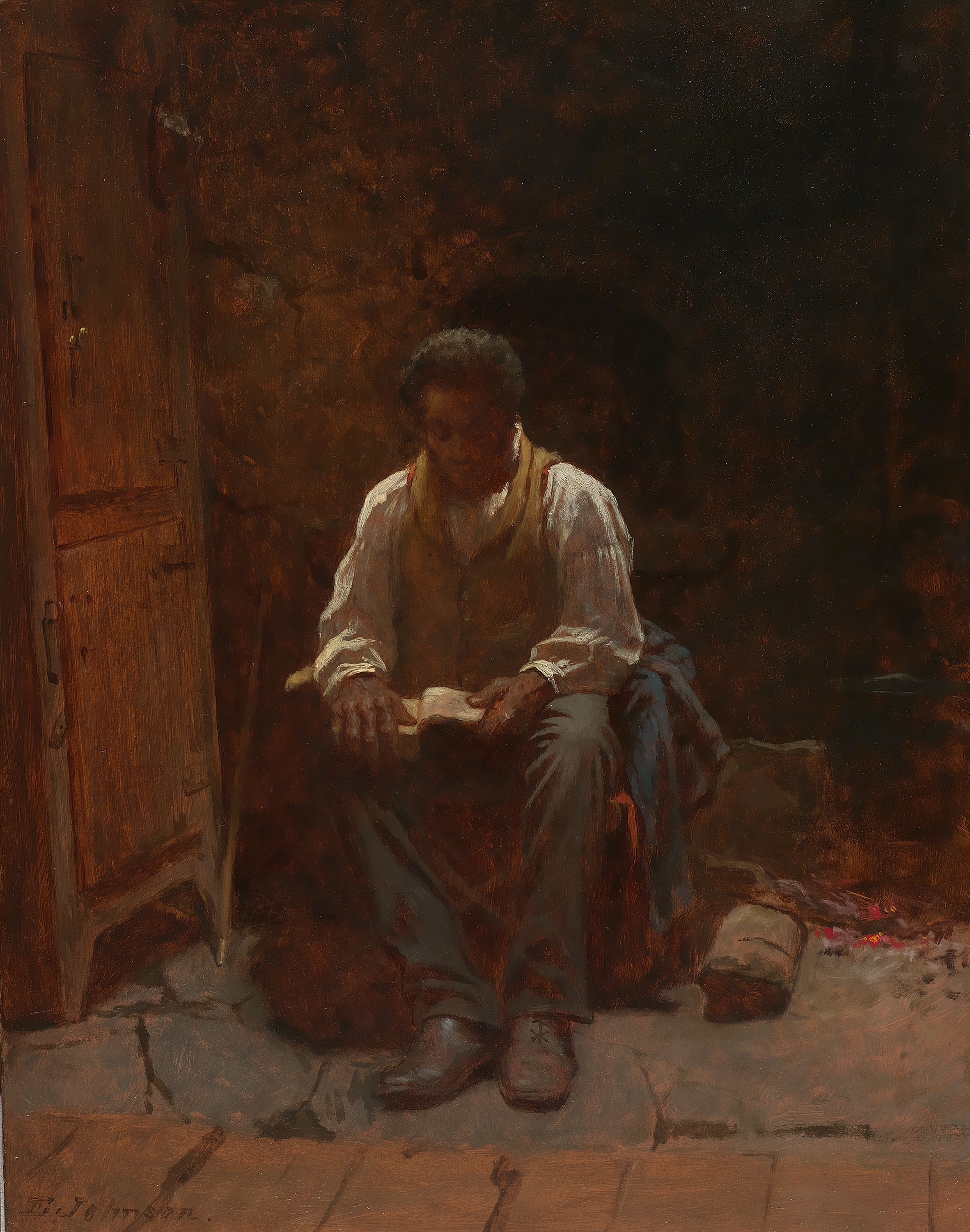
The Lord is My Shepherd di Eastman Johnson che rappresenta un afroamericano intento a leggere la Bibbia.

### Organizzazione religiosa
I liberti furono molto attivi nel formare le "chiese nere", per lo più affiliate al Battismo e al Metodismo, affidando ai loro ministri ruoli di guida sia morale che politica. In un precoce processo di auto-segregazione razziale praticamente tutti gli afroamericani abbandonarono le "chiese dei bianchi", in maniera tale che rimarranno ben presto assai poche congregazioni razzialmente integrate (a parte alcune parrocchie della Chiesa cattolica statunitense nella Louisiana. Diedero così vita a numerose nuove chiese battiste nere. Le quattro chiese metodiste più attive nel profondo Sud nell'attrarre i liberti furono la Chiesa episcopale metodista africana, la Chiesa episcopale metodista africana di Sion (entrambe composte da neri e create rispettivamente a Filadelfia e a New York), la Chiesa episcopale metodista di colore (appoggiata dalla bianca Chiesa episcopale metodista del sud e la Chiesa episcopale metodista (costituita soprattutto da bianchi del nord).

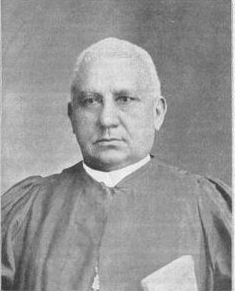
Il vescovo Henry McNeal Turner contribuì attivamente alla costruzione dell'orgoglio afroamericano proclamando a gran voce nei propri sermoni che "Dio è un Negro".

La Chiesa metodista si era scissa in due prima della guerra civile a causa dei disaccordi interni proprio sulla questione della schiavitù. Nel 1871 i Metodisti del nord avevano 88.000 membri neri nel sud ed avevano già aperto per loro numerosi istituti d'istruzione primaria e professionale.
I neri nel sud vennero inoltre a costituire uno degli elementi centrali del Partito Repubblicano; i ministri religiosi neri avevano un particolare potere in quanto non dipendevano dal sostegno dei bianchi, al contrario d'insegnanti, politici, uomini d'affari e mezzadri. Agivano secondo il principio affermato da Charles H. Pearce, un reverendo metodista nero della Florida: "un uomo in questo Stato non può fare tutto il suo dovere di ministro se non cerca di sviluppare gli interessi politici della sua gente". Più di un centinaio di religiosi neri risultarono eletti nei vari parlamenti statali nel corso dell'Era della Ricostruzione, oltre a diversi membri entrati a far parte del Congresso ed uno di loro, Hiram Rhodes Revels, al Senato.
In un'azione rimasta molto controversa, nel corso della guerra i metodisti del nord utilizzarono l'esercito unionista per prendere il controllo delle chiese metodiste nelle grandi città, suscitando le proteste dei metodisti del sud. Lo storico Ralph Morrow riporta:

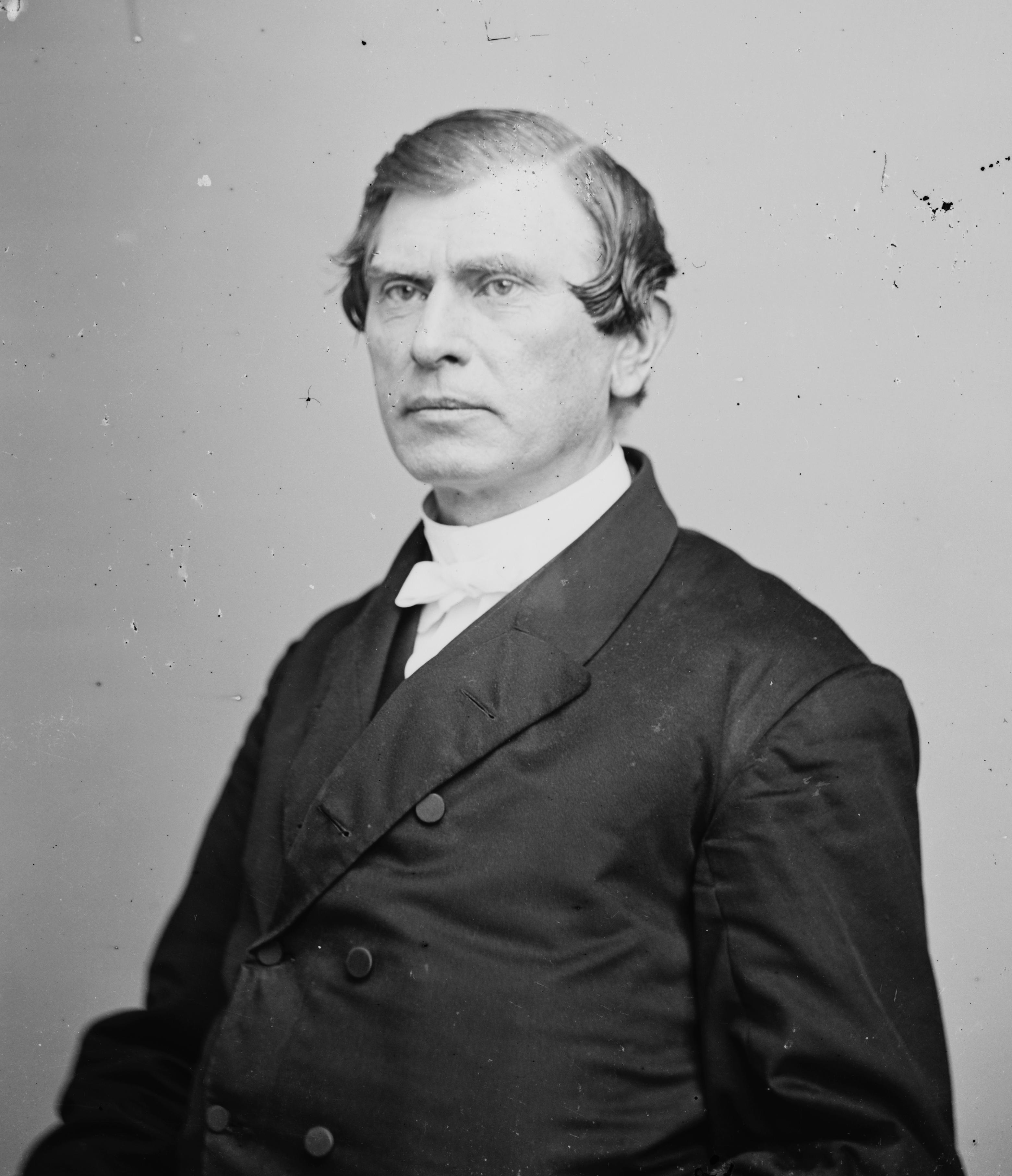
Il vescovo metodista Matthew Simpson in una foto di Mathew B. Brady.

In tutto il nord la maggior parte delle chiese che si rifacevano all'Evangelicalismo, in particolare il Metodismo, ma anche il Congregazionalismo, il Presbiterianesimo e il Quaccherismo, sostennero fortemente le politiche dei radical. L'attenzione crescente nei riguardi dei problemi sociali aprì la strada al movimento del "Vangelo sociale". Matthew Simpson, un vescovo metodista, svolse un ruolo di primo piano nella mobilitazione dei fedeli del nord per la "causa"; il suo biografo lo definisce con l'appellativo di "Sommo sacerdote dei Radical Republicans". L'"Associazione dei ministri metodisti di Boston", riunitasi due settimane dopo l'assassinio di Abraham Lincoln, chiese una linea di massima durezza contro la leadership confederata:
In netto contrasto i battisti neri interpretarono il conflitto, l'emancipazione e la conseguente Ricostruzione come

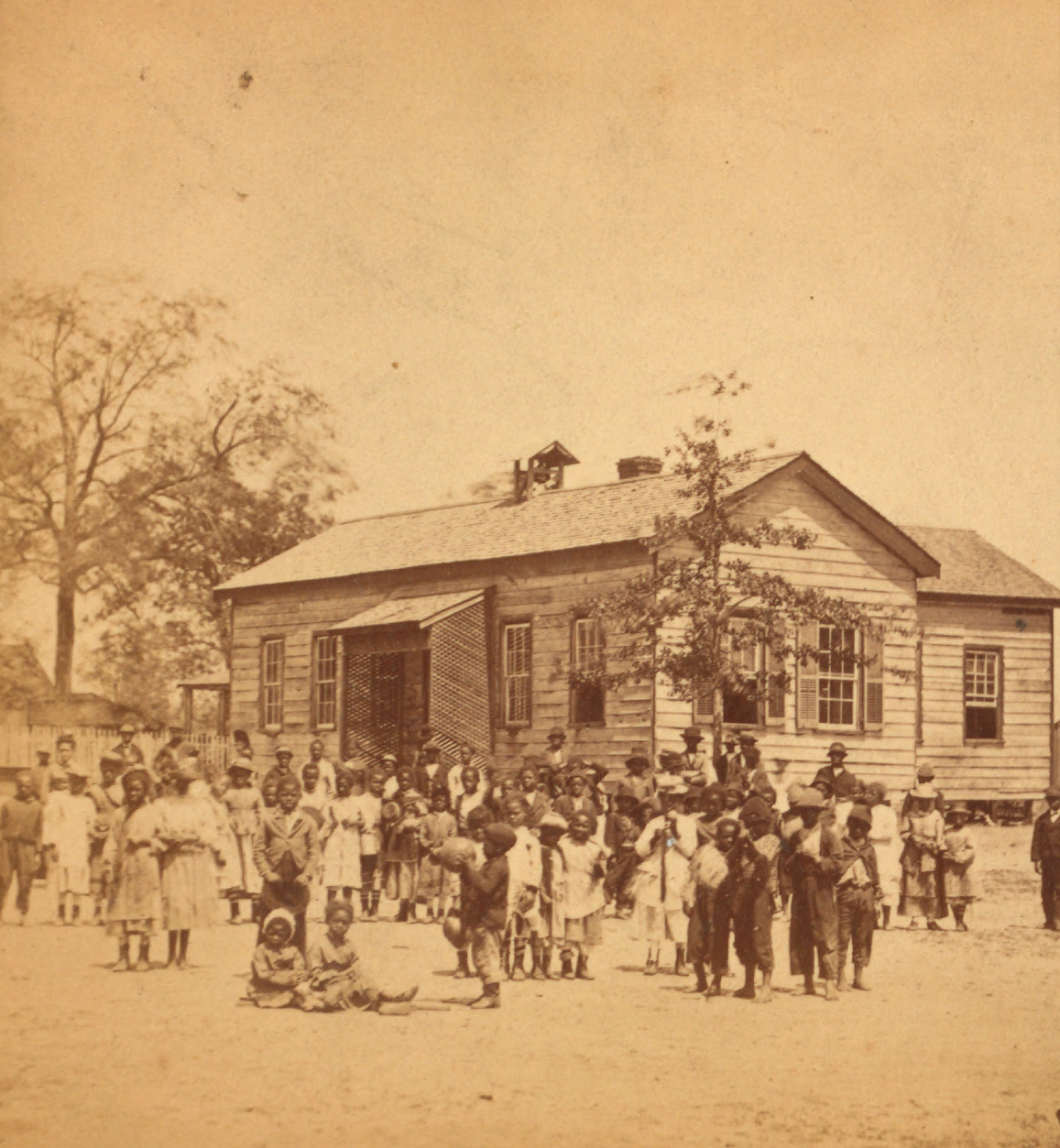
Una "scuola per negri" nella Carolina del Sud (1878).

### Scuole pubbliche
Lo storico James D. Anderson sostiene che gli schiavi liberati furono i primi uomini del sud "a fare un'assidua campagna per un sistema d'istruzione pubblica rivolto a tutti, donne comprese, che avrebbe dovuto essere supportato dallo Stato"; i neri presenti nella coalizione repubblicana ebbero un ruolo fondamentale nello stabilire tale principio nelle Costituzioni statali per la prima volta durante la "Ricostruzione del Congresso". Alcuni schiavi avevano imparato a leggere dai compagni di gioco bianchi quand'erano ancora bambini, o da altri schiavi prima che la loro istruzione formale venisse consentita per legge. Gli afroamericani iniziarono pertanto a fondare "scuole native" già prima del termine dello scontro armato. Le scuole religiose (Sabbath schools) furono un altro dei mezzi più diffusi che i liberti svilupparono per dare un'alfabetizzazione alla massa dei loro "fratelli". Quando i neri ottennero il suffragio, i primi politici neri portarono questo impegno per un'istruzione pubblica nelle Convenzioni costituzionali statali.
I Repubblicani crearono quindi un sistema scolastico pubblico aperto a tutti, che rimase però segregato per razza ovunque tranne che a New Orleans. Generalmente, furono aperti in ogni città istituti elementari e alcuni secondari e, occasionalmente, anche nelle campagne, ma il sud aveva poche città rispetto al nord. Le aree rurali dovettero pertanto affrontare molte difficoltà, sia nell'apertura sia successivamente nel mantenimento delle scuole pubbliche; nei piccoli paesi l'edificio scolastico consisteva in nient'altro che in una stanza approntata alla bell'e meglio e riusciva ad attirare circa la metà dei bambini più piccoli. Gli insegnanti erano mal pagati e la paga stessa risultò giungere spesso in ritardo.

La segregazione scolastica negli Stati Uniti d'America nell'istruzione pubblica prima della sentenza Brown contro l'ufficio scolastico di Topeka (1954).

Dopo la guerra i missionari provenienti dal Nord fondarono numerose accademie private e università per i liberti del Sud; ogni Stato inoltre fondò scuole statali, come la Alcorn State University (1871) nel Mississippi. Le università produssero generazioni di insegnanti che si distinsero per essere parte integrante dell'educazione dei bambini afroamericani sottoposti alla segregazione razziale: alla fine del XIX secolo la maggior parte degli afroamericani era letterata. Verso la fine del secolo il Governo federale istituì una legge che finanziò istituti universitari tecnici e agricoli, i land grant college, in tutti gli Stati Uniti; dopo aver rilevato che i neri venivano esclusi da questi istituti nel sud, nel 1890 premette sugli Stati meridionali perché trasformassero istituti superiori statali riservati ai neri in istituti universitari, così da fornire anche ai neri un'istruzione superiore, se volevano continuare a ricevere i fondi per le loro scuole bianche.

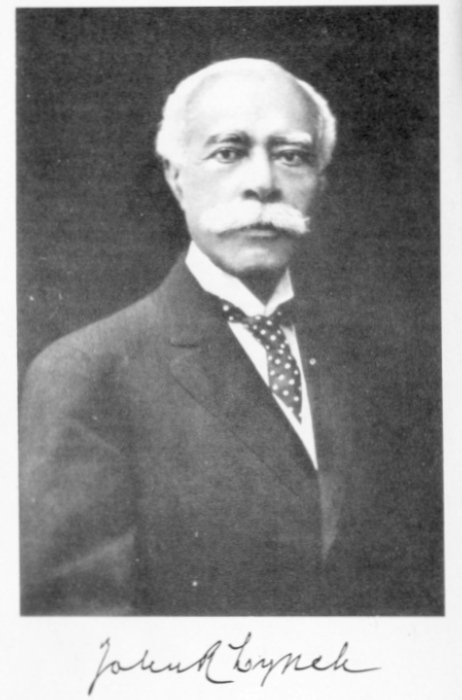
Una foto di John Roy Lynch.

Alcuni Stati classificarono i loro college per neri come istituti universitari tecnici. L'ex membro del Congresso John Roy Lynch (un afroamericano) ebbe l'occasione di scrivere: "Vi sono molti Democratici liberali, leali e influenti del Mississippi che sono molto favorevoli al fatto che lo Stato provveda all'istruzione superiore di entrambe le razze.

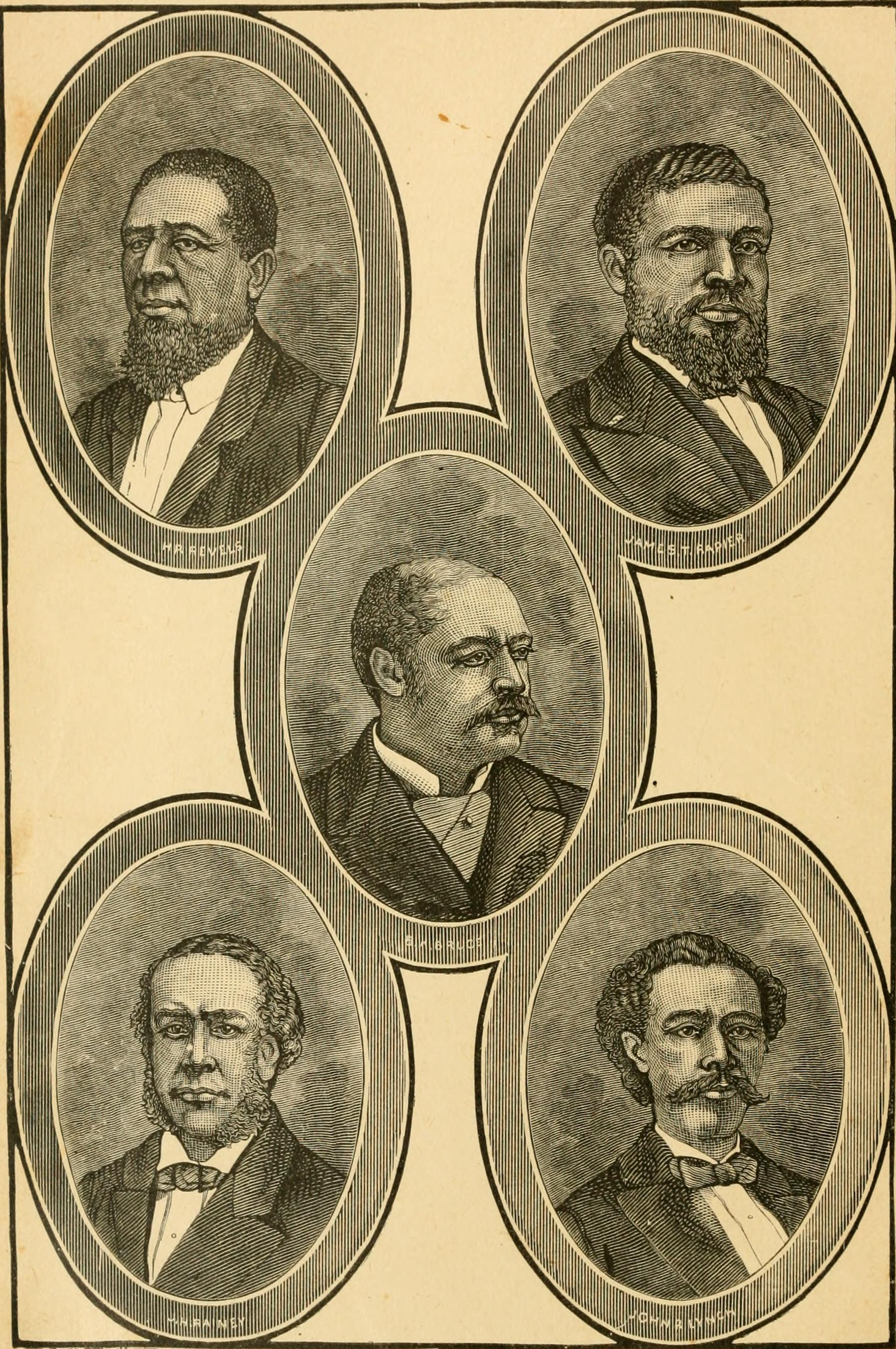
Ritratti di Hiram Rhodes Revels, James Thomas Rapier, Blanche Bruce, John Roy Lynch e Joseph Hayne Rainey.

### Sovvenzioni ed economia ferroviaria
Ogni Stato del sud sovvenzionava le ferrovie; ciò indusse i "modernizzatori" a ritenere che il sud avrebbe potuto uscire dall'isolamento e dalla povertà. Milioni di dollari in obbligazioni e sussidi finirono però intascati da operatori senza scrupoli; un gruppo di malfattori della Carolina del Nord spese 200.000 dollari statunitensi per corrompere il parlamento e ottenere milioni di finanziamenti. Invece di costruire una nuova rete, tuttavia, questa banda usò i fondi per speculare in borsa, rimborsare gli amici e godersi lussuosi viaggi in Europa; le tasse furono quadruplicate da una parte all'altra del Sud per pagare le obbligazioni ferroviarie e le scuole.
I contribuenti si lamentarono, in quanto la tassazione era sempre stata storicamente estremamente bassa, poiché l'élite dei proprietari di piantagioni non si era mai interessata alle infrastrutture e all'istruzione pubblica. Le imposte erano sempre state più basse al sud che al nord, cosa che si accompagnava alla mancanza di investimenti pubblici nel sud. Ciononostante si riuscì ad attivare migliaia di chilometri di linee, con un sistema di rete su rotaia che si espanse da 17.700 km nel 1870 a 46.700 km nel 1890; la proprietà e la gestione di queste erano in larga parte dei nordisti. Le ferrovie contribuirono anche a creare un certo numero di artigiani esperti in meccanica, rompendo l'isolamento di gran parte della regione. I passeggeri tuttavia rimasero scarsi e a parte il trasporto del raccolto di fibra di cotone durante la mietitura, vi fu un assai scarso traffico merci. Come spiega lo storico Franklin "numerose ferrovie attinsero ai fondi pubblici corrompendo i parlamenti... e attraverso l'uso e l'abuso improprio dei fondi statali"; l'effetto diretto, secondo un uomo d'affari del tempo, "era quello di togliere capitale allo Stato, paralizzare l'industria e conseguentemente deprimere anche la forza lavoro".

### Politica fiscale
| Anno  | Carolina del Sud                                                                                          | Mississippi |
| ----- | --- | --- |
| 1869  | 5 per mille (0.5%)                                                                                        | 1 per mille (0.1%) (il tasso più basso tra il 1822 e il 1898)                                                                               |
| 1870  | 9 per mille                                                                                               | 5 per mille |
| 1871  | 7 per mille                                                                                               | 4 per mille |
| 1872  | 12 per mille                                                                                              | 8,5 per mille |
| 1873  | 12 per mille                                                                                              | 12,5 per mille |
| 1874  | 10,3/10,8 per mille                                                                                       | 14 per mille (1.4%) "un tasso che praticamente equivaleva alla confisca" (il più alto tra il 1822 e il 1898)                                |
| 1875  | 11 per mille                                                                                              | |
| 1876  | 7 per mille                                                                                               | |
| Fonti | J. S. Reynolds, Reconstruction in South Carolina, 1865–1877 (Columbia, SC: The State Co., 1905), p. 329.. | J. H. Hollander,Studies in State Taxation with Particular Reference to the Southern States (Baltimore: Johns Hopkins Press, 1900), p. 192.. |

Chiamati a pagare le tasse sulla loro proprietà, essenzialmente per la prima volta, i proprietari delle piantagioni esternarono tutta la loro rabbia e cercarono di ribellarsi. I conservatori spostarono così la propria attenzione dal problema della razza a quello delle tasse. L'ex membro del Congresso John Roy Lynch, un leader Repubblicano afroamericano del Mississippi, scrisse in seguito:

## Conclusione

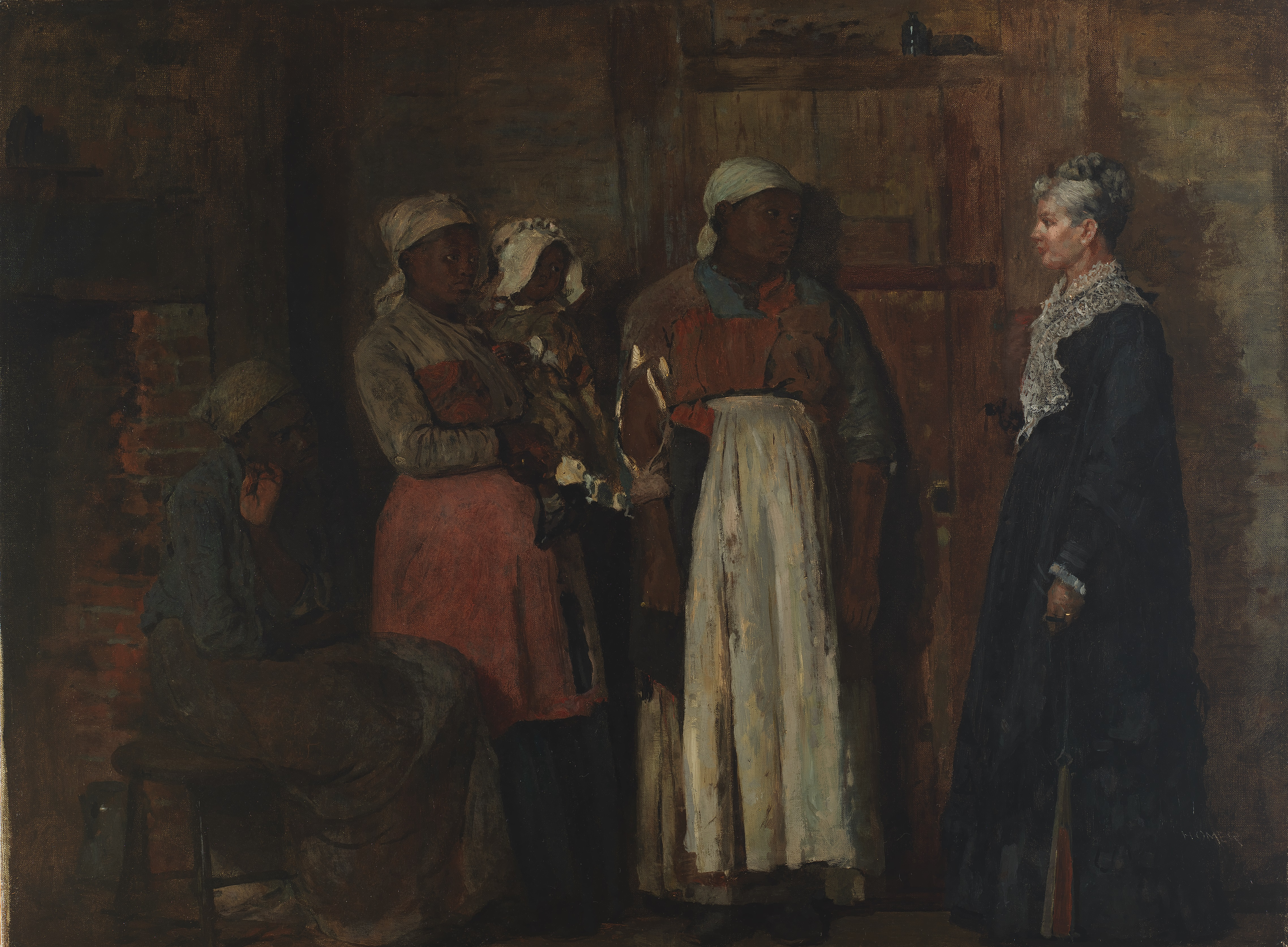
A Visit from the Old Mistress di Winslow Homer (1876).

### Democratici sudisti
Mentre gli scalawag tra i Repubblicani bianchi appoggiarono le misure intraprese a favore dei diritti civili dei neri, i bianchi conservatori vi si opposero, tipicamente; alcuni furono favorevoli all'uso della violenza contro i neri. Essi giustificarono sé stessi sfruttando l'ideale tipico dei bianchi americani di "resistenza contro un governo tirannico" e riuscirono a convincere molti cittadini bianchi.
Gli oppositori della Ricostruzione formarono partiti politici a livello di singolo Stato, affiliati al Partito Democratico nazionale e spesso chiamati "Partito conservatore". Sostennero, o tollerarono, i gruppi paramilitari violenti come la White League (Lega bianca) nella Louisiana e le Red Shirts (Camicie rosse) in Mississippi, nella Carolina del Nord e nella Carolina del Sud, che assassinavano e intimidivano i leader repubblicani sia bianchi sia afroamericani in periodo elettorale. Lo storico George C. Rable, professore emerito dell'Università dell'Alabama, definì tali gruppi "il braccio militare del Partito Democratico". Verso la metà degli anni 1870 i conservatori e i Democratici si erano affiliati al Partito Democratico nazionale, che sosteneva con entusiasmo la loro causa, mentre invece il Partito Repubblicano nazionale stava gradualmente perdendo interesse nei riguardi degli affari del sud.
Lo storico Walter Lynwood Fleming da parte sua, associato alla Dunning School degli inizi del XX secolo, descrive la rabbia crescente che vissero i bianchi sudisti:
Spesso questi meridionali bianchi s'identificarono come un "Partito Conservatore" o "Partito Democratico e Conservatore" per distinguersi dai Democratici nazionali e ottenere in tal maniera il sostegno dei vecchi membri del Partito Whig. Queste formazioni inviarono i loro delegati alla Convention nazionale democratica per le elezioni presidenziali del 1868, e smisero di usare nomi diversi tra il 1873 e il 1874.
La maggior parte dei bianchi tra i proprietari di piantagioni, tra gli uomini d'affari e nella classe contadina comune del sud si contrapposero ai diritti civili ai neri, ai carpetbagger e alla dominazione del governo militare, cercando di ristabilire la supremazia bianca. I Democratici nominarono alcuni afroamericani per alcune cariche pubbliche e provarono a attrarre altri neri dal Partito Repubblicano; quando tali tentativi di coinvolgere i neri fallirono, i proprietari di piantagioni si unirono ai semplici contadini nell'intento di rovesciare i governi repubblicani in carica. I proprietari terrieri, assieme con i loro alleati d'affari, dominarono la coalizione conservatrice che alla fine avrebbe ripreso il controllo nel sud. Avevano un atteggiamento paternalistico nei riguardi degli afroamericani, ma temevano che questi avrebbero aumentato le tasse e ostacolato gli affari.
Fleming descrisse a suo tempo i primi risultati ottenuti dal "movimento insurrezionale" come buoni e quelli successivi come sia buoni sia cattivi. Secondo l'autore (1907) il KKK: "mise a tacere i neri, rese la vita e la proprietà più sicure, diede protezione alle donne, cessò le devastazioni incendiarie, costrinse i leader radicali a essere più moderati, fece lavorare meglio i neri, costrinse il peggio dei leader radicali ad andarsene e ha messo i bianchi sulla via per ottenere la supremazia politica".
Il cattivo risultato, proseguì, era che elementi fuorilegge "usavano l'organizzazione come un mantello per coprire i loro misfatti... il linciaggio, com'è nelle abitudini di oggi [1907], è in gran parte dovuto a condizioni, sociali e legali, che nacquero e si svilupparono direttamente dalla Ricostruzione. Gli storici successivi però hanno rilevato che il maggior numero di linciaggi si verificò verso la fine del XIX secolo, pertanto decenni dopo la fine della Ricostruzione e proprio mentre i bianchi stavano imponendo le leggi Jim Crow e nuove Costituzioni statali che privavano i neri dei diritti civili. I linciaggi erano usati a scopo intimidatorio e di controllo sociale, maggiormente associati alle tensioni economiche e alle regolarizzazioni dei conti dei raccoglitori alla fine della stagione, che con qualsiasi altra ragione. Ellis Paxson Oberholtzer (uno studioso del Nord) nel 1917 spiegava:
Mentre la Ricostruzione proseguiva, le elezioni si accompagnavano con sempre più atti violenti da parte dei bianchi, nel tentativo di cacciare i Repubblicani dalle lor cariche e eliminare l'accesso al voto dei neri. Le vittime di tali atti criminali furono per la stragrande maggioranza afroamericani, come accadde nel corso del massacro di Colfax nel 1873. Dopo che il governo federale era riuscito a sopprimere il Klan durante la prima metà degli anni 1870, i gruppi di insorti bianchi cercarono di evitare il conflitto aperto con le forze federali. Nella battaglia di Liberty Place, avvenuta nel 1874, la White League entrò a New Orleans con 5.000 uomini armati, sconfiggendo le forze dell'ordine e la milizia e arrivando ad occupare per tre giorni gli uffici federali con l'intento esplicito di rovesciare il contestato governatore della Louisiana William Pitt Kellogg; ma si ritirarono prima che le truppe federali nel frattempo inviate raggiungessero la città. Nessuno di questi rivoltosi fu mai processato. Le loro tattiche elettorali prevedevano violente intimidazioni nei riguardi degli elettori afroamericani e Repubblicani nel corso di tutta la campagna elettorale, evitando il conflitto con l'esercito e le forze militari statali, per poi ritirarsi completamente nel giorno delle elezioni. La reazione conservatrice proseguì sia al nord sia al sud; il movimento dei white liners, per eleggere i candidati della supremazia bianca, raggiunse anche l'Ohio nel 1875.

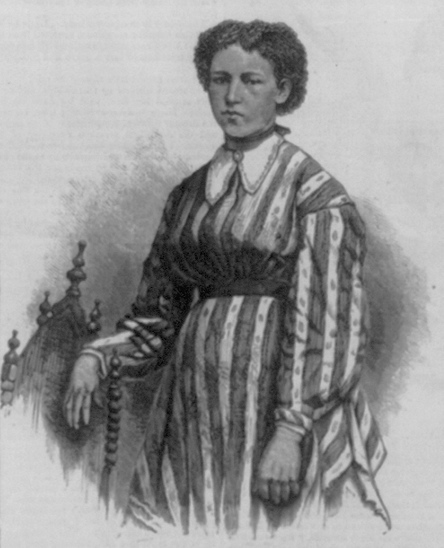
La diciassettenne insegnante afroamericana Julia Hayden, assassinata dalla White League a Hartsville (Tennessee) nel 1874.

### Redeemers (1873-77)
I Redeemers ("riscattatori" o "liberatori") erano gli alleati sudisti dei Democratici Bourbon, la corrente conservatrice, favorevole al mondo degli affari del Partito Democratico. Essi cercavano di recuperare il potere politico, ristabilire la supremazia dei bianchi e cacciare i Repubblicani Radicali. Guidati da ricchi proprietari di piantagioni, uomini d'affari e professionisti, dominarono la politica della maggior parte del sud dagli anni 1870 al 1910.

#### Scissione Repubblicana nel 1872
Già nel 1868 il Presidente della Corte Suprema Salmon Portland Chase, uno dei massimi leader radical durante la guerra di secessione americana concludeva che:
Nel 1872 la presidenza di Ulysses S. Grant si era oramai alienata un gran numero di Repubblicani, tra cui molti radical, per colpa della corruzione dilagante che attraversava la sua amministrazione, oltre che per l'uso dei militari a sostegno di governi radicali negli Stati del sud. Gli oppositori, denominatisi Liberal Republicans includevano tra le loro file i fondatori del Partito, che esprimevano sgomento per il fatto che il loro partito fosse pervaso dalla corruzione. I Repubblicani furono ulteriormente disgregati dalla continua montante violenza dei bianchi contro i neri nel sud, in special modo nel corso di ogni periodo elettorale, il che dimostrò che la guerra civile non si era conclusa e che i cambiamenti rimanevano fragili. Tra i principali capi repubblicani vi erano i direttori di alcuni dei giornali più potenti della nazione. Il senatore per il Massachusetts Charles Sumner, amareggiato per la corruzione presente nell'amministrazione presidenziale, aderì al nuovo partito che nominò come proprio candidato il direttore di giornali Horace Greeley; subito dopo anche i Democratici, molto mal organizzati in quell'occasione, finirono con il sostenerlo. Il presidente in carica Ulysses S. Grant compensò le defezioni con nuovi acquisizioni tra i veterani dell'Unione, grazie al forte sostegno della corrente politica degli Stalwarts (dipendente interamente dal suo patrocinio) e anche dei Repubblicani del Sud.
Grant vinse con il 55,6% dei voti popolari contro il 43,8% di Greeley. Il "Liberal Republican Party" scomparve subito dopo, e molti suoi sostenitori, anche ex abolizionisti, abbandonarono la causa della Ricostruzione.

#### La coalizione repubblicana al sud si frammenta
Nel sud le tensioni politiche e razziali si accumularono all'interno dei Repubblicani mentre subivano l'offensiva dei Democratici. Nel 1868 gli esponenti democratici della Georgia, con il sostegno anche di alcuni Repubblicani, espulsero tutti i 28 membri afroamericani dalla Camera dei rappresentanti della Georgia sostenendo che i neri potevano votare ma non detenere cariche pubbliche. Nella maggior parte degli Stati gli scalawag, più conservatori, furono in competizione con i maggiormente radicali carpetbagger e i loro alleati neri. Gran parte dei 430 giornali repubblicani del sud erano pubblicati da scalawag, solo il 20% era nelle mani dei carpetbagger. Gli uomini d'affari bianchi generalmente boicottavano i giornali repubblicani, che sopravvivevano soltanto grazie al sostegno finanziario governativo. Tuttavia nelle battaglie sempre più aspre all'interno del Partito gli scalawag solitamente persero posizioni; molti dei perdenti scontenti passarono nelle file conservatrici o democratiche. Nel Mississippi la corrente conservatrice guidata dallo scalawag James Lusk Alcorn (governatore del Mississippi dal 1871 al 1872) venne decisamente sconfitta da quella radical diretta dal carpetbagger Adelbert Ames. Il Partito vide così il proprio consenso erodersi in modo costante, mentre molti scalawag lo abbandonarono, sostituiti da ben pochi nuovi arrivati.
La contesa tra Repubblicani più aspra si svolse nell'Arkansas, dove le due parti presero le armi e si scontrarono nelle strade con un conto finale stimato di più di 220 vittime in quella che fu chiamata la guerra Brooks-Baxter. La fazione carpetbagger di Elisha Baxter alla fine prevalse contro quella di Joseph Brooks quando intervenne direttamente il governo federale, ma entrambe le parti risultarono gravemente indebolite tanto che presto i Democratici ripresero il potere.Nel frattempo Stato dopo Stato i liberti chiedevano una quota maggiore di cariche pubbliche e di nomine, riducendo quella dei loro alleati carpetbagger, ma non raggiungendo mai la loro percentuale nella popolazione. La recessione finanziaria seguita al panico del 1873 accrebbe la pressione sui governi della Ricostruzione, dissolvendo in larga parte i progressi fatti. Alla fine alcuni dei liberti più ricchi si unirono ai Democratici in quanto esasperati dal fatto che i Repubblicani non riuscivano ad aiutarli ad acquistare terreni. Il sud era scarsamente popolato, solo il 10% del territorio della Louisiana era coltivato ed il 90% dei terreni alluvionali del Mississippi non erano sviluppati nelle aree lontane dal lungofiume; tuttavia, i liberti spesso non riuscivano ad ottenerne una parte. Sperarono in un primo tempo che il governo li avrebbe aiutati ad acquistare la terra da lavorare; solo la Carolina del Sud istituì una ridistribuzione di terra, creando una commissione fondiaria per il reinsediamento di circa 14.000 famiglie di schiavi liberati e alcune di bianchi poveri, su terreni preventivamente acquistati dallo Stato.
Sebbene storici come William Edward Burghardt Du Bois celebrassero l'istituzione di una "coalizione razziale" composta da bianchi e neri poveri, una situazione del genere si formò assai raramente in quegli anni. Scrivendo nel 1915 l'ex deputato afroamericano della Camera dei rappresentanti John Roy Lynch, ricordando la personale esperienza in qualità di leader della comunità nera nel Mississippi, spiegò che:
Lynch riferiva che i poveri bianchi non gradirono la competizione sul mercato del lavoro dei liberti. Inoltre, i poveri bianchi:

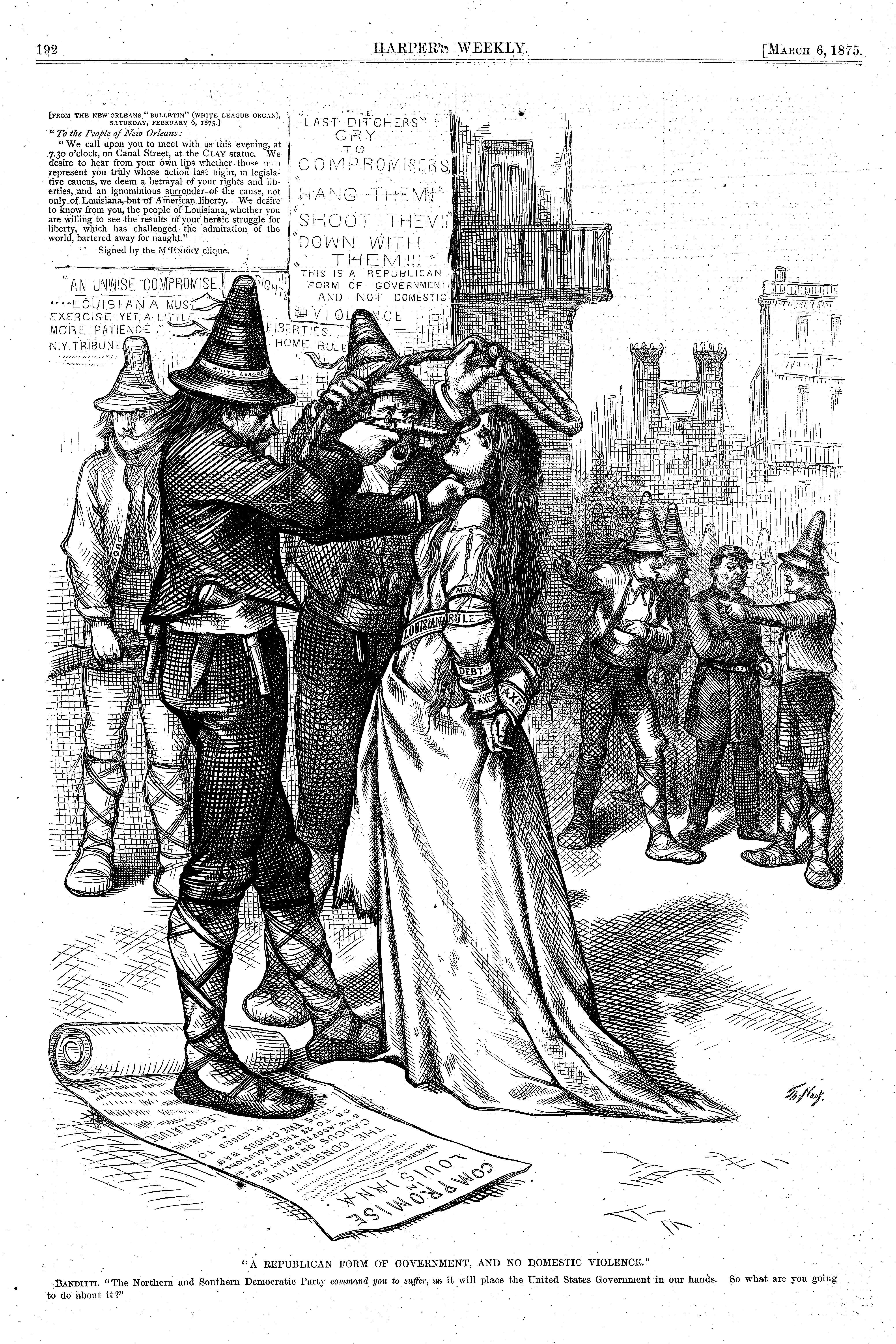
Vignetta editoriale di Thomas Nast su Harper's Weekly inerente al Compromesso Wheeler per la Louisiana: "Una forma di governo repubblicana e nessuna violenza domestica" (6 marzo 1875).

### I Democratici cercano una "nuova partenza"
Dal 1870 circa in poi il Partito Democratico-Conservatore nel sud decise che doveva porre fine alla sua pregiudiziale opposizione alla Ricostruzione e al suffragio nero per sopravvivere, concentrandosi su altri problemi. La presidenza di Ulysses S. Grant aveva dimostrato con l'eradicazione del Ku Klux Klan che avrebbe usato tutta la forza federale necessaria per reprimere le aperte aggressioni contro gli afroamericani; i Democratici nordisti si ritrovarono d'accordo con i loro colleghi sudisti. Vollero pertanto riprendere a combattere il Partito Repubblicano sui temi economici piuttosto che sui problemi razziali. La "nuova partenza" (new departure) offrì la possibilità di un programma politico nuovo, senza riaprire le ferite della guerra civile a ogni elezione; molti ricchi proprietari terrieri del profondo Sud inoltre pensavano di riuscire a controllare a proprio vantaggio una larga parte dell'elettorato nero appena affrancato.
Non tutti i Democratici si trovarono però d'accordo, una corrente di ribellione violenta continuò a "resistere" alla Ricostruzione, quale che essa fosse. Alla fine un gruppo denominato Redeemers ("riscattatori" o "liberatori") assunse il controllo del partito negli Stati Uniti meridionali; formarono coalizioni con i Repubblicani più conservatori, compresi gli scalawag e i carpetbagger, facendo leva sulla necessità di una rapida modernizzazione economica. Sottolineavano l'importanza dell'ampliamento della rete ferroviaria, intesa come una panacea perché necessitava di capitali del Nord. Le nuove tattiche ebbero il successo sperato nella Virginia, dove William Mahone mise assieme una coalizione che risultò vincente. Nel Tennessee i redeemer si allearono con il governatore repubblicano Dewitt Clinton Senter. Un po' in tutto il sud i Democratici passarono dalla questione razziale alle misure economiche e alla lotta contro la corruzione, accusando i governi avversari di essere per lo più corrotti e inefficaci. Con la continua diminuzione dei prezzi del cotone, le tasse mettevano in difficoltà gli agricoltori, che avevano poco contante e raramente vedevano più di 20 dollari in valuta all'anno: dovevano però pagare le tasse in contanti se non volevano perdere le proprie aziende. Ma i maggiori proprietari di piantagioni, che non avevano mai pagato tasse in precedenza, spesso giungevano a recuperare le loro proprietà anche dopo l'eventuale confisca.

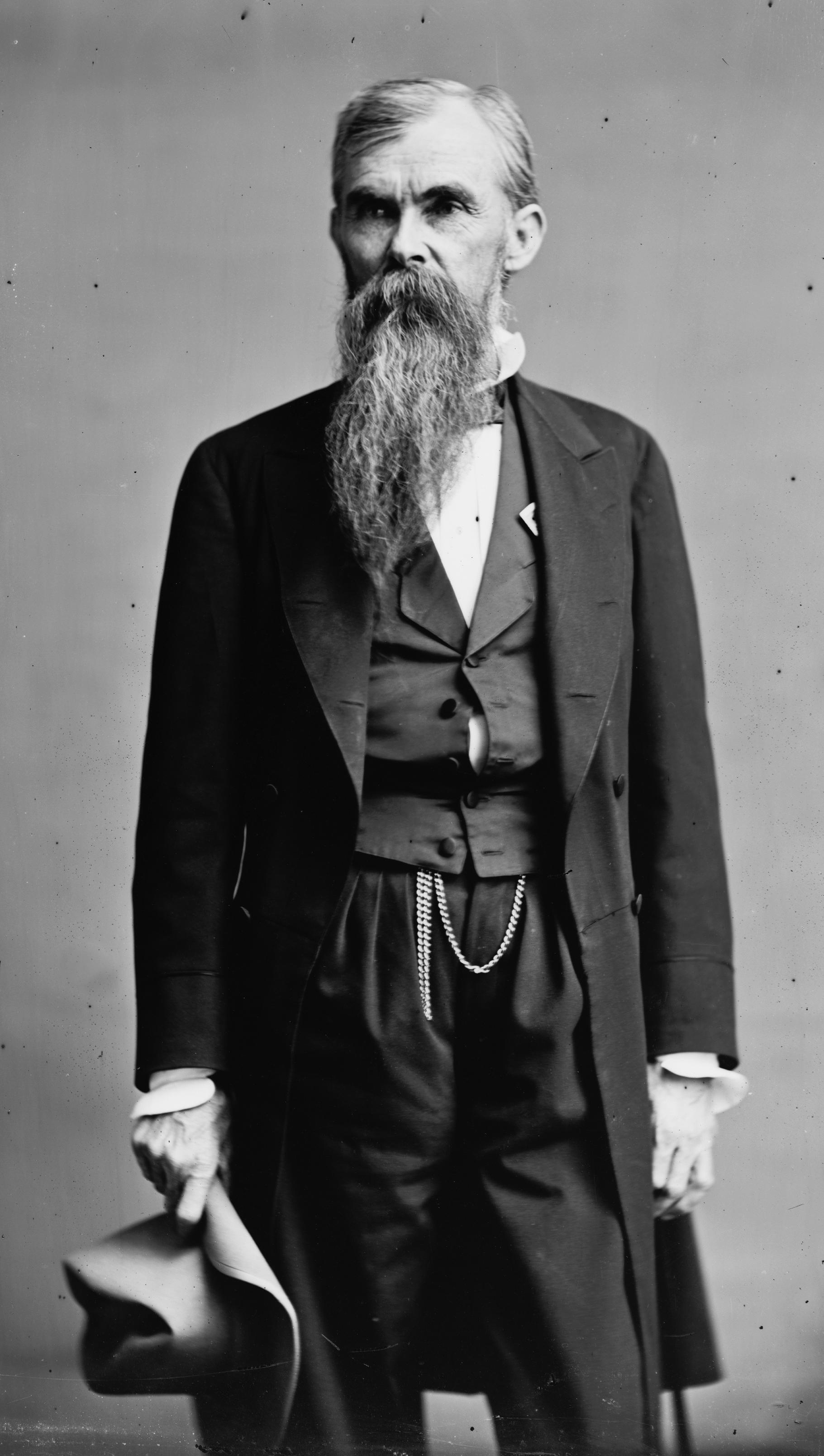
William Mahone in una foto di Mathew B. Brady.

Il governatore della Carolina del Nord, il repubblicano William Woods Holden, fece uso delle truppe statali contro il Klan, anche se la maggior parte degli arrestati vennero presto fatti rilasciare dai giudici federali; egli divenne il primo governatore della storia degli Stati Uniti a essere messo sotto accusa e a venire rimosso dal suo incarico. Le forti dispute interne ai Repubblicani nella Georgia fratturarono il partito permettendo così ai redeemer di conquistare il potere.
Nel nord un'intima attitudine a "vivere e lasciar vivere" rese la campagna elettorale più simile a una competizione sportiva; ma nel profondo sud molti cittadini bianchi non si erano ancora riconciliati né con la sconfitta bellica né con la concessione della cittadinanza ai liberti. Come ebbe l'occasione di spiegare uno scalawag dell'Alabama: "La nostra battaglia qui è per la vita, per il diritto di guadagnarci il nostro pane... per una considerazione decente e rispettosa degli esseri umani e dei membri della società".

### Panico del 1873
Il panico del 1873, a cui fece seguito quella che allora fu chiamata "grande depressione", colpì duramente l'economia del sud e disilluse molti Repubblicani, i quali avevano scommesso che lo sviluppo ferroviario avrebbe una volta per tutte allontanato la povertà dagli Stati meridionali. Il prezzo del cotone si dimezzò; molti piccoli proprietari terrieri, commercianti locali e grossisti fecero bancarotta. La mezzadria per gli agricoltori bianchi e neri divenne sempre più comune, per ridurre il rischio di possedere la terra; contemporaneamente gli abolizionisti della prima ora del nord stavano invecchiando, o avevano perduto interesse, e non trovava sostituito. Molti carpetbagger tornarono al nord, quando non si unirono ai redeemer. I neri avevano acquisito una voce più forte tra i Repubblicani, ma proprio al Sud il partito si ritrovò diviso da lotte interne e stava perdendo coesione. Molti leader afroamericani locali presero a sottolineare il progresso economico individuale cooperando con le élite bianche, piuttosto che il progresso politico razziale opponendosi ad essa: un atteggiamento in un certo senso conservatore prefigurante quello di Booker T. Washington.

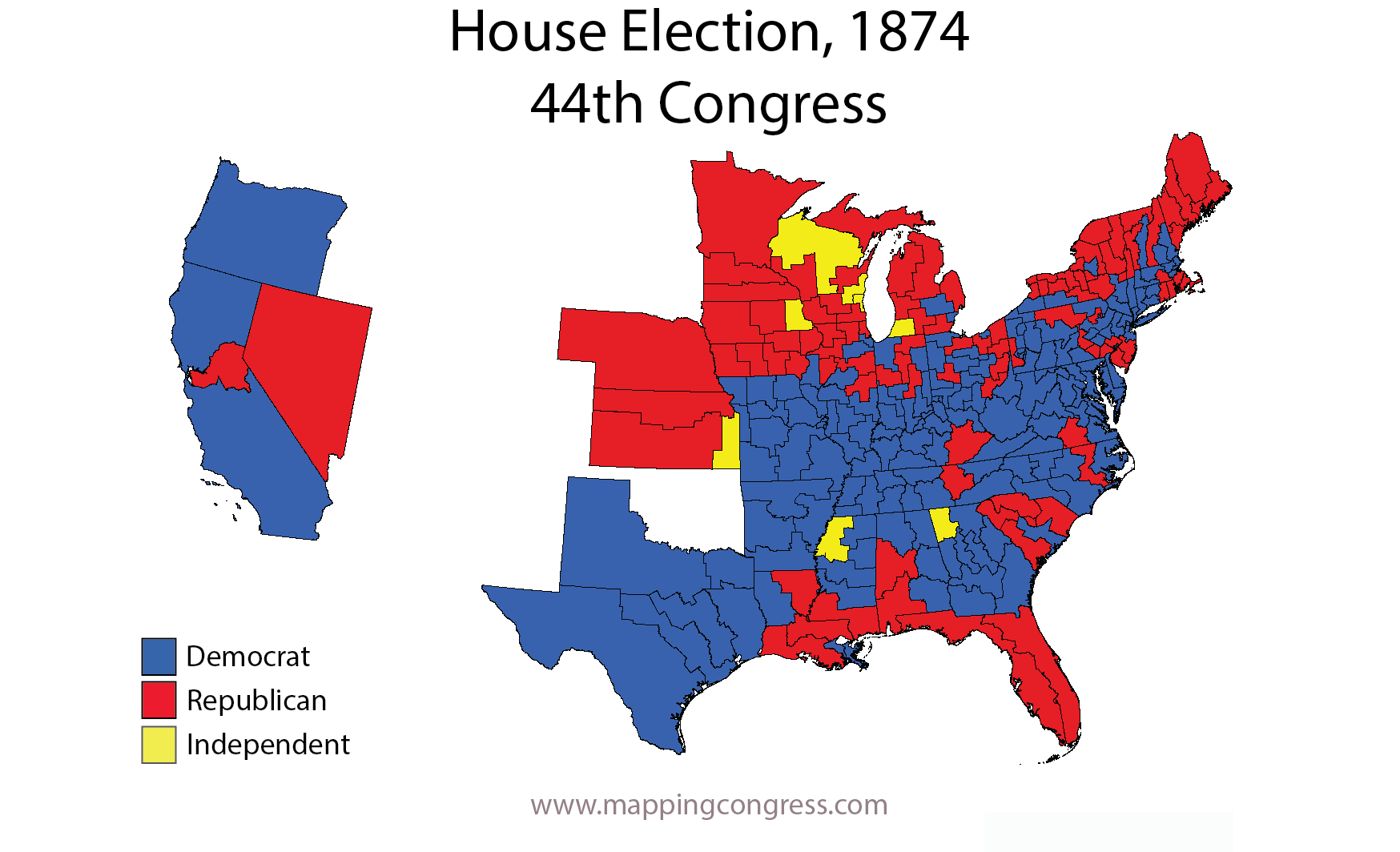
Mappa dei risultati elettorali del 1874 per il 44º Congresso

A livello nazionale la presidenza di Ulysses S. Grant venne additata quale causa scatenante della recessione; il Partito Repubblicano perse ben 96 seggi praticamente in tutte le regioni del paese alle elezioni di metà mandato del 1874. I Democratici Bourbon assunsero il controllo della Camera dei rappresentanti e confidavano nella vittoria di Samuel Tilden alle elezioni presidenziali del 1876. Il presidente Ulysses S. Grant non si ricandidò per un terzo mandato e parve perdere del tutto l'interesse nei confronti del Sud; gli Stati Uniti meridionali caddero così nelle mani dei redeemer, con solamente quattro Stati federati rimasti repubblicani nel 1873: Arkansas, Louisiana, Mississippi e Carolina del Sud. L'Arkansas poi cadde a seguito della violenta guerra Brooks-Baxter che, nel 1874, frammentò irrimediabilmente il partito.

### Violenze
Nel profondo Sud gli atti d'intimidazione e violenza crebbero in proporzione al sorgere di nuovi gruppi di "ribelli insurrezionalisti", tra cui si distinsero le Red Shirts nel Mississippi, nella Carolina del Nord e nella Carolina del Sud e la White League in Louisiana. Qui, le contestate elezioni del 1872 videro i candidati di entrambi gli schieramenti, e i loro sostenitori, festeggiare la vittoria mentre lo spoglio dei voti era ancora in corso.

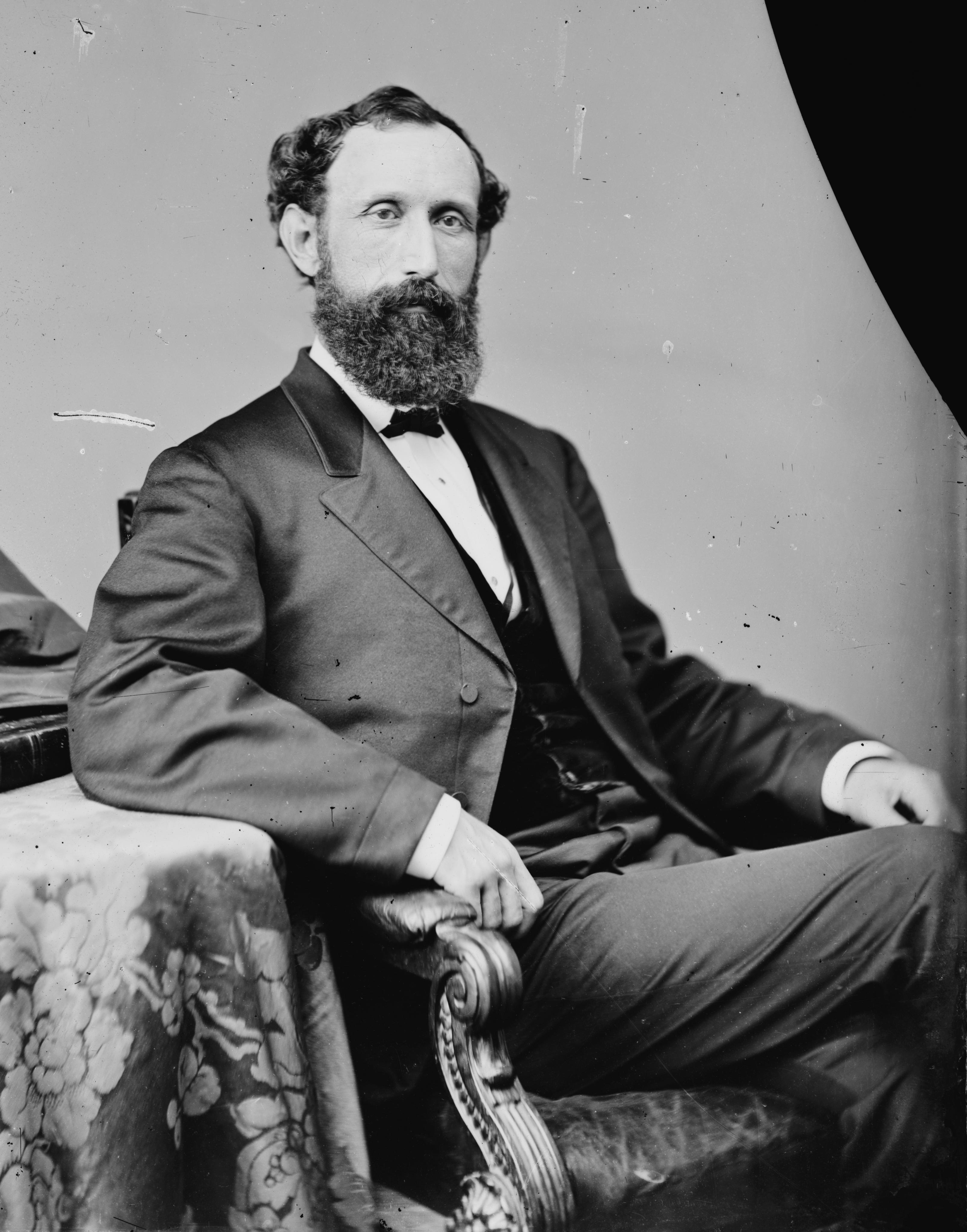
Foto di William Pitt Kellogg.

Entrambi certificarono autonomamente la vittoria dei propri candidati in molte circoscrizioni, aumentando le tensioni; solo l'intervento del governo federale aiutò alla fine a certificare la vittoria a governatore del repubblicano William Pitt Kellogg.
Candidati per le cariche locali furono proclamati vincitori da entrambi i partiti. Nella zona rurale della parrocchia di Grant nella valle del Red River i liberti, temendo un colpo di mano da parte del braccio armato del Partito Democratico nel tentativo di rovesciare il governo municipale, rafforzarono le difese nel piccolo tribunale di Colfax alla fine di marzo 1873. La milizia bianca si radunò a poche miglia di distanza al di fuori dell'insediamento: voci e paure abbondarono in entrambi i lati. William Ward, un veterano di guerra afroamericano dell'Union Army e capitano della milizia, radunò la propria compagnia a Colfax e si diresse verso il tribunale. La domenica di Pasqua, il 13 aprile, i rivoltosi bianchi attaccarono i difensori del tribunale. Non venne mai alla luce con certezza l'identità di colui che per primo sparò contro uno dei capi bianchi, dopo che gli assediati avevano offerto di arrendersi.

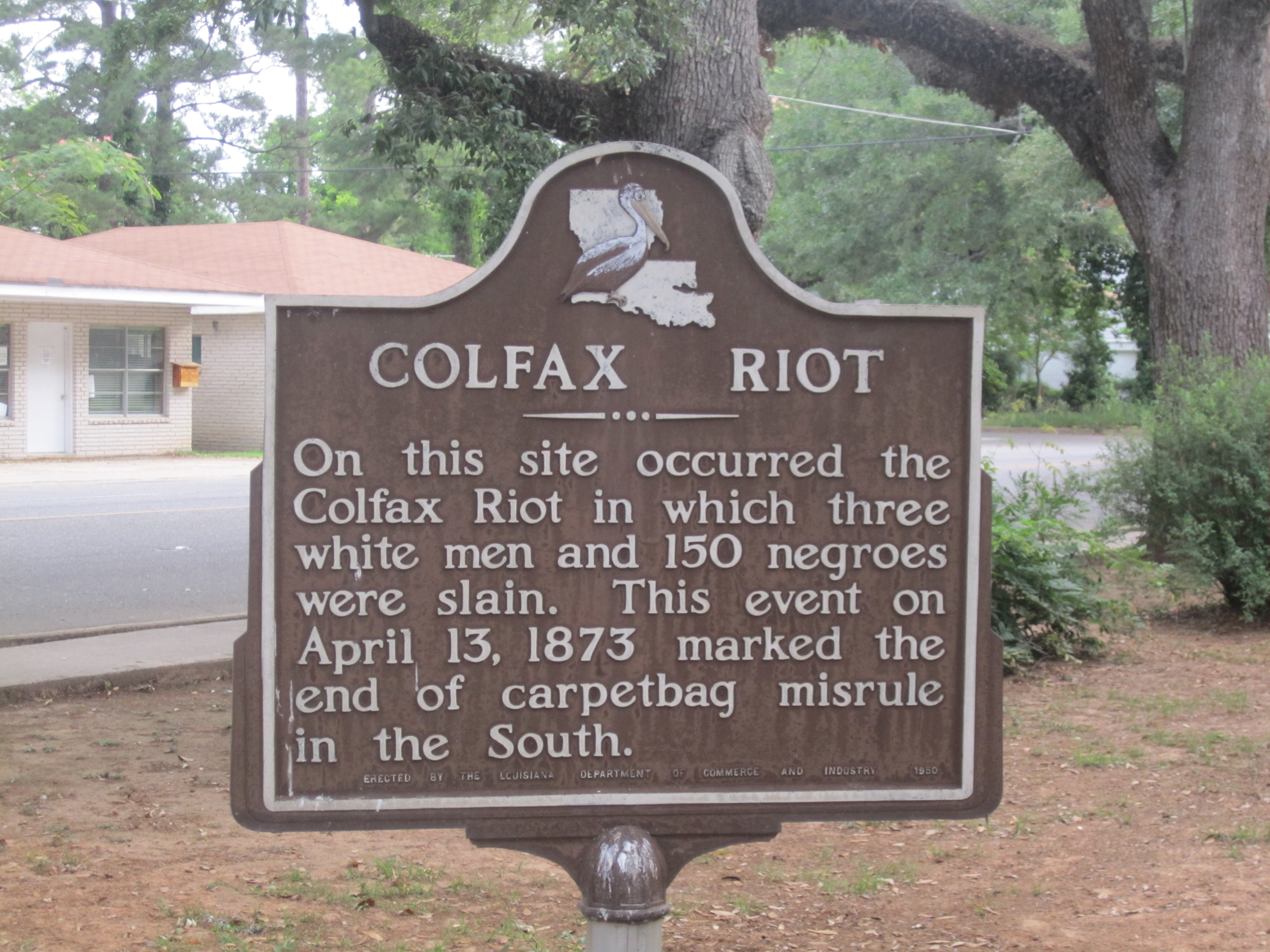
Cartello indicatore storico commemorante il massacro di Colfax avvenuto nel 1873.

L'episodio fece scoppiare il caos; al termine dei combattimenti rimasero a terra tre bianchi e non meno di 120-150 neri: altri 50 vennero uccisi quella sera stessa mentre si trovavano detenuti come prigionieri. Il numero sproporzionato di morti afroamericani e le prove di corpi brutalizzati è la motivazione principale per cui gli storici contemporanei lo definiscono il massacro di Colfax piuttosto che la "rivolta di Colfax", come era noto a livello locale.
Questo segnò l'inizio di un'intensa campagna di rivolte e di aggressioni agli eletti repubblicani e ai liberti in tutta la Louisiana, che poi si estese negli Stati federati vicini. Il giudice T. S. Crawford e il procuratore distrettuale P. H. Harris del 12º distretto giudiziario vennero uccisi in un agguato svoltosi l'8 ottobre 1873, mentre stavano andando a cavallo al tribunale. Una delle due vedove scrisse al Dipartimento di Giustizia che il marito fu ucciso perché era un uomo fedele all'Unione, raccontando anche "gli sforzi fatti per proteggere chi ha commesso il crimine". La violenza politica divenne endemica in gran parte della Louisiana. Nel 1874 varie milizie bianche si riunirono in vere e proprie organizzazioni paramilitari come la "White League", a partire dalle parrocchie civili della valle del Red River. La nuova struttura operava pubblicamente ed aveva chiari obiettivi politici: il rovesciamento violento del potere repubblicano e la soppressione del voto nero. Sue sezioni si formarono in molte località rurali, ricevendo finanziamenti da uomini facoltosi per approvvigionarsi di armi. Nel massacro di Coushatta del 1874 la White League assassinò sei bianchi repubblicani impegnati nella difesa dei diritti civili e da 5 a 20 testimoni neri appena fuori dai confini della cittadina di Coushatta, nella parrocchia di Red River. Quattro delle vittime bianche erano imparentate col il deputato repubblicano della circoscrizione, sposato con una donna del luogo; in tre erano nativi della regione.

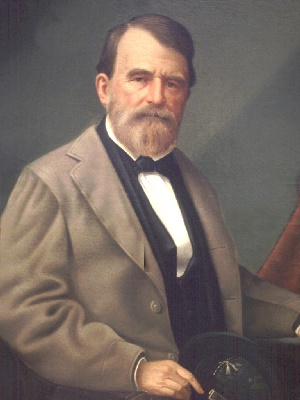
Ritratto di John McEnery.

Sempre nel 1874 la "Lega Bianca" compì un serio tentativo di spodestare il governatore repubblicano Kellogg, la cui elezione nel 1872 aveva suscitato dispute che sembravano assopite. Circa 5.000 uomini armati si riunirono a New Orleans per affrontare e sopraffare le forze della polizia metropolitana e delle milizie statali: un colpo di Stato che avrebbe dovuto condurre al potere John McEnery. I terroristi bianchi riuscirono ad occupare sia il municipio sia l'aula parlamentare statale, ma prudentemente si ritirarono prima del sopraggiungere delle truppe federali di rinforzo. Kellogg aveva già richiesto urgentemente dei rinforzi e la presidenza di Ulysses S. Grant aveva alla fine risposto inviando altre truppe per reprimere la violenza diffusa in tutte le aree di piantagione lungo la valle del Red River, che si aggiungevano ai 2.000 soldati già presenti.
Allo stesso modo le Red Shirts, un altro gruppo paramilitare, sorse nel 1875 tra il Mississippi e le due Caroline. Come le associazioni armate White League e White Liner, che contavano 20.000 aderenti nella sola Carolina del Nord, questi gruppi operarono come un "braccio militare del Partito Democratico", intenzionato a ripristinare la "legalità suprematista" del potere bianco.
Sia i Democratici sia molti Repubblicani del Nord concordavano sul fatto che il nazionalismo secessionista e lo schiavismo fossero morti, e che quindi gli obiettivi della guerra erano stati raggiunti; pertanto un'ulteriore interferenza militare federale avrebbe rappresentato una violazione antidemocratica dei valori storici del repubblicanesimo. La vittoria di Rutherford B. Hayes nelle molto combattute elezioni a governatore dell'Ohio nel 1875 indicò che la sua politica di disimpegno nei riguardi del Sud sarebbe divenuta la linea dei Repubblicani a livello nazionale, come accadde quando conquistò la nomina a candidato presidenziale.
Un'esplosione di violenza accompagnò l'intera campagna elettorale del 1875 nel Mississippi, in cui le "Red Shirts" e le associazioni armate democratiche, operando apertamente, minacciarono o spararono ad abbastanza Repubblicani da vincere le elezioni ai Democratici. Centinaia furono i morti afroamericani.

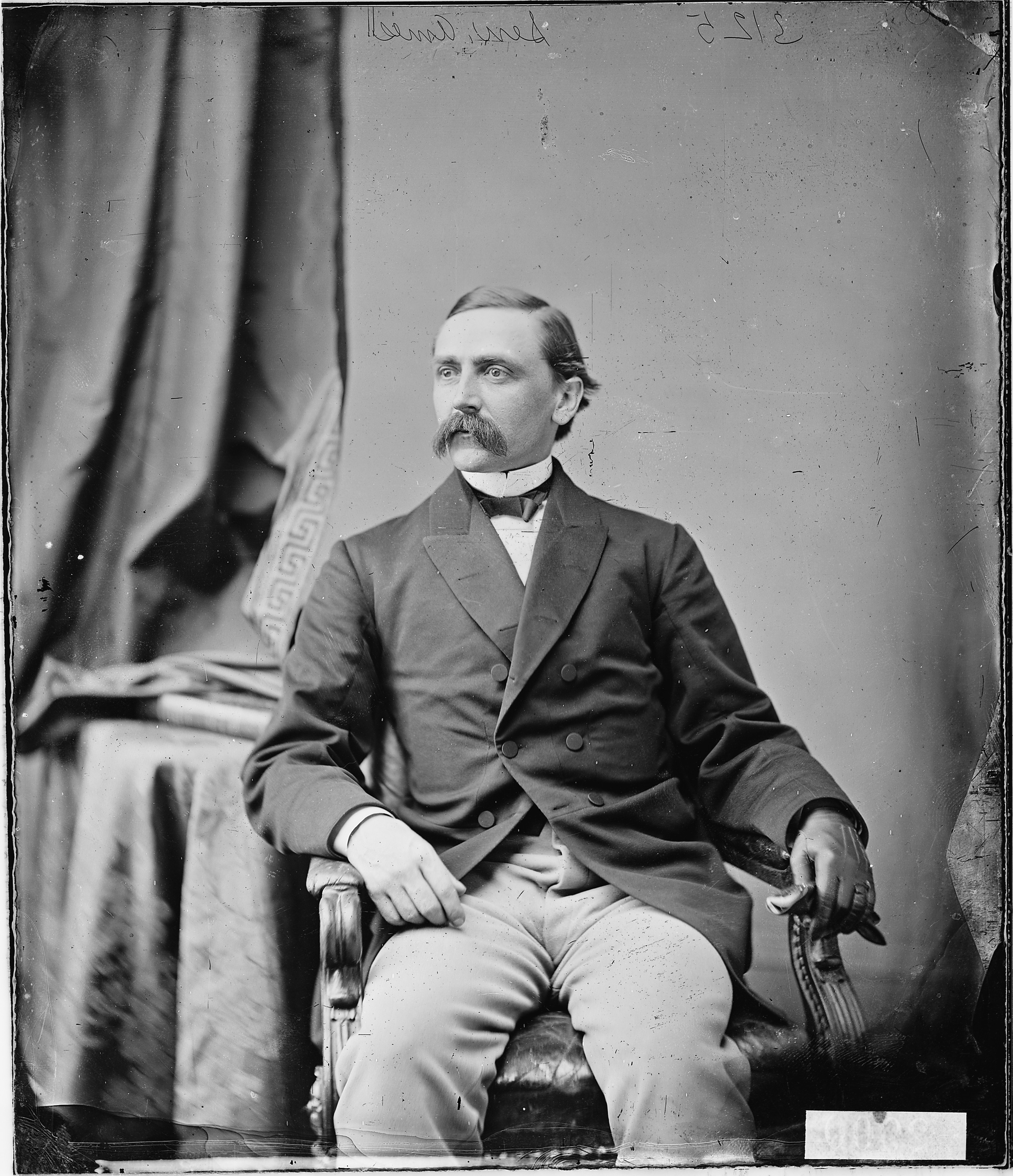
Adelbert Ames in una foto di Mathew B. Brady.

Il governatore del Mississippi, il repubblicano radicale Adelbert Ames, chiese al presidente Grant il contrattacco delle truppe federali; questi inizialmente rifiutò, asserendo che l'opinione pubblica era stanca dei "perenni problemi del Sud". Ad Ames non rimase altro che fuggire dallo Stato mentre i Democratici s'impadronivano del potere.
Le campagne elettorali e le elezioni del 1876 furono contrassegnate da ulteriori omicidi e attacchi contro i Repubblicani in Louisiana, nelle due Caroline e in Florida.

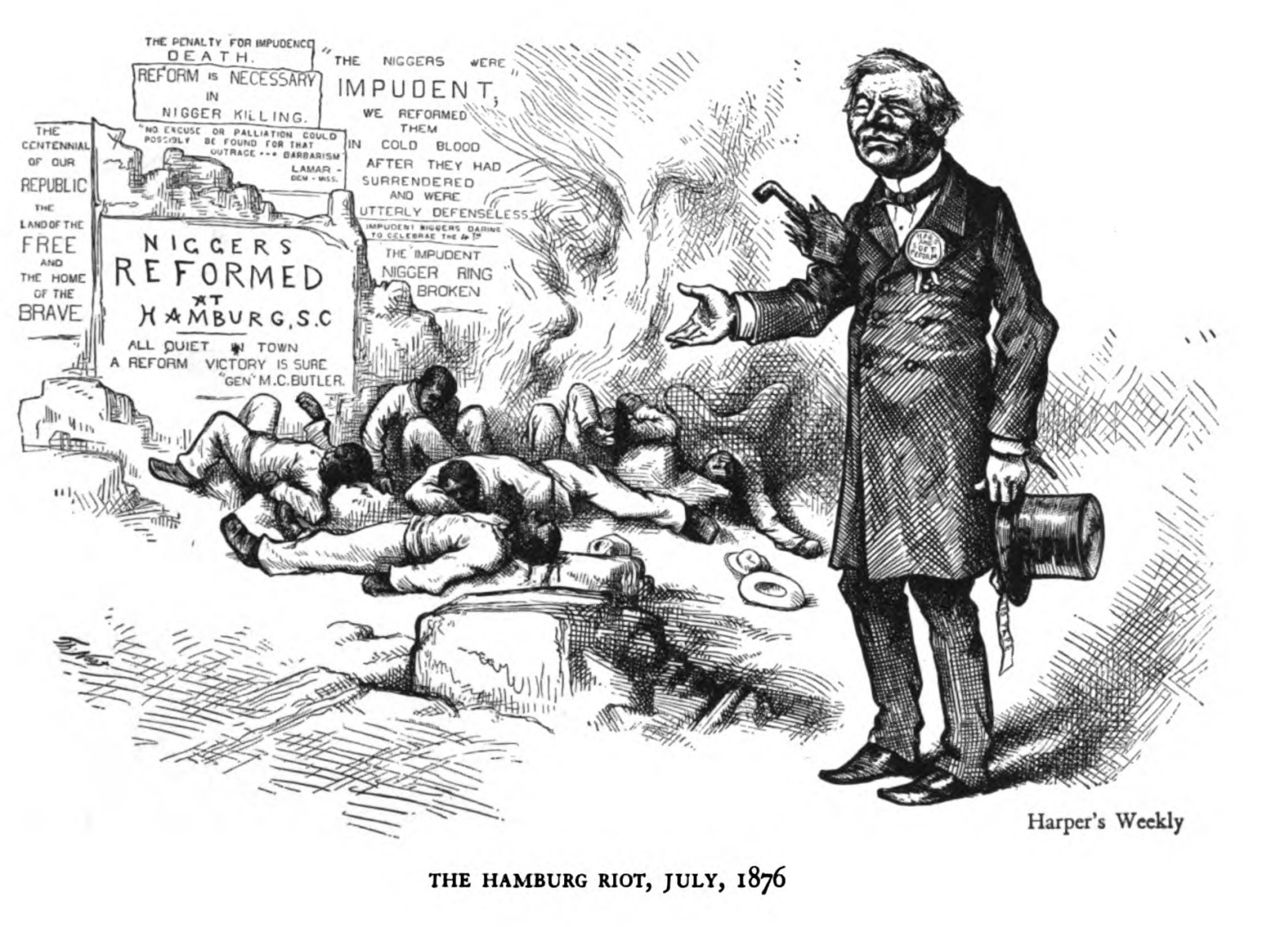
Illustrazione di Harper's Weekly che descrive il massacro di Hamburg avvenuto nel 1876.

Nella Carolina del Sud la campagna elettorale venne caratterizzata da un'esplosione di rapine e di omicidi ai danni dei liberti; i terroristi delle Red Shirts sfilarono in parata con le armi in pugno dietro i candidati Democratici. Uccisero neri nei massacri di Hamburg e di Ellenton, in Carolina del Sud. Uno storico ha stimato in 150 il numero degli afroamericani uccisi nelle settimane immediatamente precedenti al giorno delle elezioni in tutta la Carolina del Sud; le Red Shirts riuscirono ad impedire di votare a quasi tutti i neri in due contee a maggioranza nera. Furono attive anche nella Carolina del Nord.

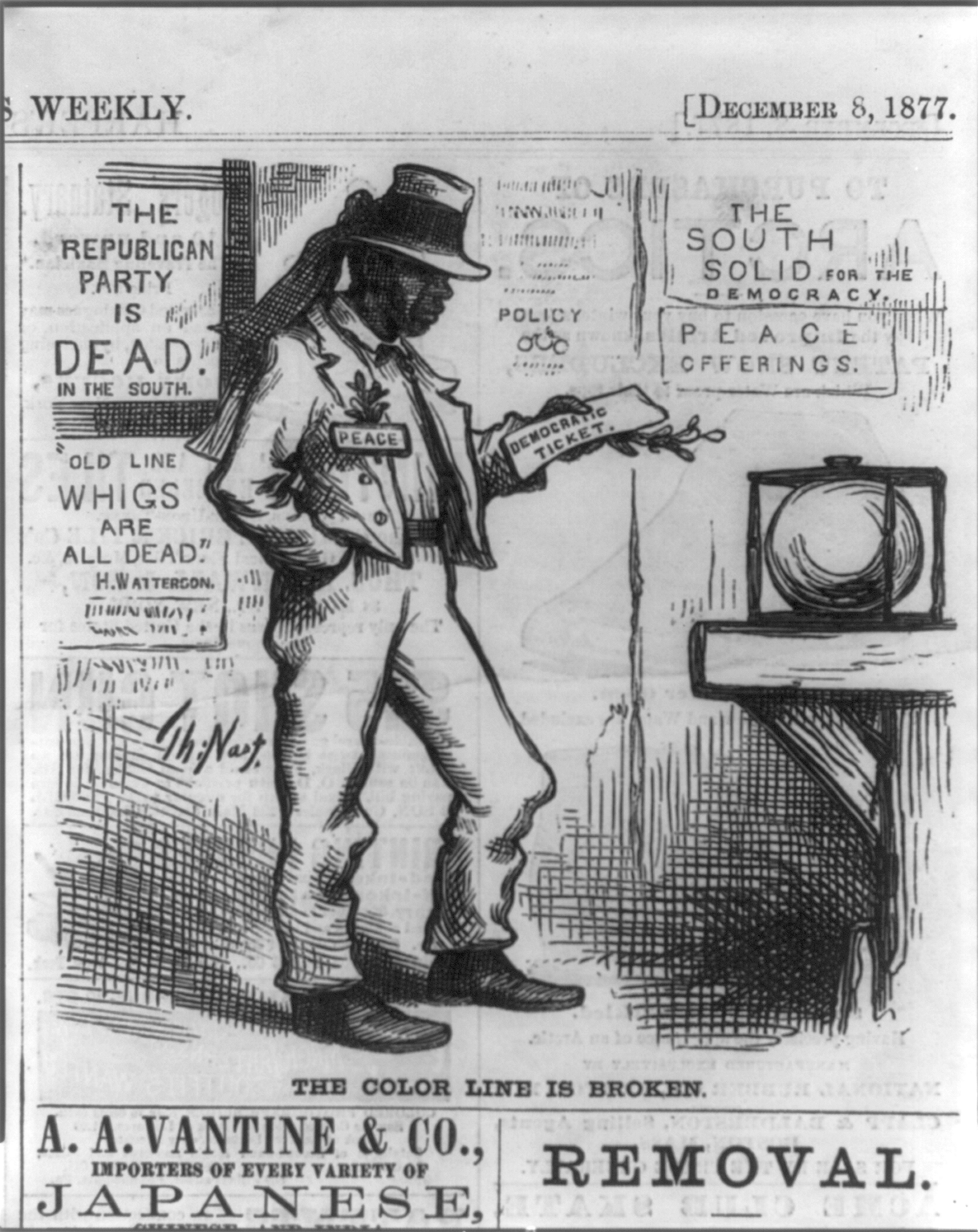
Vignetta politica del 1877 di Thomas Nast che raffigura il controllo del Partito Democratico nel Solid South.

### Elezioni presidenziali del 1876
La Ricostruzione proseguì nella Carolina del Sud, in Louisiana e in Florida fino al 1877. Le elezioni presidenziali del 1876 furono accompagnate da violenze accentuate nel profondo Sud. La combinazione di intimidazioni e brogli resero inutile il voto afroamericano anche nelle contee a maggioranza nera. La White League divenne particolarmente attiva in Louisiana. Dopo che il repubblicano Rutherford B. Hayes vinse la contestata elezione, fu raggiunto il compromesso del 1877: i Democratici bianchi del Sud accettarono di proclamare ufficialmente la vittoria di Hayes se questi avesse di fatto ritirato le ultime truppe federali; a questo punto, il Nord era stanco della continua situazione di rivolta. I conservatori razzisti poterono quindi controllare la maggior parte dei parlamenti del Sud, mentre le milizie armate illegali imperversarono nelle piccole città e nelle aree rurali. I neri consideravano la Ricostruzione un insuccesso perché il governo federale rinunciò a metterli in condizione di esercitare i diritti di cittadinanza in tutto il sud.

## Eredità e storiografia
L'interpretazione da dare all'Era della ricostruzione è stata oggetto di nutrite controversie. Quasi tutti gli storici concordano nel dire che la Ricostruzione si è conclusa con un fallimento, ma sono in disaccordo sulle ragioni per cui la definiscono così.
La prima generazione di storici del Nord vide gli ex confederati niente più che dei "traditori" e che la presidenza di Andrew Johnson rappresentasse il loro naturale alleato che minacciava di annullare i risultati costituzionali dell'Unione. Negli anni 1880 tuttavia si cominciò a sostenere che Andrew Johnson e i suoi sostenitori non fossero stati colpevoli di alto tradimento, ma che bensì avessero commesso un grave errore di valutazione nel rifiutare il XIV emendamento e nel preparare il terreno per la Ricostruzione Radicale.

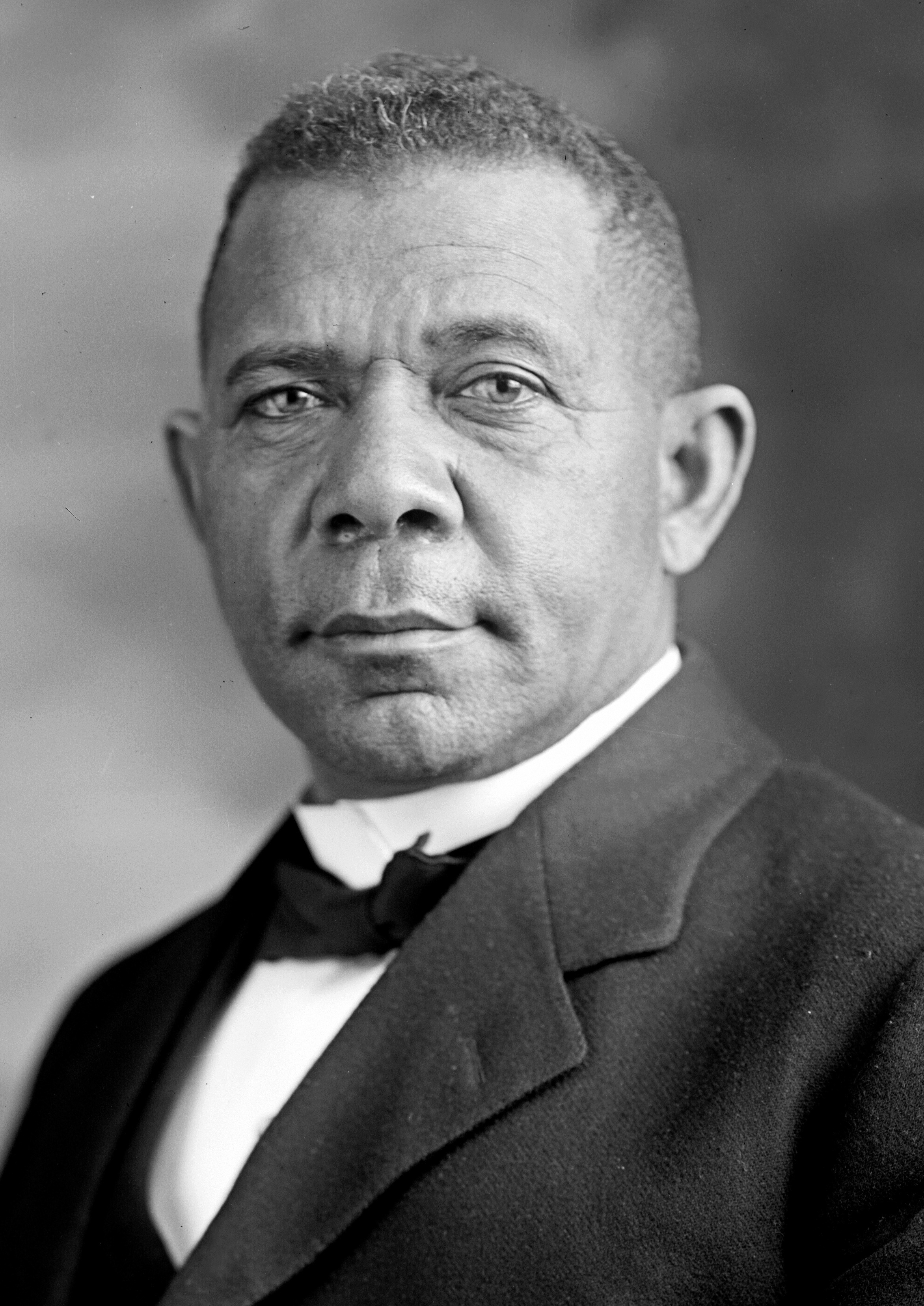
Foto di Booker T. Washington.

Il leader nero Booker T. Washington, cresciuto nella Virginia Occidentale durante gli anni della Ricostruzione, giunse alla conclusione che "l'esperimento di Ricostruzione in una democrazia con divisioni razziali è fallito perché è iniziato dalla parte sbagliata, cominciando con strumenti politici e leggi sui diritti civili piuttosto che con strumenti economici e l'autodeterminazione".
La sua soluzione era di concentrarsi sulla costruzione delle infrastrutture economica della comunità nera, in parte a partire dalla sua leadership nel Sud e dalla Tuskegee University.

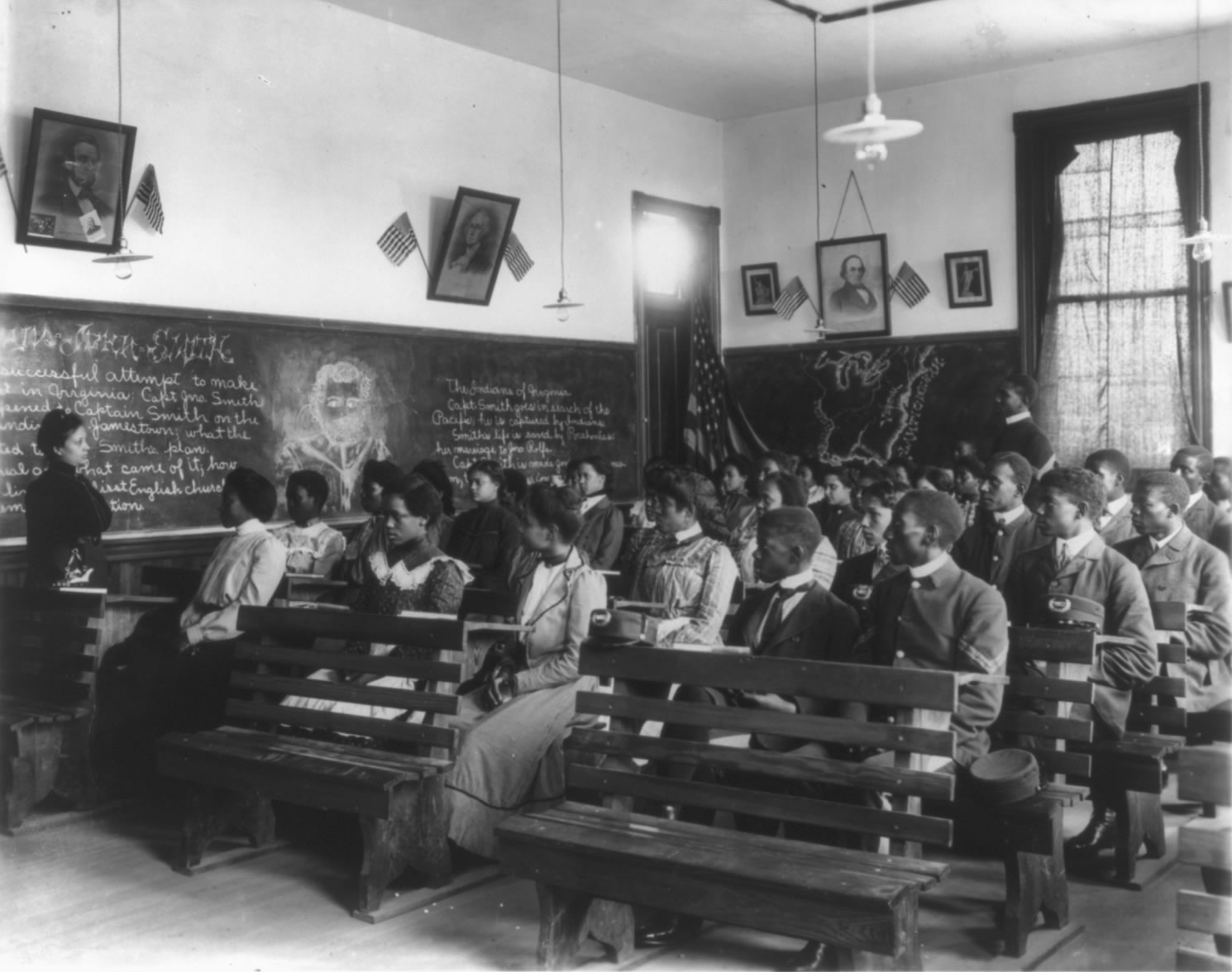
Lezione di storia alla Tuskegee University nel 1905.

### Dunning School: 1900-1920
Come ebbe modo di osservare Thomas Harry Williams (che fu uno dei critici più acuti della scuola), gli storici della Dunning descrissero la Ricostruzione in termini molto duri:

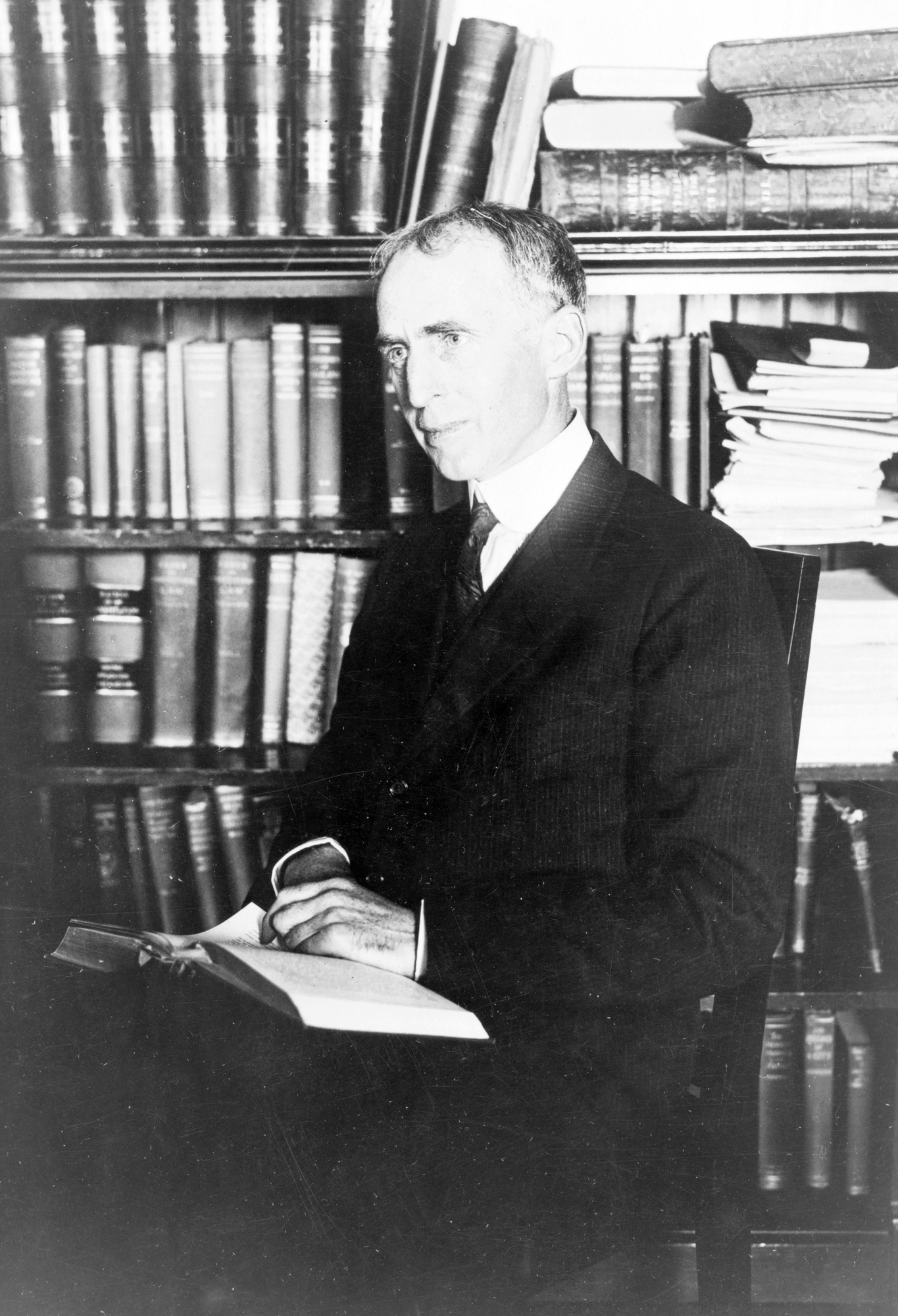
Foto dello storico Charles Austin Beard nel 1917.

### Revisionisti: 1930-1940
La figura centrale di questo gruppo fu un giovane ricercatore e storico dell'università del Wisconsin, Howard K. Beale, che nella propria tesi di dottorato di ricerca terminata nel 1924 sviluppò una nuova complessa interpretazione degli anni di Ricostruzione; la Dunning School come detto ritraeva i "freedmen" come semplici pedine nelle mani dei carpetbagger: Beale invece sostenne che questi ultimi si ritrovarono ad essere le pedine dei grandi industriali del Nord, i "veri cattivi". Questi industriali avevano preso il controllo dell'intera nazione nel corso del conflitto e avevano fatto istituire un sistema di dazi doganali elevati a protezione dei propri profitti, oltre a un assai redditizio sistema bancario nazionale e a una rete ferroviaria alimentata da sussidi governativi e da giri di denaro occulti. Il ritorno alle maggiori cariche pubbliche da parte dei bianchi del sud avrebbe pertanto seriamente minacciato tutti i loro più lucrosi affari, quindi gli ex secessionisti dovevano continuare ad essere mantenuti al di fuori delle sfere del potere. Lo strumento che venne utilizzato per cercare di realizzare un tale obiettivo fu una combinazione di Repubblicani nordisti e un sufficiente supporto meridionale costituito dai carpetbagger e dagli elettori neri. La retorica sui diritti civili e il sogno ideale di uguaglianza sociale divenne quindi nei fatti un pretesto utilizzato per ingannare i cittadini meglio intenzionati; Beale chiamò tutto ciò uno "sproloquio", sostenendo che
La presidenza di Andrew Johnson aveva tentato senza successo di fermare l'avanzata del potere economico industriale. La precedente scuola Dunning aveva elogiato Andrew Johnson per aver difeso i diritti degli uomini bianchi del profondo Sud e conseguentemente avallato l'idea suprematista del potere bianco; Beale non era invece un razzista, anzi fu uno degli storici più vigorosi a sostegno dei diritti civili dei neri negli anni 1930 e 1940.

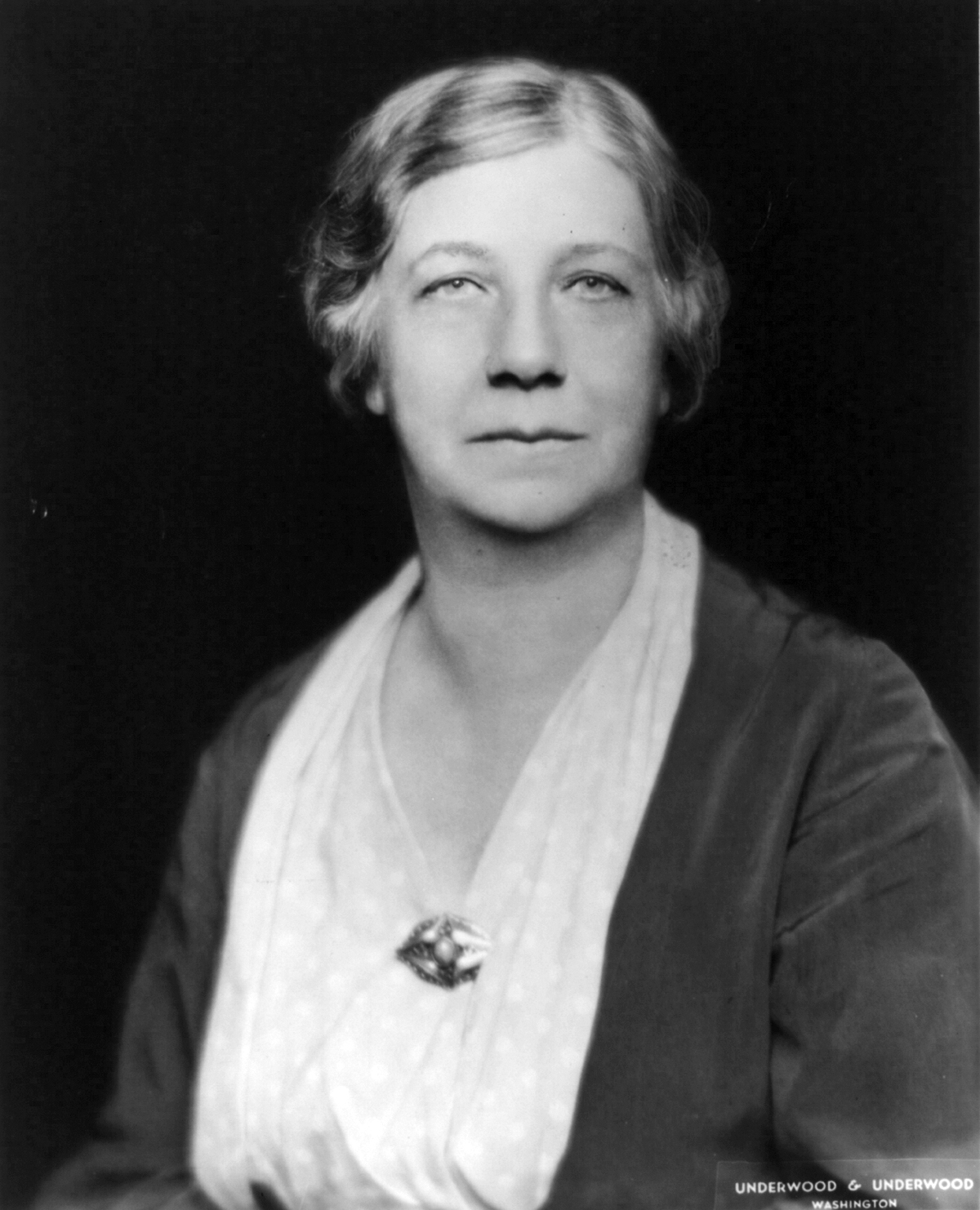
Mary Ritter Beard.

A suo avviso Johnson non doveva venire considerato alla stregua di un eroe per il razzismo dimostrato, quanto piuttosto per la sua disperata battaglia intrapresa contro gli industriali. I coniugi Charles A. Beard e Mary Ritter Beard avevano già fatto pubblicare The Rise of American Civilization (1927) tre anni prima di Beale dando un ampio risalto a una tematica del tutto similare: l'interpretazione Beard-Beale divenne quindi nota col termine "revisionismo" venendo a sostituire quasi completamente la scuola Dunning per la maggior parte degli storici fino agli anni 1950 inoltrati.
L'interpretazione dei Beard delle cause e origini della guerra di secessione americana cercava anche di minimizzare l'apporto dato dallo schiavismo, dall'abolizionismo e da altre questioni morali; ignorò largamente le problematiche costituzionali sui presunti diritti degli Stati e perfino il nazionalismo quale forza trainante che alla fine condusse alla vittoria dell'Unione. Il conflitto fu così archiviato come un semplice evento alquanto effimero; molto più importante risultava invece l'analisi del conflitto di classe. Come vollero spiegare nel 1927 la guerra civile fu veramente e in tutti i sensi un
I Beard si dimostrarono particolarmente interessati alla disamina della Ricostruzione, in quanto gli industriali del nord-est e gli agricoltori dell'ovest incassarono il loro grande trionfo sull'aristocrazia sudista. Lo storico Richard Hofstadter parafrasa i Beard nella loro argomentazione; nel trionfo bellico ottenuto
Lo storico del Wisconsin William Hesseltine aggiunse che gli uomini d'affari del nord-est desideravano controllare l'apparato economico del sud, cosa che fecero attraverso la proprietà della rete ferroviaria. L'interpretazione Beard-Beale sui monolitici industriali nordisti si disgregò però a partire dagli anni 1950 quando venne attentamente esaminata da numerosi altri storici tra cui Robert P. Sharkey, Irwin Unger e Stanley Coben.
Gli studiosi più giovani giunsero a dimostrare in maniera definitiva che non vi era alcuna politica economica unitaria all'interno del Partito Repubblicano dominante; alcuni suoi dirigenti reclamavano dazi elevati, altri bassi; alcuni erano a favore della stampa di carta moneta e altri erano legati all'oro. Non vi fu quindi alcuna cospirazione sottesa né alcun tentativo di usare la Ricostruzione per imporre una presunta politica economica unificata sull'intero corpo della nazione; i diversi uomini d'affari del Nord mantennero sempre forti divergenze sia nei riguardi della politica monetaria che dei dazi e ben di rado prestarono una qualche attenzione agli autentici problemi della Ricostruzione. Infine la retorica dei diritti degli schiavi liberati non fu "imbonimento", bensì una questione di principio e una seria filosofia politica.

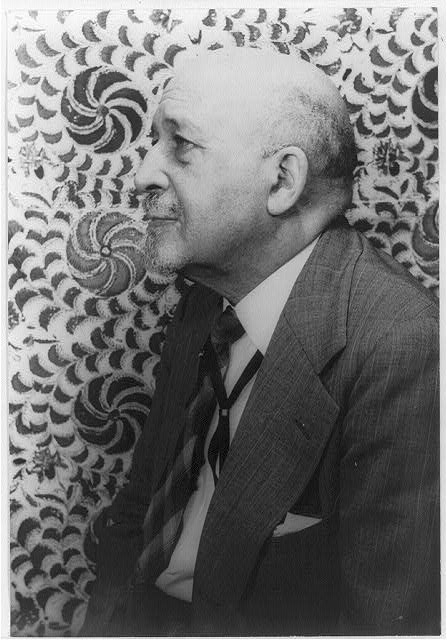
William Edward Burghardt Du Bois nel 1946.

### Storici afroamericani
Lo studioso nero William Edward Burghardt Du Bois, nella sua voluminosa opera intitolata Black Reconstruction in America, 1860-1880 e pubblicata nel 1935, confrontò i risultati ottenuti in tutti gli Stati federati interessati per delineare gli scopi raggiunti dai parlamenti della Ricostruzione e per confutare le affermazioni sul vasto controllo afroamericano sui governatorati statali. Rilevò i contributi dei neri all'istruzione pubblica, alle istituzioni caritative e sociali e soprattutto nel suffragio universale come alcuni tra i risultati più importanti ottenuti, notando la loro collaborazione con i bianchi. Sottolineò però anche che i bianchi beneficiarono maggiormente degli accordi finanziari stipulati, e attribuì gli eccessi alle conseguenze della guerra civile. Notò inoltre che nonostante le lamentele diversi Stati Uniti meridionali mantennero le proprie Costituzioni redatte nel corso della Ricostruzione per quasi un quarto di secolo prima del ripristino legale della segregazione razziale. Nonostante recensioni positive, il suo lavoro venne sostanzialmente ignorato dagli storici bianchi del suo tempo.

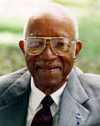
Foto di John Hope Franklin.

### Neo-abolizionisti
Nel corso degli anni 1960 cominciarono ad emergere gli storici cosiddetti neo-abolizionisti guidati da John Hope Franklin, Kenneth Milton Stampp, Leon Litwack ed Eric Foner. Influenzati dal movimento dei diritti civili respinsero in blocco la Dunning School, trovando invece molto da lodare nella Ricostruzione intrapresa dai Repubblicani radicali. Foner, il principale sostenitore di questo punto di vista, sostenne che l'opera di Ricostruzione non venne mai veramente completata e che una "Seconda Ricostruzione" risultava anzi essere necessaria nel tardo XX secolo per poter tentare di realizzare l'obiettivo della piena uguaglianza sociale degli afroamericani. I neo-abolizionisti seguirono i revisionisti nel minimizzare la corruzione e gli sprechi dei governi repubblicani statali, sostenendo che non era peggiore di quella esistente a New York per opera di William M. Tweed. Sottolinearono invece che la soppressione dei diritti civili degli afroamericani furono uno scandalo ben peggiore ed una grave corruzione dell'ideale di Repubblica. Affermarono che la tragedia della Ricostruzione fu che non fallì perché i neri non si dimostrarono in grado di governare, specialmente perché non furono mai a capo di un governo statale, ma che fallì perché i bianchi crearono un movimento insurrezionale con l'intento di riaffermare la supremazia del potere bianco. I parlamenti statali dominati dalle élite bianche fecero approvare tra il 1890 e il 1908 nuove Costituzioni che riuscirono a togliere il diritto di voto agli afroamericani e a molti poveri bianchi. Questa privazione afflisse milioni di persone per più di 60 anni tenendole fuori della vita politica praticamente in tutti gli Stati Uniti meridionali. Il ristabilimento violento della supremazia bianca significò che nell'arco di un decennio gli afroamericani furono esclusi dai governi locali, statali e federali del profondo Sud e non solo. La mancanza di rappresentanza volle dire che furono trattati come cittadini di seconda classe, con scuole e servizi costantemente sotto-finanziati in società sempre più radicalmente segregate, senza rappresentanza nelle giurie popolari e nelle forze dell'ordine, e in genere discriminati nelle leggi. Tale stato di cose proseguì fino alla seconda metà del XX secolo; solamente con l'approvazione della legge sui diritti civili del 1964 e della legge sul diritto di voto dell'anno seguente volute dalla presidenza di Lyndon B. Johnson la segregazione venne superata e il suffragio afroamericano fu ripristinato dopo quasi un secolo: un momento storico che a volte viene definito come "Seconda Ricostruzione".
Nel 1990 Foner concluse che, dal punto di vista strettamente dell'afroamericano, "la prima Ricostruzione dev'essere giudicata un fallimento"; affermò che si trattò di un "esperimento nobile anche se imperfetto, il primo tentativo d'introdurre un'autentica democrazia interrazziale negli Stati Uniti d'America". Secondo la sua visione del fatti, tra i molti fattori che contribuirono al fallimento finale vanno inclusi: la mancanza di un'agenzia federale permanente specificamente costituita per l'applicazione dei diritti civili; le sentenze della Corte suprema guidata da Morrison Remick Waite (la Corte Waite, 1874-1888) che smantellarono la legislazione del Congresso sui diritti civili; il ritorno al controllo dell'economia da parte dei proprietari di piantagioni bianchi conservatori del Sud a partire dal 1877. Lo storico William Shield McFeely ha spiegato che sebbene gli emendamenti costituzionali e le leggi sui diritti civili nel merito fossero indubbiamente dei risultati notevoli, non venne poi creata alcuna agenzia federale permanente il cui scopo fosse la loro applicazione.
I lavori più recenti ad opera di Nina Silber, David William Blight, Cecelia O'Leary, Laura Edwards, LeeAnn Whites e Edward J. Blum hanno incoraggiato una maggior attenzione verso i temi eminentemente razziali, la religione e le questioni di genere, spostando la fine della Ricostruzione allo scadere del XIX secolo; mentre da parte loro le monografie di Charles Reagan Wilson, Gaines Foster, W. Scott Poole e Bruce Baker hanno offerto ulteriori punti di vista sul "mito della causa persa" confederata nell'intero sud.

### La questione del fallimento
La Ricostruzione viene ampiamente considerata un fallimento, sebbene la ragione di ciò rimanga controversa e fonte di dibattito:
- La Dunning School per prima considerò inevitabile l'insuccesso poiché ritenne che il diritto di voto e/o il mantenere un qualche incarico da parte degli afroamericani a scapito dei bianchi costituisse una violazione del fondamento del repubblicanesimo.
- Una seconda scuola vide essenzialmente la ragione del fallimento come una mancanza di efficacia dei Repubblicani del Nord nel garantire i diritti politici ai neri.
- Una terza scuola incolpò l'incapacità nel concedere la terra ai liberti, di modo che potessero costruirsi una base economica e quindi anche di potere pubblico.
- Una quarta vede la ragione principale come l'incapacità sia federale che statale di reprimere efficacemente la violenza razzista sudista quando questa reagì contro i progressi dei neri. Etcheson (2009) a tale riguardo sottolinea la "violenza che ha schiacciato le aspirazioni nere e l'abbandono da parte dei bianchi del Nord dei Repubblicani del Sud"[281].

Lo stesso autore ha poi scritto anche che è difficile vedere la Ricostruzione "finire in qualcosa di diverso dal fallimento", aggiungendo:
Altri storici rimarcano l'incapacità di incorporare pienamente gli unionisti del sud entro la più ampia coalizione repubblicana. Derek W. Frisby dichiara che "la Ricostruzione non riuscì a capire le sfide dell'Unionismo del Sud e non riuscì a coinvolgere questi leali abitanti del sud in una strategia che avrebbe potuto influire positivamente sul carattere della pace".
Lo storico Donald R. Shaffer sostiene che i risultati ottenuti dagli afroamericani nel corso degli anni della Ricostruzione non svanirono; la legalizzazione del matrimonio e della famiglia afroamericana e l'indipendenza delle Chiese nere dalle confessioni bianche furono una fonte di forza durante la lunga era delle leggi Jim Crow. La Ricostruzione non venne mai dimenticata all'interno della comunità nera, rimanendo una fonte d'ispirazione. Il sistema della mezzadria conferì ai neri una notevole quantità di libertà rispetto ai tempi della schiavitù.
Nel 2014 tuttavia lo storico Mark Summers ha dichiarato che la questione del fallimento o meno dovrebbe essere considerata più dal punto di vista degli obiettivi di guerra; in quel caso, egli argomenta:

### Nella cultura di massa
Il giornalista Joel Chandler Harris, scrivendo come "Joe Harris" per l'"Atlanta Constitution" (soprattutto dopo la Ricostruzione), cercò di promuovere la riconciliazione razziale e regionale già alla fine del XIX secolo.

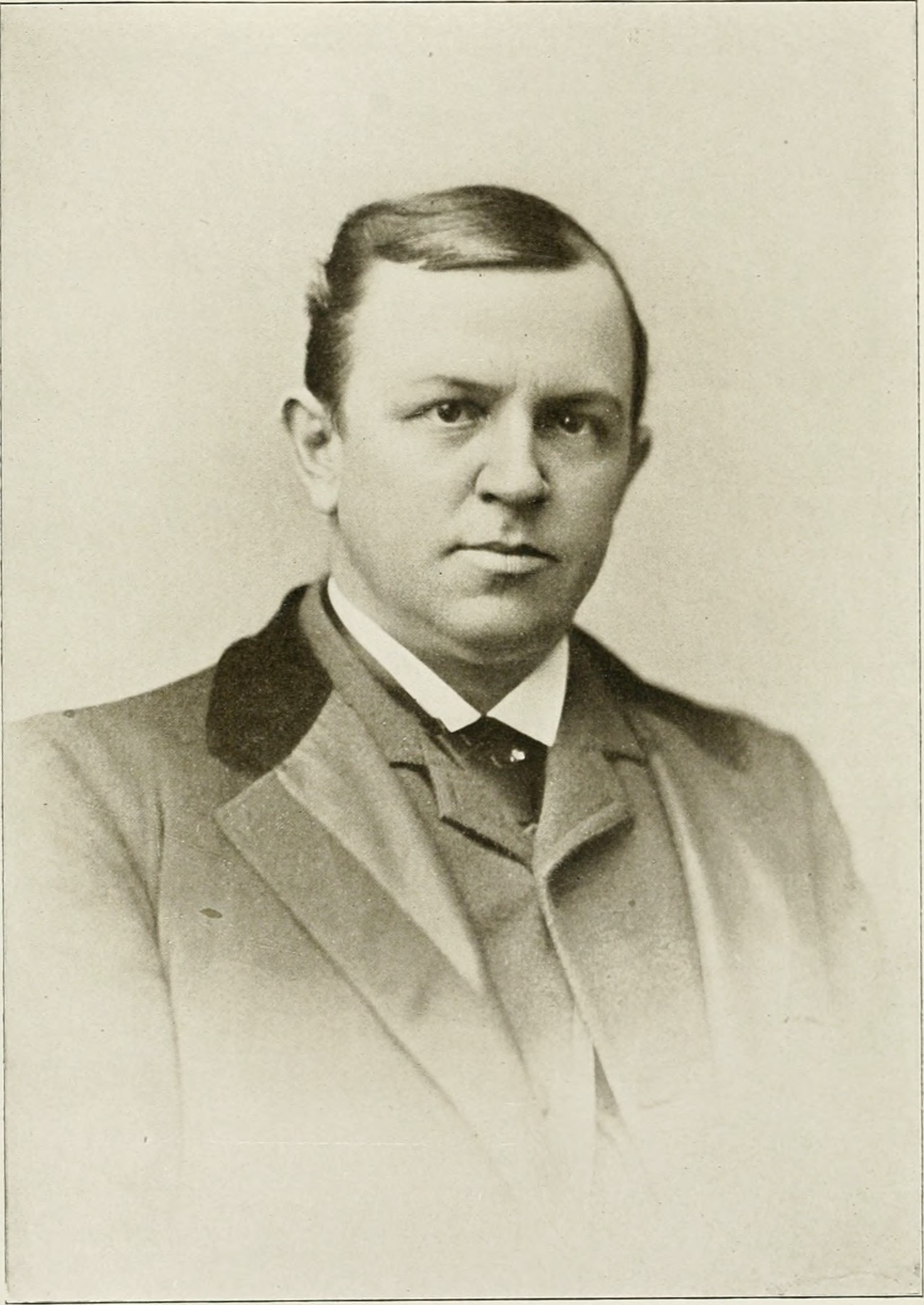
Foto di Henry Woodfin Grady.

Sostenne la visione di Henry Woodfin Grady di un "Nuovo Sud" durante il periodo che lo vide come redattore (dal 1880 al 1889); Harris scrisse molti editoriali incoraggiando l'accettazione da parte del sud delle mutate condizioni e di una qualche influenza del Nord, sebbene affermò anche che avrebbe dovuto procedere sotto la linea suprematista del potere bianco.
Nell'ambito della letteratura popolare due romanzi dell'inizio del XX secolo, opera di Thomas Frederick Dixon, The Leopard's Spots (1902) e The Clansman: A Historical Romance of the Ku Klux Klan (1905) svilupparono l'idea della "resistenza bianca" alla coercizione nordista e nera, propagandando l'azione delle milizie del Ku Klux Klan. David Wark Griffith adattò The Clansman di Dixon per lo schermo del suo film anti-repubblicano Nascita di una nazione (1915) stimolando in tal modo la formazione della seconda versione del KKK. Molti altri scrittori descrissero in forma romanzata un'ipotetica benevolenza nella schiavitù e il mondo dell'élite terriera delle piantagioni antebelliche in memorialistica e in racconti pubblicati tra la fine del XIX e l'inizio del XX secolo; le "United Daughters of the Confederacy" promossero influenti opere di donne in questo genere.

Di impatto molto più duraturo fu Via col vento (Gone with the wind), un romanzo best seller del 1936, vincitore del Premio Pulitzer per la sua autrice Margaret Mitchell, ed il pluripremiato e celeberrimo film dello stesso nome, produzione hollywoodiana del 1939. In entrambi i casi la seconda metà della storia si concentra sulla Ricostruzione ad Atlanta. Il libro vendette milioni di copie a livello nazionale; il film viene regolarmente ritrasmesso in televisione. Nel 2018 rimane in cima alla lista dei film con maggiori incassi nella storia del cinema. La New Georgia Encyclopedia sostiene:

## Riepilogo
| Ricostruzione in ciascuno degli Stati federati del Profondo Sud | Dichiarazione di secessione | Ammissione agli Stati Confederati d'America | Riammissione nel Congresso  | Ritorno al potere del Partito Democratico |
| --------------------------------------------------------------- | --------------------------- | ------------------------------------------- | --------------------------- | ----------------------------------------- |
| Carolina del Sud                                                | 20 dicembre 1860            | 4 febbraio 1861                             | 25 giugno 1868              | 11 aprile 1877                            |
| Mississippi                                                     | 9 gennaio 1861              | 4 febbraio 1861                             | 23 febbraio 1870            | 4 gennaio 1876                            |
| Florida                                                         | 10 gennaio 1861             | 4 febbraio 1861                             | 25 giugno 1868              | 2 gennaio 1877                            |
| Alabama                                                         | 11 gennaio 1861             | 4 febbraio 1861                             | 14 luglio 1868              | 16 novembre 1874                          |
| Georgia                                                         | 19 gennaio 1861             | 4 febbraio 1861                             | 15 luglio 1870              | 1º novembre 1871                          |
| Louisiana                                                       | 26 gennaio 1861             | 4 febbraio 1861                             | 25 giugno (o 9 luglio) 1868 | 2 gennaio 1877                            |
| Texas                                                           | 1º febbraio 1861            | 2 marzo 1861                                | 30 marzo 1870               | 14 gennaio 1873                           |
| Virginia                                                        | 17 aprile 1861              | 7 maggio 1861                               | 26 gennaio 1870             | 5 ottobre 1869                            |
| Arkansas                                                        | 6 maggio 1861               | 18 maggio 1861                              | 22 giugno 1868              | 10 novembre 1874                          |
| Carolina del Nord                                               | 20 maggio 1861              | 21 maggio 1861                              | 4 luglio 1868               | 28 novembre 1870                          |
| Tennessee                                                       | 8 giugno 1861               | 16 maggio 1861                              | 24 luglio 1866              | 4 ottobre 1869                            |

### Fonti primarie
- Barnes, William H., ed., History of the Thirty-ninth Congress of the United States. (1868). summary of Congressional activity.
- Berlin, Ira, ed. Freedom: A Documentary History of Emancipation, 1861–1867 (1982), 970 pp. of archival documents; also Free at Last: A Documentary History of Slavery, Freedom, and the Civil War ed by Ira Berlin, Barbara J. Fields, and Steven F. Miller (1993).
- Blaine, James.Twenty Years of Congress: From Lincoln to Garfield. With a review of the events which led to the political revolution of 1860 (1886). By Republican Congressional leader  vol. 2 online..
- Fleming, Walter L. Documentary History of Reconstruction: Political, Military, Social, Religious, Educational, and Industrial 2 vols (1906). Presents a broad collection of primary sources; vol. 1 on national politics; vol. 2 on states  vol. 2 online..
- Memoirs of W. W. Holden (1911). URL consultato il 17 marzo 2018 (archiviato dall'url originale il 23 giugno 2006)., North Carolina Scalawag governor
- Hyman, Harold M., ed. The Radical Republicans and Reconstruction, 1861–1870 (1967), collection of long political speeches and pamphlets.
- Lynch, John R. The Facts of Reconstruction (New York: 1913) Full text online. One of the first black congressmen during Reconstruction.
- Edward McPherson,   The Political History of the United States of America During the Period of Reconstruction (1875)., large collection of speeches and primary documents, 1865–1870, complete text online. [The copyright has expired.]
- Palmer, Beverly Wilson and Holly Byers Ochoa, eds. The Selected Papers of Thaddeus Stevens 2 vols (1998), 900 pp; i suoi discorsi e la sua corrispondenza con Stevens.
- Palmer, Beverly Wilson, ed. The Selected Letters of Charles Sumner, 2 vols (1990); vol. 2 covers 1859–74.
- Pike, James Shepherd  The prostrate state: South Carolina under negro government (1874).
- Reid, Whitelaw  After the war: a southern tour, May 1, 1865 to May 1, 1866. (1866). by Republican editor.
- Smith, John David, ed. We Ask Only for Even-Handed Justice: Black Voices from Reconstruction, 1865–1877 (University of Massachusetts Press, 2014). xviii, 133 pp
- Sumner, Charles  ‘Our Domestic Relations: or, How to Treat the Rebel States’ Atlantic Monthly September 1863., early abolitionist manifesto.

### Fonti secondarie
- Barney, William L. Passage of the Republic: An Interdisciplinary History of Nineteenth Century America (1987). D. C. Heath ISBN 0-669-04758-9
- Behrend, Justin. Reconstructing Democracy: Grassroots Black Politics in the Deep South after the Civil War. Athens, GA: University of Georgia Press, 2015.
- William Blair, The use of military force to protect the gains of reconstruction., in Civil War History, vol. 51, n. 4, 2005.
- Blum, Edward J. Reforging the White Republic: Race, Religion, and American Nationalism, 1865–1898 (2005).
- Bradley, Mark L. Bluecoats and Tar Heels: Soldiers and Civilians in Reconstruction North Carolina (University Press of Kentucky, 2009), 370 pp. ISBN 978-0-8131-2507-7
- Brown, Thomas J., ed. Reconstructions: New Perspectives on Postbellum America (2006), essays by 8 scholars  excerpt and text search.
- Paul Alan Cimbala, Randall M. Miller e Brooks D. Simpson, An uncommon time: the Civil War and the northern home front, Fordham University Press, 2002, ISBN 0-8232-2195-4. URL consultato il 29 aprile 2010.
- Cruden, Robert. The Negro in reconstruction () [online]
- Donald, David H. et al. Civil War and Reconstruction (2001).
- Downs, Gregory P. After Appomattox: Military Occupation and the Ends of War. Cambridge, MA: Harvard University Press, 2015.
- Du Bois, W. E. B. Black Reconstruction in America 1860–1880 (1935), Counterpoint to Dunning School explores the economics and politics of the era from Marxist perspective
- Du Bois, W. E. B. ‘Reconstruction and its Benefits,’ American Historical Review, 15 (July 1910), 781—99  online edition (PDF). URL consultato il 10 luglio 2019 (archiviato dall'url originale il 27 settembre 2011).
- Dunning, William Archibald. Reconstruction: Political & Economic, 1865–1877 (1905). Influential summary of Dunning School; blames Carpetbaggers for failure of Reconstruction.  online edition.
- Douglas Egerton, The Wars of Reconstruction: The Brief, Violent History of America’s Most Progressive Era, Bloomsbury Press, 2014, ISBN 978-1-60819-566-4.
- Etcheson, Nicole. ‘Reconstruction and the Making of a Free-Labor South,’ Reviews in American History, Volume 37, Number 2, June 2009 in Project MUSE
- Fitzgerald, Michael W. Splendid Failure: Postwar Reconstruction in the American South (2007), 224 pp;  excerpt and text search.
- Fleming, Walter L.  The Sequel of Appomattox, A Chronicle of the Reunion of the States(1918). URL consultato il 17 marzo 2018 (archiviato dall'url originale il 13 febbraio 2006).. From Dunning School.
- Fleming, Walter L. Civil War and Reconstruction in Alabama (1905). the most detailed study; Dunning School  full text online from Project Gutenberg.
- Foner, Eric and Mahoney, Olivia. America’s Reconstruction: People and Politics After the Civil War. ISBN 0-8071-2234-3, short well-illustrated survey
- Foner, Eric. Reconstruction: America’s Unfinished Revolution, 1863–1877 (1988). ISBN 0-06-015851-4. Pulitzer-prize winning history and most detailed synthesis of original and previous scholarship.
- Foner, Eric. Forever Free: The Story of Emancipation and Reconstruction. 2005.
- Franklin, John Hope. Reconstruction after the Civil War (1961), 280 pages. ISBN 0-226-26079-8. By a leading black historian
- Allen C. Guelzo, Lincoln’s Emancipation Proclamation: The End of Slavery in America, New York, Simon & Schuster Paperbacks, 2004. URL consultato il 3 maggio 2010.
- Harris, William C. With Charity for All: Lincoln and the Restoration of the Union (1997) portrays Lincoln as opponent of Radicals.
- Henry, Robert Selph. The Story of Reconstruction (1938), popular
- Harold Holzer, Edna Greene Medford e Frank J. Williams, The Emancipation Proclamation: three views (social, political, iconographic), Louisiana State University Press, 2006. URL consultato il 3 maggio 2010.
- Hubbs, G. Ward. Searching for Freedom after the Civil War: Klansman, Carpetbagger, Scalawg, and Freedman. Tuscaloosa, AL: University of Alabama Press, 2015.
- Jenkins, Wilbert L. Climbing up to Glory: A Short History of African Americans during the Civil War and Reconstruction. (2002).
- Litwack, Leon. Been in the Storm So Long (1979). Pulitzer Prize; social history of the freedmen
- McPherson, James and James Hogue. Ordeal By Fire: The Civil War and Reconstruction (2009)
- Milton, George Fort. The Age of Hate: Andrew Johnson and the Radicals. (1930).  online edition. URL consultato il 17 marzo 2018 (archiviato dall'url originale il 15 maggio 2012).; from Dunning School
- Charles Hallan McCarthy, Lincoln’s plan of reconstruction, New York, McClure, Philips, & Company, 1901. URL consultato il 27 aprile 2010.
- William S McFeely, Responses of the Presidents to Charges of Misconduct, a cura di C. Vann Woodward, New York, New York, Delacorte Press, 1974, ISBN 0-440-05923-2.
- Patrick, Rembert/ The Reconstruction of the Nation (1967)  online.
- Perman, Michael. The Road to Redemption: Southern Politics, 1869–1879. Chapel Hill, NC: University of North Carolina Press, 1984 ISBN 0-8078-4141-2, 9780807841419
- Perman, Michael. Emancipation and Reconstruction (2003). 144 pp.
- Merrill D. Peterson, Lincoln in American Memory, New York, Oxford University Press, 1994. URL consultato il 27 aprile 2010.
- Randall, J. G. The Civil War and Reconstruction (1953). Long the standard survey, with elaborate bibliography
- Rhodes, James G. History of the United States from the Compromise of 1850 to the McKinley–Bryan Campaign of 1896. Volume: 6. (1920). 1865–72; Volume: 7. (1920). –77; Highly detailed narrative by Pulitzer prize winner; argues was a political disaster because it violated the rights of white Southerners.  vol. 6 1865–1872 online. URL consultato il 17 marzo 2018 (archiviato dall'url originale il 15 maggio 2012).;  vol. 7 online[collegamento interrotto].  vol. 6 online at Google.books.  vol. 7 in Google.books.
- William L. Richter, A to Z of the Civil War and Reconstruction, Scarecrow Press, 2009, ISBN 978-0-8108-6336-1.
- Simpson, Brooks D. The Reconstruction Presidents (2009).
- Stampp, Kenneth M. The Era of Reconstruction, 1865–1877 (1967); short survey; rejects Dunning School analysis.  online.
- Summers, Mark Wahlgren. The Ordeal of the Reunion: A New History of Reconstruction (2014)  text search.;  online.
- Summers, Mark Wahlgren. A Dangerous Stir: Fear, Paranoia, and the Making of Reconstruction (2009)  excerpt and text search.
- Thompson, C. Mildred. Reconstruction In Georgia: Economic, Social, Political 1865–1872 (1915; 2010 reprint);  full text online free.
- Trefousse, Hans L. Historical Dictionary of Reconstruction (Greenwood, 1991), 250 entries
- Margaret E. Wagner, Gary W. Gallagher e James M. McPherson, The Library of Congress Civil War Desk Reference, New York, Simon & Schuster Paperbacks, 2002, ISBN 1-4391-4884-8.
- C. Vann Woodward, Reunion and reaction: the compromise of 1877 and the end of reconstruction, Oxford University Press, 1966, ISBN 0-19-506423-2.
- Zuczek, Richard. Encyclopedia of the Reconstruction Era (2 vols. 2006).

### Storiografia
- Foner, Eric. ‘Introduction to the 2014 Anniversary Edition’ in Reconstruction: America's Unfinished Revolution, 1863–1877 (2014)  online.
- Ford, Lacy K., ed. A Companion to the Civil War and Reconstruction. Blackwell, 2005. 518 pp.
- Frantz, Edward O. ed. A Companion to the Reconstruction Presidents 1865–1881 (2014) 30 essays by scholars
- Perman, Michael and Amy Murrell Taylor, eds. Major Problems in the Civil War and Reconstruction: Documents and Essays (2010)
- Simpson, Brooks D. ‘Mission Impossible: Reconstruction Policy Reconsidered.’ Journal of the Civil War Era 6.1 (2016): 85–102.  excerpt.
- Smith, Stacey L. ‘Beyond North and South: Putting the West in the Civil War and Reconstruction," Journal of the Civil War Era (Dec 2016) 6#4 pp. 566–591. DOI:10.1353/cwe.2016.0073  excerpt.
- Stalcup, Brenda, ed. Reconstruction: Opposing Viewpoints (Greenhaven Press: 1995). Uses primary documents to present opposing viewpoints.
- Stampp, Kenneth M., and Leon M. Litwack, eds. Reconstruction: An Anthology of Revisionist Writings, (1969), essays by scholars
- Weisberger, Bernard A. ‘The dark and bloody ground of Reconstruction historiography.’ Journal of Southern History 25.4 (1959): 427–447. JSTOR 2954450

### Per anno
- Appleton’s American Annual Cyclopedia and Register of Important Events of the Year 1867. (highly detailed compendium of facts and primary sources; details on every U.S. state & the national government)
- Appleton’s American Annual Cyclopedia... for 1868. (1873)
- Appleton’s American Annual Cyclopedia... for 1869. (1869)
- Appleton’s American Annual Cyclopedia... for 1870. (1871)
- Appleton’s American Annual Cyclopedia... for 1872. (1873)
- Appleton’s American Annual Cyclopedia... for 1873. (1879)
- Appleton’s American Annual Cyclopedia... for 1875. (1876)
- Appleton’s American Annual Cyclopedia... for 1876. (1877)
- Appleton’s American Annual Cyclopedia... for 1877. (1878)

### Giornali e riviste
- DeBow’s Review. major Southern conservative magazine; stress on business, economics and statistics
- Harper’s Weekly. URL consultato il 17 marzo 2018 (archiviato dall'url originale il 9 aprile 2007). leading New York news magazine; pro-Radical
- Nast, Thomas, magazine cartoons. URL consultato il 17 marzo 2018 (archiviato dall'url originale il 16 dicembre 2009). pro-Radical editorial cartoons
- Primary sources from Gilder-Lehrman collection. URL consultato il 17 marzo 2018 (archiviato dall'url originale il 10 giugno 2010).
- The New York Times daily edition online through ProQuest at academic libraries